# Marat Safin
Pour les articles homonymes, voir Safine.
Marat Moubinovitch Safin (en russe : Марат Мубинович Сафин), né le 27 janvier 1980 à Moscou, est un joueur de tennis et homme politique russe.
Joueur professionnel de 1997 à 2009, il a remporté 15 titres en simple sur le circuit ATP, dont l'US Open en 2000 qui lui permet d'atteindre la première place mondiale, puis l'Open d'Australie en 2005. Il est le seul joueur russe avec Ievgueni Kafelnikov et Daniil Medvedev à avoir gagné un tournoi du Grand Chelem. Il co-détenait également avec Boris Becker le record de trois titres au Masters de Paris-Bercy avant d'être dépassé par les sept titres de Novak Djokovic. Il prend sa retraite sportive en 2009, au Masters de Paris-Bercy.
Membre du parti politique Russie unie, il est élu député de la région de Nijni Novgorod en 2011.
Après plusieurs années hors des médias et du monde du tennis, il revient comme capitaine de l'équipe de Russie lors de la première édition de l'ATP Cup, qui se tient début janvier 2020. Ils se qualifient pour les demi-finales en battant l'équipe d'Argentine.

## Biographie

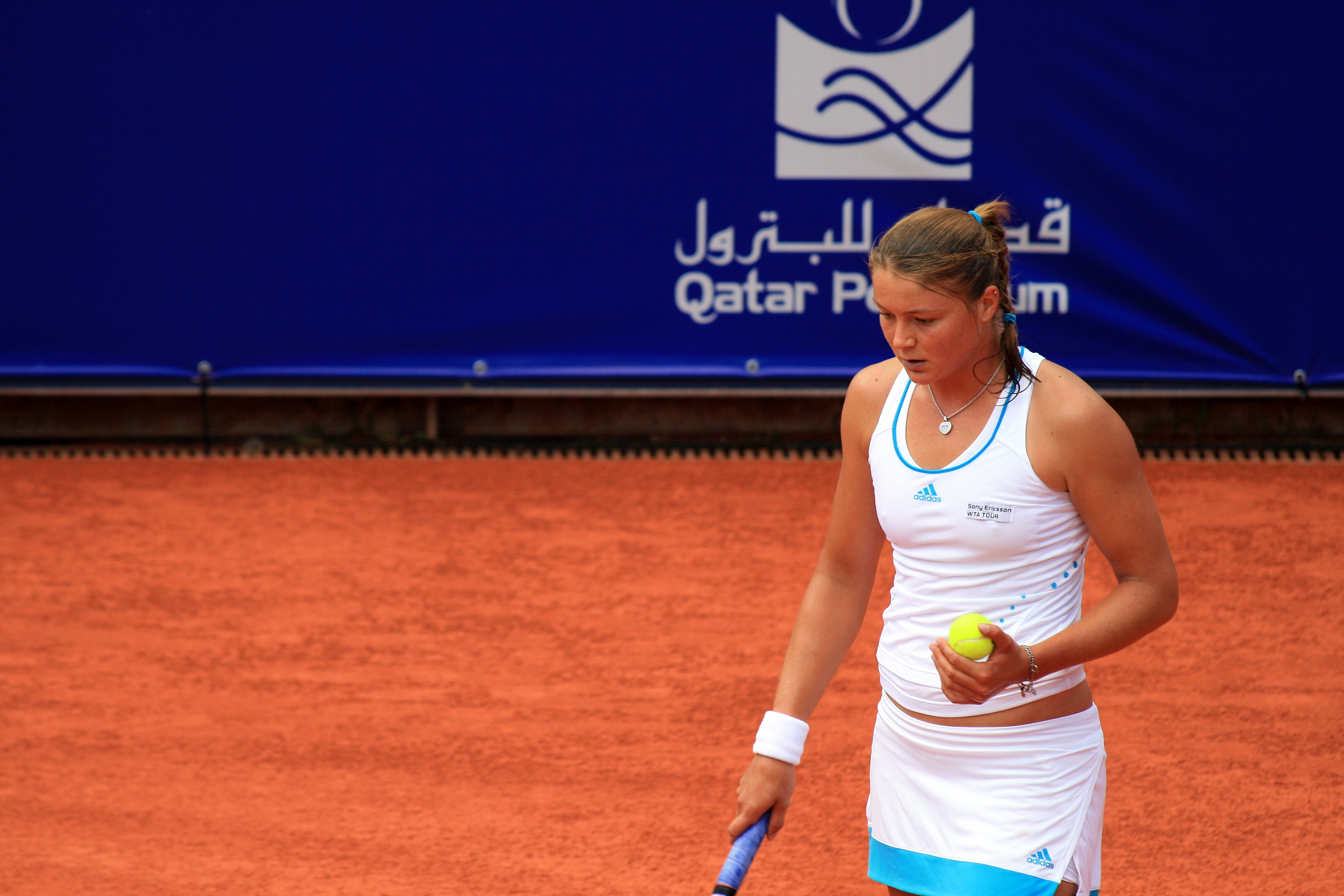
La sœur de Marat Safin, Dinara Safina.

Marat Safin est le frère aîné de la joueuse professionnelle de tennis Dinara Safina no 2 mondiale en 2010 qui a déjà atteint trois finales de Grand Chelem en simple. Elle fut no 1 mondiale le 20 avril 2009, ce qui fait de la famille Safin la première famille possédant un no 1 mondial chez les hommes (ATP World Tour) et chez les femmes (WTA Tour), Marat Safin ayant obtenu le plus haut rang mondial le 20 novembre 2000.
Il a eu plusieurs relations avec des personnalités russes telles que Dacha Joukova en 2005 ou encore la chanteuse Nastia Ossipova jusqu'en août 2009.
Il a entretenu une relation avec la soprano Aïda Garifoullina, avec laquelle il a une fille prénommée Olivia, née en 2016. Il est sollicité deux années consécutives par les spectateurs en tant que joueur favori des fans de l'ATP en 2001 et 2002. En septembre 2007, Marat passe dix jours dans l'Himalaya pour escalader le Cho Oyu.
Depuis sa retraite sportive en 2009, Safin revient jouer quelques matchs en exhibition mais n'a annoncé à aucun moment son envie de reprendre la compétition au niveau professionnel, notamment pris par son nouveau poste dans l'organigramme du Comité olympique russe, et son rang de vice-président de la Fédération Russe.
En plus de sa langue maternelle, le russe, il parle, l'espagnol et l'anglais. Mais ne  parle pas le tatar

## Carrière sportive

### Résumé de carrière

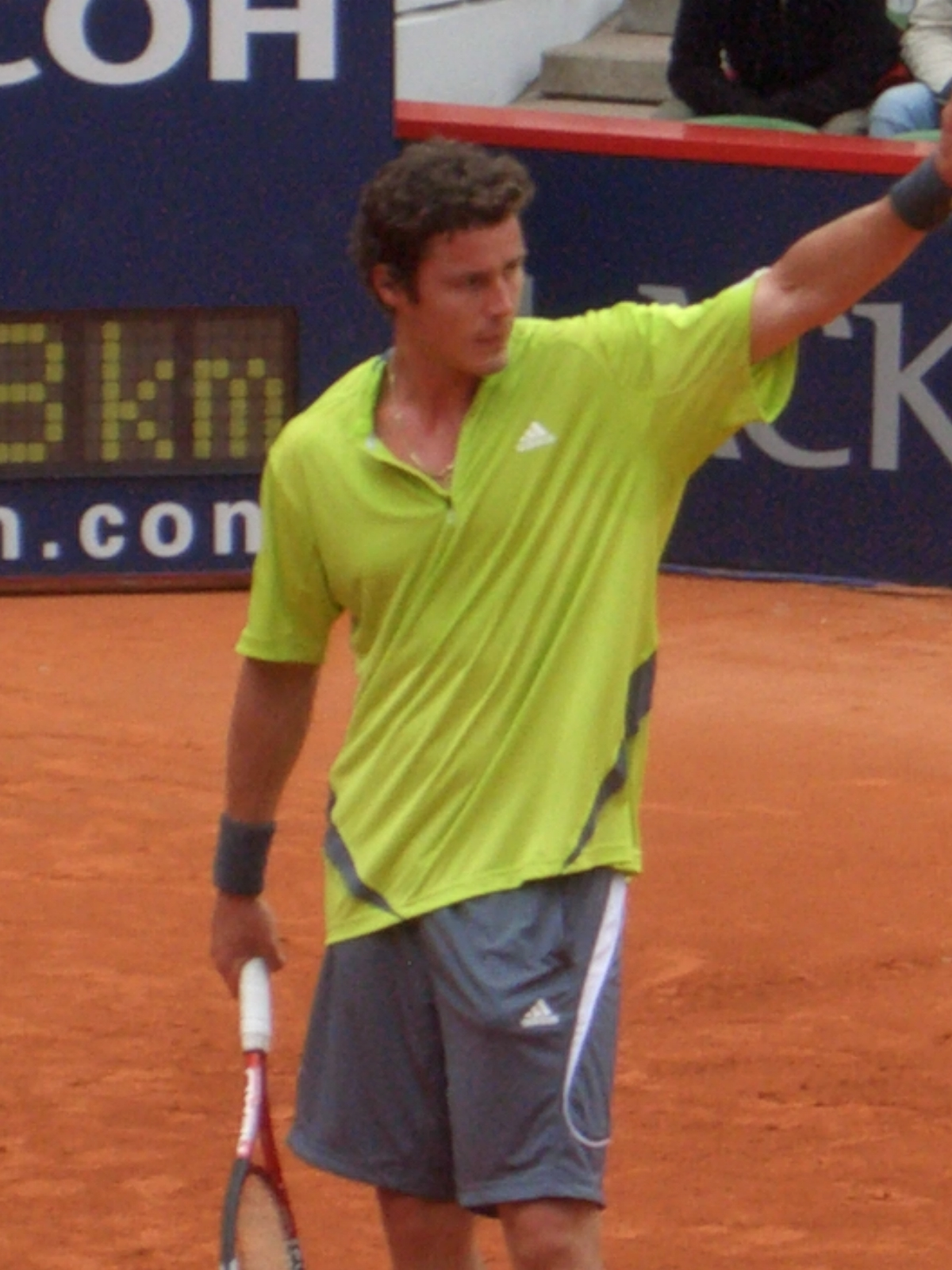
Marat Safin en 2007.

Après des performances dans les tournois ITF et Future en 1996, Safin commence sa carrière professionnelle le 14 juillet 1997 au tournoi de Schéveningue (Pays-Bas) en battant Davide Sanguinetti, tournoi où il atteint le dernier carré.
Deux ans plus tard, il remporte son premier titre ATP à Boston en triomphant en finale du britannique et neuvième mondial Greg Rusedski sur le score de 6-4, 7-611.
En 2000, il remporte l'US Open en battant Pete Sampras (6-4, 6-3, 6-3) en finale et devient le premier russe à remporter ce trophée. Cette année-là, il a remporté sept titres ATP en l'espace de sept mois, dont, en plus du Grand-Chelem de l'US Open, deux Masters 1000, un 500 Series et trois 250 Series, et a disputé deux finales : une en Masters 1000 et une en 500 Series, ce qui restera son année la plus prolifique.
Il attendra ensuite quatre ans et demi avant de glaner un autre Grand Chelem, l'Open d'Australie 2005 en éliminant le numéro un mondial Roger Federer en demi-finale (5-7, 6-4, 5-7, 7-66, 9-7) après avoir sauvé deux balles de matchs dans le quatrième set puis Lleyton Hewitt en finale sur le score de 1-6, 6-3, 6-4, 6-4, ce titre restera le dernier des quinze trophées de Safin.
Le Russe a réussi à remporter la Coupe Davis, en 2002 contre la France et en 2006 contre l'Argentine, à deux reprises sur le score de 3-2, il a joué en deux finales six matchs pour quatre victoires et a apporté le point décisif face à José Acasuso.
Il a aussi glané cinq Masters 1000 dont trois Masters de Paris-Bercy, tournoi où il était le corecordman de trophées avec Boris Becker et Novak Djokovic jusqu'à ce que Novak Djokovic batte ce record en 2015 lorsqu'il emporte son quatrième titre à Bercy. Il a également disputé douze finales de tournois ATP, dont deux en Grand-Chelem à l'Open d'Australie en 2002 et 2004 et trois en Masters 1000. En double il a joué six finales, toutes en 250 Series pour deux titres, et une soixante-et-onzième place mondiale en 2002.
Il devint le 20 novembre 2000 le plus jeune numéro un mondial du tennis et actuellement troisième plus jeune, à seulement vingt ans et neuf mois, record battu un an plus tard jour pour jour par l'Australien Lleyton Hewitt de vingt-huit jours, puis par Carlos Alcaraz le 12 septembre 2022.
Lors du Tournoi de Wimbledon 2008, il atteint le stade des demi-finales, devenant ainsi le premier russe à accéder au dernier carré de l'étape londonienne du Grand Chelem, ce qui lui a également permis de faire partie des joueurs ayant atteint ce stade lors des quatre tournois du Grand Chelem en simple (en 2002, 2004 et 2005 à l'Open d'Australie, en 2002 à Roland-Garros, en 2008 à Wimbledon et en 2000 et 2001 à l'US Open) — seulement vingt-deux personnes ont atteint ce niveau depuis le début de l'ère Open.
Sur la plus haute marche durant neuf semaines non consécutives entre 2000 et 2001, Safin est le dix-septième joueur à la plus grande longévité de l'ère Open, et à la plus grande longévité devant Ievgueni Kafelnikov (6 semaines).
De plus, ayant battu quatre numéros un mondiaux au moment de la rencontre, dont trois différents (Lleyton Hewitt, Andy Roddick et Roger Federer), il est le premier joueur ATP à avoir réussi cet exploit, et le premier dans le circuit ATP et WTA — seule une femme y arrive en 2008, qui n'est autre que sa petite sœur Dinara Safina.
Il a pris sa retraite sportive le 11 novembre 2009 après une défaite au deuxième tour du Masters de Paris-Bercy contre Juan Martín del Potro en trois manches (4-6, 7-5, 4-6), finissant classé soixante et unième mondial pour sa dernière semaine.
Après sa retraite, il participe en 2010 et 2011 à des tournois du Senior Tour ainsi qu'à des exhibitions contre d'autres joueurs professionnels.

### 1980 à 1995, la jeunesse

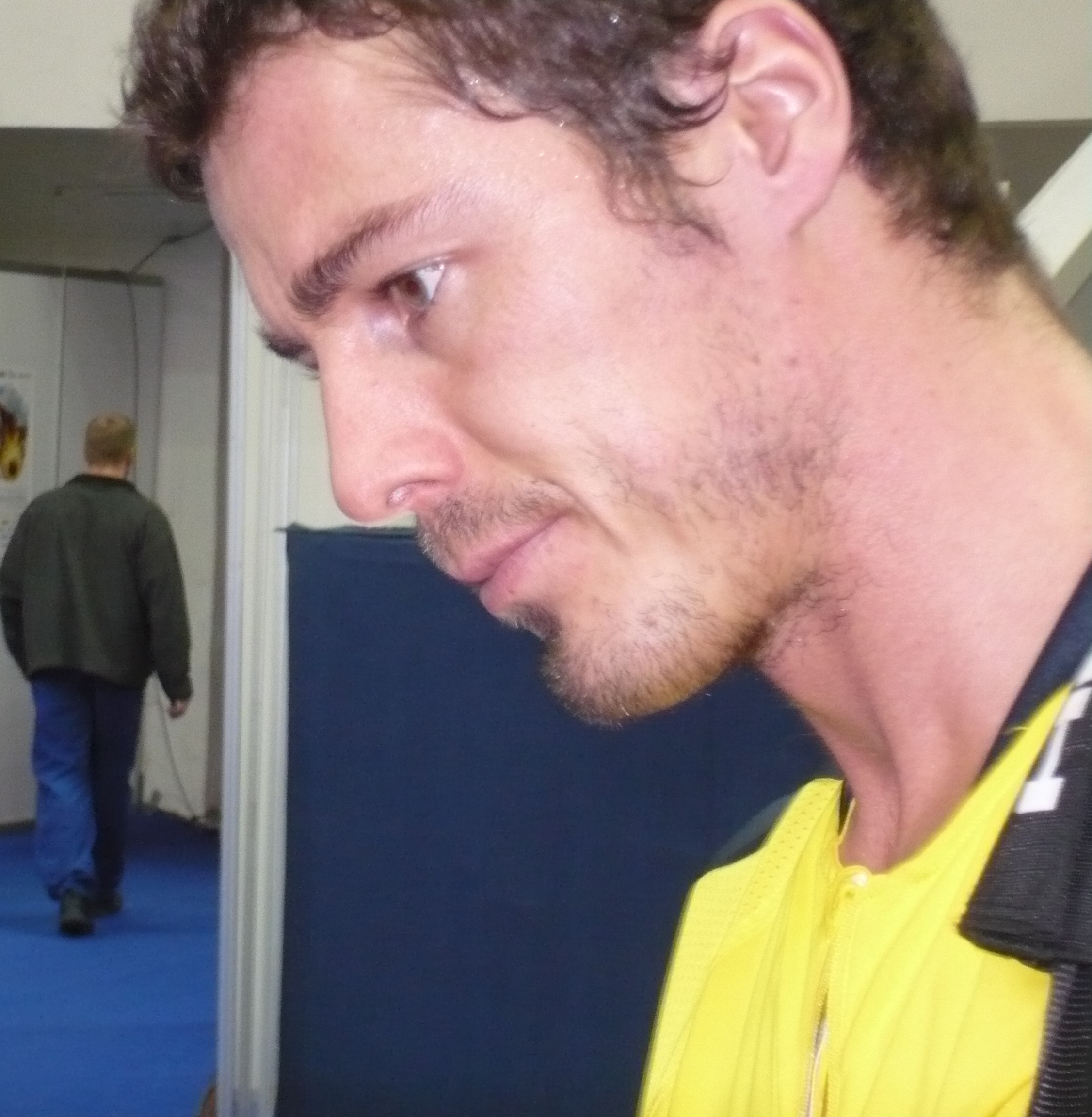
Marat Safin.

Marat Safin naît à Moscou le 27 janvier 1980. Il est dès ses premières années prédestiné à une carrière dans le tennis. En effet, sa mère Rausa Islanova, est une ancienne championne de tennis, et son père Micha (d'origine tatare) est quant à lui directeur d'un club de tennis. Il est entrainé par son père dès l'âge de six ans avec comme partenaire Anna Kournikova. À l'âge de treize ans et avec de grandes facilités de formations, Marat visite une académie de tennis à Valence. L'entraîneur du club, Maria Pasqual découvre vite le grand talent du jeune russe et le prendra sous son aile. C'est donc à l'âge de quatorze ans que Marat part seul en Espagne rejoindre Pasqual et Rafael Mensua qui l'entraineront durant quatre ans. Durant ses années à Valence, Safin apprend une nouvelle langue : l'espagnol et fait de la terre battue où il a été formé sa surface de prédilection.
En 1994 il est demi-finaliste du tournoi des Petits As.
Après d'excellents résultats aux tournois ITF et juniors, Safin entre dans l'ATP World Tour. Il profitera de son intégration dans le circuit professionnel pour revenir vivre à Moscou. Marat a joué contre beaucoup de joueurs espagnols.

### 1996 à 1997, les débuts

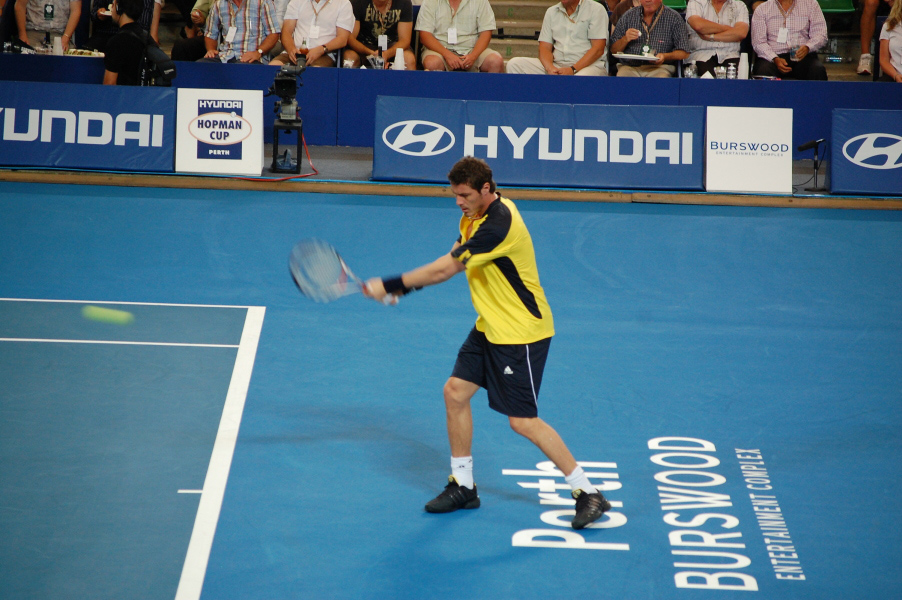
Marat Safin a connu des débuts prometteurs.

Il commence sa carrière professionnelle en septembre 1996 et se classe lors de sa première semaine 585e mondial. Il atteint son meilleur classement de cette année le 18 novembre 1996 en tant que 434e mondial, et finit classé 445e mondial.
En 1997, son meilleur classement est atteint en novembre 1997, 194e mondial. Il participe aux tournois de Schéveningue, Poznań, Açores, Espinho qu'il remporte contre Stephane Huet, Skopje, Eckental et Moscou, il finit classé 203e mondial en simple et 403e mondial en double.

### 1998 à 1999, La révélation
En 1998, il remporte le tournoi de double de Wolfsbourg avec Dušan Vemić en battant en finale Jan-Ralph Brandt et Thomas Messmer et finira classé en double 451e mondial.
En simple, il participe aux tournois de Lippstadt, Wolfsbourg, Philadelphie, Naples où il finira finaliste en perdant contre Davide Sanguinetti, Barcelone, Ljubljana, Košice, Venise, Båstad, Stuttgart, Kitzbühel, Amsterdam, Saint-Marin, New Haven, Long Island, Tachkent, Majorque, Ostrava et Moscou.

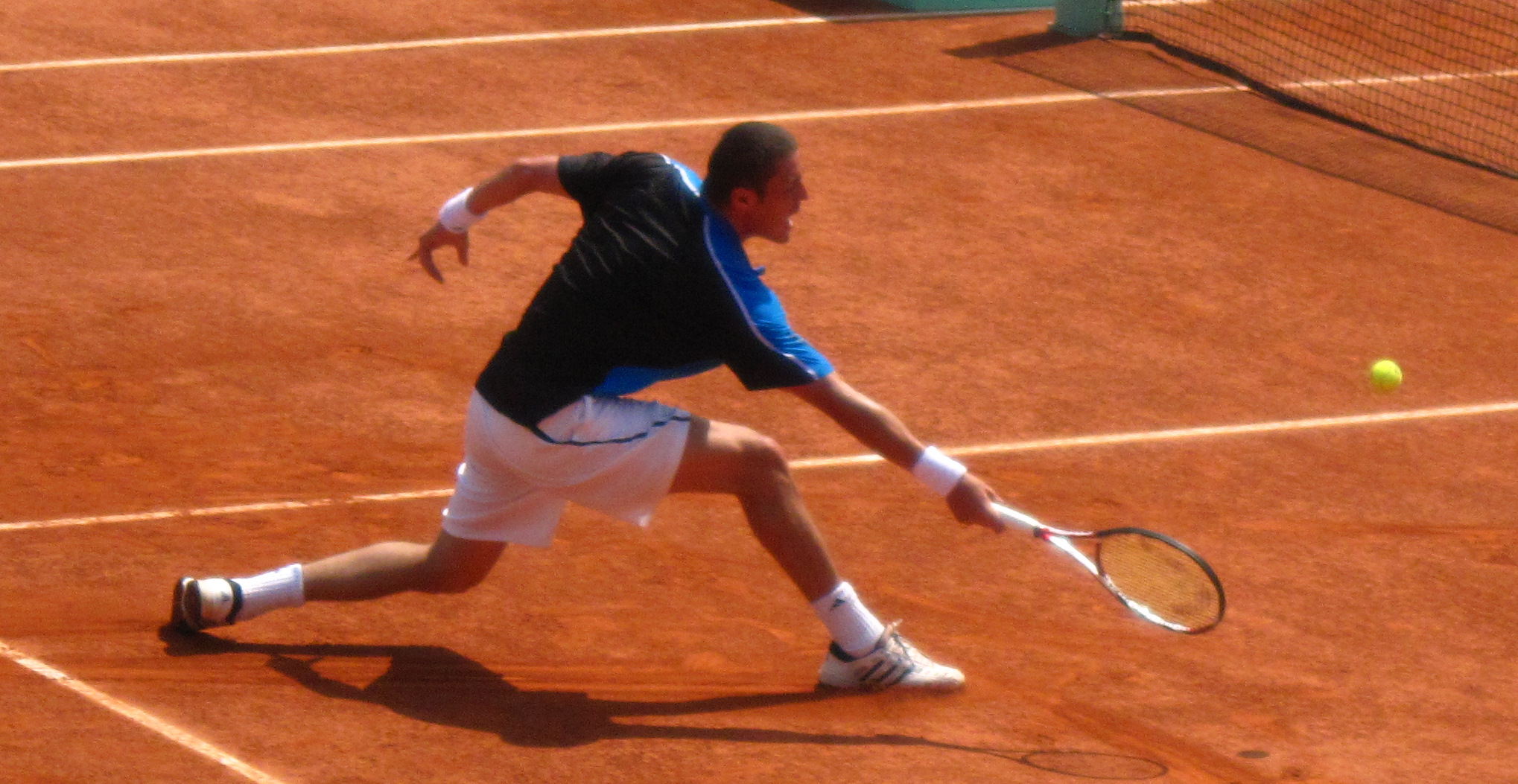
Marat Safin s'est révélé lors de ses premiers Internationaux de France de tennis en 1998.

En Grand Chelem il se révèle au tout premier plan grâce à son parcours à Roland-Garros 1998 où il écarte successivement le double finaliste et futur vainqueur 1999 Andre Agassi, le tenant du titre Gustavo Kuerten ainsi que Daniel Vacek, avant de s'incliner en huitième de finale face à Cédric Pioline au cours d'un match en cinq sets. Il ne réitère pas l'exploit à Wimbledon en s'inclinant au premier tour contre Medvedev et à l'US Open où il chute en 1/8 contre Pete Sampras en trois sets. Il atteint en fin d'année son meilleur classement depuis le début de sa carrière, prenant la 48e place mondiale.
Il est nommé ATP Newcomer (Révélation ATP de l'année) aux ATP Awards.
En 1999, il atteint en double la finale du tournoi de Moscou avec Andreï Medvedev et finit classé 110e mondial.
En simple, il échoue aux tournois de Saint-Pétersbourg, Rotterdam, Amsterdam à chaque fois en 1/2 contre Marc Rosset, Tim Henman et Younès El Aynaoui, il gagnera le tournoi de Boston son premier tournoi ATP contre Greg Rusedski. Il joue pour la première fois des Masters Series, ceux d'Indian Wells, Miami, Monte-Carlo, Hambourg, Rome, Cincinnati et Stuttgart, n'allant pas plus loin que les 1/8 de finale. Mais il atteindra cependant la finale de Paris Bercy, défait en finale par le numéro 1 mondial Andre Agassi en 4 sets, après avoir battu Gustavo Kuerten. En Grand Chelem il ne brille pas, se faisant éliminer à l'Open d'Australie au troisième tour par Karol Kučera, à Roland-Garros il est défait au quatrième tour par Dominik Hrbatý et à l'US Open où il s'incline dès le deuxième tour contre Jiří Novák. Il finira classé 23e mondial. Il est appelé à jouer 11 matchs de Coupe Davis de 1997 à 1999, il en remportera cinq et en perdra six, dont deux lors des demi-finales contre l'Australie, futur vainqueur. Il aurait cassé cette année-là près d'une cinquantaine de raquettes.

### 2000, une année aux extrêmes

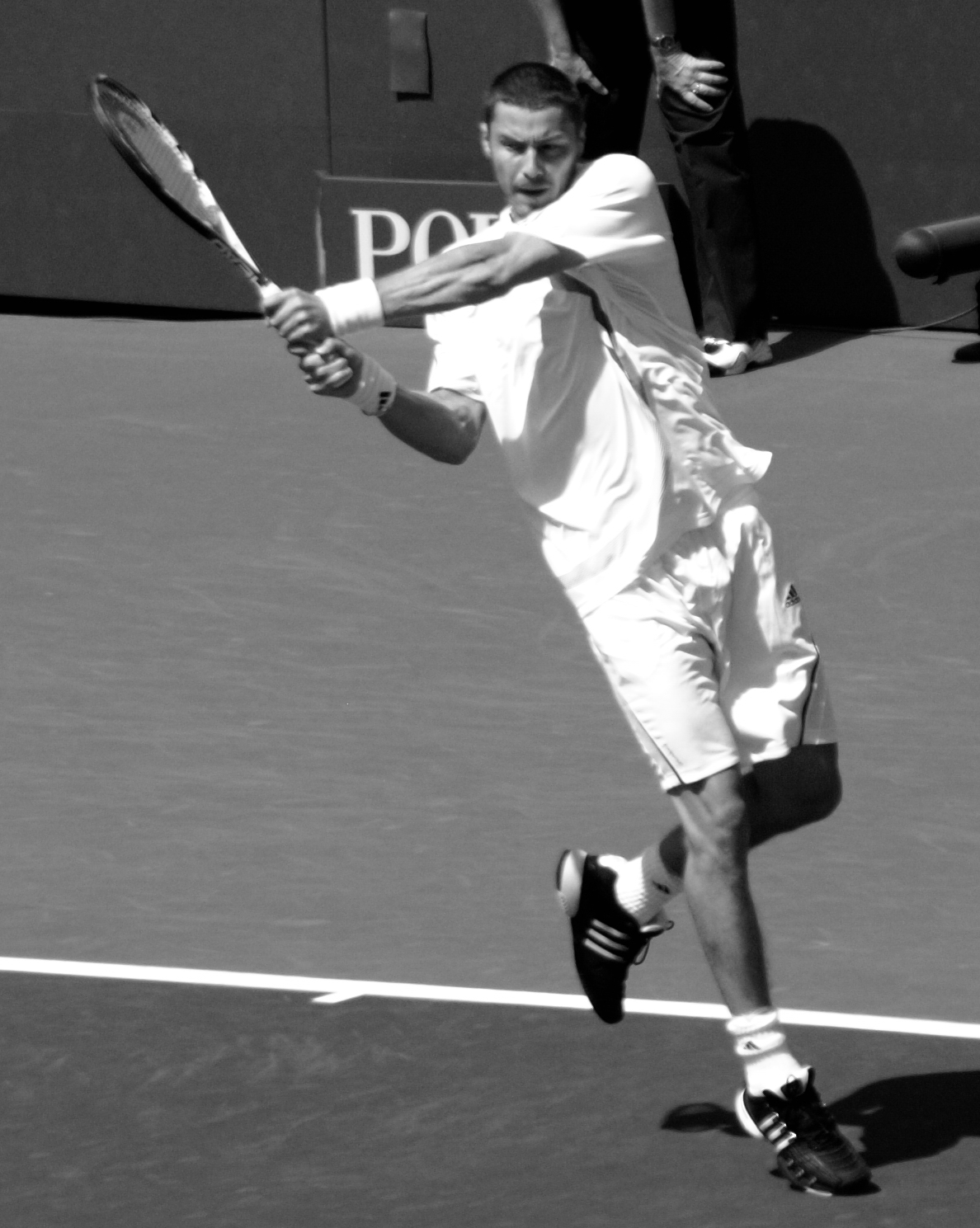
Marat Safin a connu le sommet de sa carrière lors de l'US Open 2000.

En double, Safin et son compatriote Ievgueni Kafelnikov jouent les Jeux olympiques, et parviendront en finale de la World Team Cup. Il gagnera deux matchs de Coupe Davis, d'abord contre la Belgique avec Andreï Cherkasov contre les frères Olivier et Christophe Rochus en 5 manches (4-6, 7-62, 1-6, 6-1, 6-3), puis avec Ievgueni Kafelnikov contre l'Équipe d'Espagne emmenée par Àlex Corretja et Joan Balcells (7-64, 2-6, 7-63, 6-4). Grâce à deux demi-finales à Vienne (Max Mirnyi) et Moscou (Denis Golovanov), Safin finira à la 108e place mondiale.
En simple, il commence son année 2000 de la pire des façons puisqu'il sera éliminé au premier tour de 5 tournois (Sydney, Open d'Australie, Marseille, Rotterdam, Londres). Un début de saison totalement raté qui se poursuivra, Safin ne gagnant que 6 de ses 17 matchs entre janvier et avril, une période durant laquelle il n'excluait pas de changer de métier.
Contrairement à son début de saison, il réalise de grandes performances, entre avril et septembre le russe possède un ratio impressionnant de 55 victoires pour 10 défaites en 65 matchs, avec notamment 25 victoires pour 2 défaites en 5 tournois (Masters Series du Canada et Cincinnati, Indianapolis, US Open et Tachkent). Il remporte consécutivement les tournois de Barcelone contre Juan Carlos Ferrero et Majorque contre Mikael Tillström, ainsi que Tachkent contre Davide Sanguinetti et Saint-Pétersbourg contre Dominik Hrbatý. Il gagnera ses premiers Masters Series cette année-là à Toronto contre Harel Levy sur le score de 6-2, 6-3 et à Bercy contre Mark Philippoussis sur le score de 3-6, 7-67, 6-4, 3-6, 7-68. Il atteindra d'ailleurs la finale du Masters Series de Hambourg, vaincu en 5 manches par Gustavo Kuerten, qui le battra à nouveau en finale d'Indianapolis en 3 sets.
Il commence mal l'année en Grand Chelem, éliminé à l'Open d'Australie dès le premier tour par Grant Stafford un qualifié en seulement 4 sets. Il ira plus loin à Roland-Garros battu en 1/4 de finale par Magnus Norman en 4 sets. Il déçoit de nouveau à Wimbledon perdant dès le deuxième tour face à Martin Damm en 3 sets. Il participe également aux Jeux olympiques mais est éliminé dès le premier tour par sa bête noire Fabrice Santoro.
Lors de l'US Open, il bat le français Thierry Guardiola 141e mondial en 4 manches (7-5, 65-7, 6-4, 6-4), puis Gianluca Pozzi au terme d'un match de plus de 3 heures et 5 manches (6-3, 3-6, 6-3, 3-6, 6-4). Il arrive au troisième tour face à Sébastien Grosjean et évite de peu la défaite, après 3 h 45 de jeu, il se hisse au quatrième tour en 5 sets également (6-4, 7-63, 1-6, 3-6, 7-65), déclarant après le match « J'ai prié pour que la balle de Grosjean soit faute et Dieu m'a écouté ». Il bat ensuite facilement le 12e mondial Juan Carlos Ferrero (6-1, 6-2, 6-2) puis le numéro 14 Nicolas Kiefer (7-5, 4-6, 7-65, 6-3). Arrivé dans le dernier carré, il sort l'Américain Todd Martin en 3 manches (6-3, 7-64, 7-61), et atteint la première finale en Grand Chelem de sa carrière. En finale, il remporte son premier tournoi du Grand Chelem, où il bat chez lui l'américain Pete Sampras sur le score de 6-4, 6-3, 6-3. Il atteint le sommet avec la première place mondiale et il est alors le plus jeune numéro 1 de l'histoire du tennis, record battu un an après par Lleyton Hewitt.
Il est éliminé lors du Masters de fin d'année en 1/2 contre Andre Agassi après avoir battu Àlex Corretja et Lleyton Hewitt, et laisse filer pour 15 points ATP le premier rang du classement ATP Race (pour sa première édition) remporté par Gustavo Kuerten. Avec la Russie, il participe cette année-là à cinq matchs de Coupe Davis pour trois victoires et deux défaites. Il finit l'année terminant classé 2e mondial et avec 7 titres ATP, et le prix ATP Most Improved Player (Joueur ATP s'étant le plus amélioré) de l'année 2000 aux ATP Awards.
Bilan final : 6 victoires/11 défaites pendant les 3 premiers mois et demi, 55 victoires/10 défaites durant les 5 mois et demi suivants et 18 victoires/6 défaites dans les 3 derniers mois.

### 2001 à 2002, dans le top

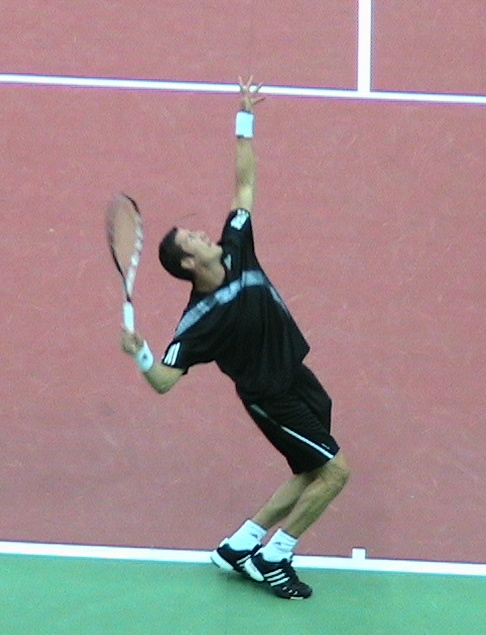
Marat Safin.

En 2001, Marat Safin atteint en double les finales de la World Team Cup et de Saint-Pétersbourg. Il remportera avec Roger Federer le tournoi de Gstaad après abandon de l'équipe adverse. Il finit classé 85e mondial.
En simple, il est défait en finale de Dubaï contre Juan Carlos Ferrero, de la World Team Cup contre Lleyton Hewitt, et gagne à Tachkent face à Ievgueni Kafelnikov (6-2, 6-2) et à Saint-Pétersbourg face à Rainer Schüttler (3-6, 6-3, 6-3). Il participe aux neuf Masters Series mais ne brille pas, sa meilleure performance est à Bercy où il atteint les huitièmes de finale, éliminé par Andreas Vinciguerra (4-6, 4-6). Il atteint le dernier carré à Lyon et à Indianapolis, perdant contre Ivan Ljubičić et Patrick Rafter.
En Grand Chelem, il parvient enfin à passer le deuxième tour de l'Open d'Australie en perdant au quatrième tour face à Dominik Hrbatý en 3 sets. À Roland-Garros, il est éliminé au troisième tour par le français Fabrice Santoro au terme d'un match en 5 sets (4-6, 4-6, 6-4, 6-0, 1-6) et 3 h 12 de jeu. Il déclarera sur le magicien « Tout le monde peut battre Santoro, tout le monde, sauf moi. » À Wimbledon, malgré le fait que ce soit la surface qu'il gère le moins bien, Safin atteindra les quarts de finale en s'inclinant contre Goran Ivanišević futur vainqueur, sur le score de 62-7, 5-7, 6-3, 63-7. Lors de l'US Open, Safin devra s'arrêter en 1/2, perdant face à Pete Sampras qu'il avait dominé en finale l'an dernier, en 3 sets (3-6, 65-7, 3-6). En Coupe Davis, il gagne un match et en perd deux.
Retombé à la 11e place mondiale en fin d'année, il ne participe pas au Masters de fin d'année qui voit consacré Lleyton Hewitt.
En 2002, il s'incline en double en finale du tournoi de Saint-Pétersbourg avec Irakli Labadze et remporte la World Team Cup avec Ievgueni Kafelnikov. Il atteint son meilleur classement de double en avril 2002 à la 71e place mondiale et finit 105e mondial.
En simple, il réalise un bilan satisfaisant en Masters Series puisqu'il atteint les quarts de finale à Toronto, Monte-Carlo et Miami, et parvient en finale du Masters Series de Hambourg en s'inclinant contre Roger Federer en perdant en trois sets secs (6-1, 6-3, 6-4). Il remporte le Masters Series de Bercy face à Lleyton Hewitt alors numéro 1 mondial en 3 sets (7-64, 6-0, 6-4). Il atteint la finale de la World Team Cup mais doit abandonner contre José Acasuso au troisième set, et va jusqu'en 1/2 finale à Moscou, perdant face à Paul-Henri Mathieu.
En Grand Chelem, Safin, après avoir écarté Antony Dupuis, Christophe Rochus, Mikhail Youzhny, Pete Sampras, Wayne Ferreira et Tommy Haas, parvient en finale de l'Open d'Australie où il doit s'incliner en 4 sets (6-3, 4-6, 4-6, 64-7) face au Suédois Thomas Johansson. À Roland-Garros, Safin réalise son meilleur parcours en battant successivement Michaël Llodra, Olivier Rochus, David Nalbandian, Arnaud Di Pasquale et Sébastien Grosjean, il devra néanmoins s'incliner face à Juan Carlos Ferrero en 1/2 finale sur le score de 3-6, 2-6, 4-6, ce tournoi verra consacré Albert Costa. Il enchaîne le mois d'après avec le tournoi de Wimbledon, où il perd dès le deuxième tour face à Olivier Rochus (2-6, 4-6, 6-3, 61-7). Il ne fait pas mieux à l'US Open, où il est écarté également au deuxième tour par Gustavo Kuerten sur le score de 4-6, 4-6, 5-7.
Réintégrant néanmoins le top 8 grâce à une troisième place mondiale, il participe au Masters de fin d'année mais perd ses trois matchs de poules face à Carlos Moyà, Albert Costa et Lleyton Hewitt, futur vainqueur.
Safin remporte sa première Coupe Davis en fin d'année avec la Russie, en dominant à Bercy sur la terre battue la France sur le score final de 3-2. Safin a d'ailleurs remporté huit matchs de Coupe Davis dont ses deux simples en finale (contre Paul-Henri Mathieu et Sébastien Grosjean) et en a perdu trois dont son double en finale. Il finit l'année à la troisième place mondiale, après avoir récupéré durant plus de trois mois la place de numéro 2.

### 2003, l'année des blessures
En double, Safin atteint avec Irakli Labadze les quarts de finale de Saint-Pétersbourg, mais ils déclarent forfait la veille du match. Ce 1/4 de finale restera néanmoins la meilleure performance en double de l'année pour le Russe qui finit 276e mondial alors qu'il l'avait commencée 107e mondial.

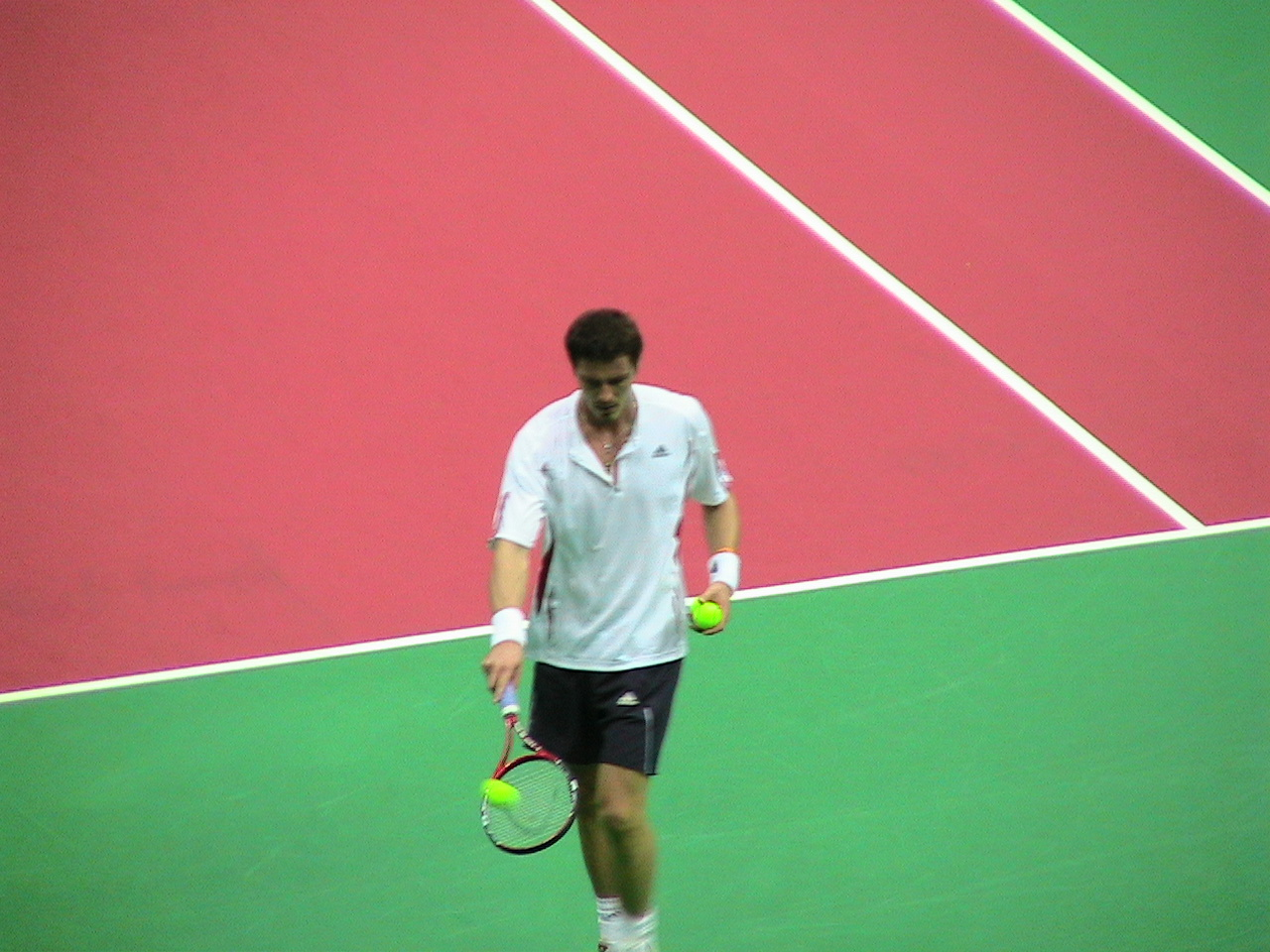
Marat Safin à Moscou.

En simple, Safin déclare forfait au troisième tour de l'Open d'Australie face à Rainer Schüttler pour cause de blessure, ce qui sera son seul Grand Chelem de 2003. Il revient un mois après à Rotterdam et est éliminé dès le deuxième tour par Ievgueni Kafelnikov. Il atteint respectivement les 1/8 de finale de Dubaï contre Tommy Robredo et Indian Wells en perdant en moins d'une heure face à Robby Ginepri (0-6, 1-6). Il enchaîne en perdant d'entrée au deuxième tour du Masters Series de Miami contre Davide Sanguinetti. Il se blesse encore et prend un mois de repos, il reprend en avril à Barcelone où il élimine successivement Jarkko Nieminen, Gastón Gaudio et Juan Carlos Ferrero, avant de s'incliner en finale contre Carlos Moyà en abandonnant dans le quatrième set après avoir remporté le premier. Il joue la semaine d'après à Valence où il perd au premier tour contre Franco Squillari. Il se blesse alors et prend trois mois de repos, avant de revenir le 28 juillet à Los Angeles où il abandonne dès le premier tour pour cause de blessure dans le premier set face au 351e mondial inconnu jusque-là Prakash Amritraj. Après deux mois de repos il revient le 29 septembre et s'incline au premier tour à Moscou face à Wayne Black en trois sets. Il enchaîne les semaines d'après avec les tournois de Lyon, du Masters Series de Madrid et de Saint-Pétersbourg, où il est à chaque fois éliminé au premier tour par Fabrice Santoro, Jonas Björkman et Fernando Vicente. Safin conclut une année ponctuée de blessures où il n'a joué que 25 matchs dont 13 défaites et passe de la 3e à la 77e place mondiale à la fin de l'année.

### 2004, le renouveau

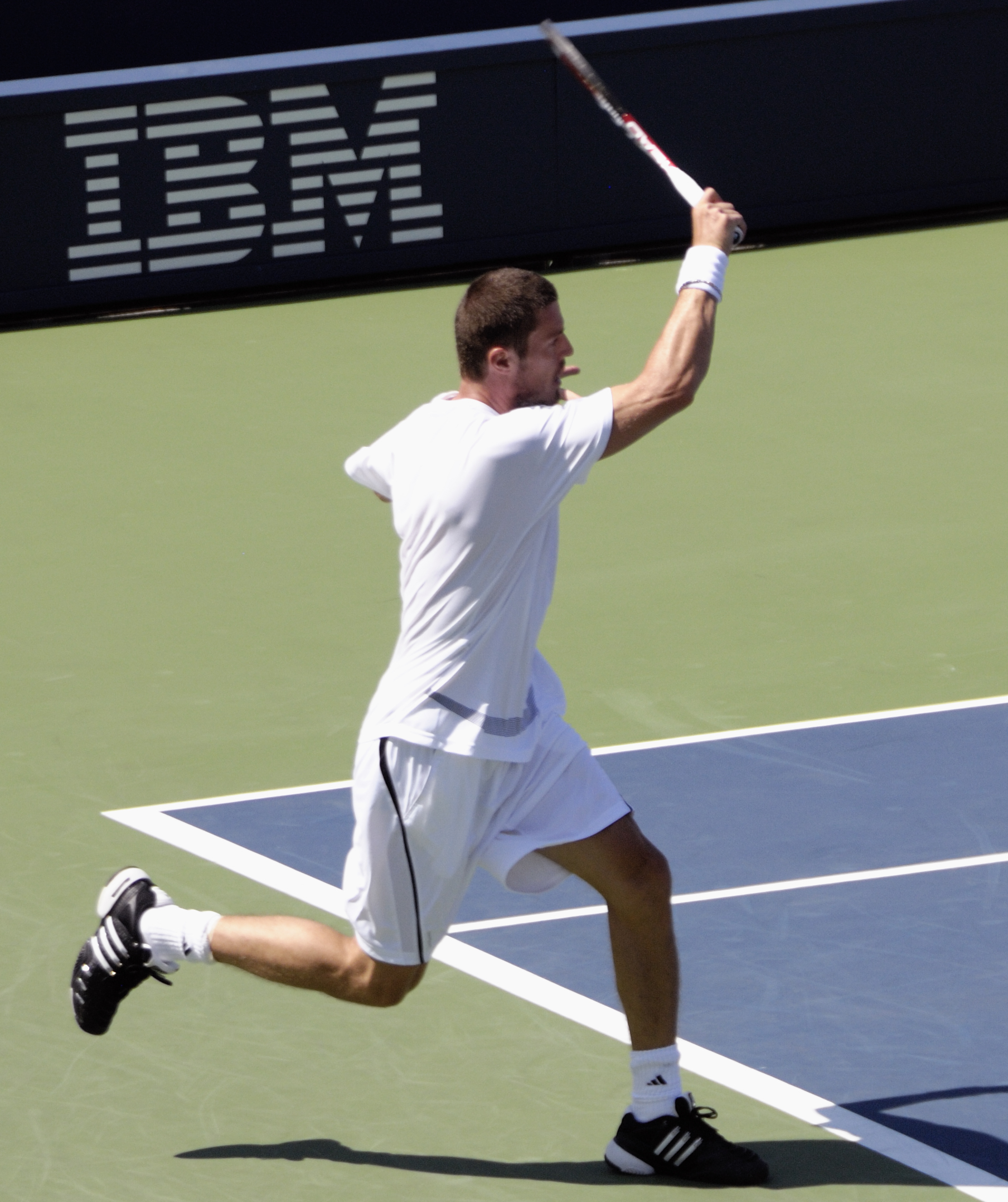
Au retour de service.

En double, Safin joue les Jeux olympiques d'Athènes avec Mikhail Youzhny et perd au premier tour face aux frères Bryan. Il atteindra respectivement les quarts de finale de Marseille, Moscou et Saint-Pétersbourg avec trois partenaires différents. Il joue un match de Coupe Davis qu'il remporte et finit classé 170e mondial.
En simple il atteint la finale de l'Open d'Australie en sortant Jarkko Nieminen et cinq Américains : Brian Vahaly, Todd Martin, James Blake, le numéro 1 Andy Roddick et Andre Agassi. Il a joué lors de ces six matchs 27 sets sur 30 possibles, a perdu 129 jeux, un record, et a également passé 19 heures sur les courts. En finale, il est vaincu par le deuxième mondial Roger Federer en trois manches (63-7, 4-6, 2-6). Il joue les Masters Series d'Indian Wells et Miami, et s'incline respectivement au troisième tour contre Andy Roddick (passé troisième mondial) et au deuxième tour contre Vincent Spadea. Il atteint la finale d'Estoril mais est battu par Juan Ignacio Chela en trois sets (7-62, 3-6, 3-6). Il enchaîne la semaine suivante au Masters Series de Monte-Carlo, en atteignant le dernier carré et en s'inclinant en trois sets face à l'Argentin Guillermo Coria futur vainqueur. Il atteint aux Masters Series de Rome et Hambourg les huitièmes de finale, s'inclinant face à Nicolás Massú et Jürgen Melzer. À Roland-Garros, il atteint le quatrième tour, sorti par David Nalbandian en quatre sets. Il enchaîne alors les contre-performances, alignant trois défaites au premier tour de Halle contre Jonas Björkman, Wimbledon contre Dmitri Toursounov en s'inclinant 6-4, 5-7, 3-6, 61-7 et au Masters Series de Toronto contre Nicolas Kiefer en trois sets. Il se reprend au Masters Series de Cincinnati en atteignant les quarts de finale, s'inclinant contre Lleyton Hewitt en deux sets (4-6, 4-6). Il joue les Jeux olympiques d'Athènes où il est sorti au deuxième tour par Feliciano López (64-7, 3-6). À l'US Open, il s'incline au premier tour face à Thomas Enqvist en quatre sets (65-7, 4-6, 6-3, 3-6). Il remporte son premier tournoi ATP depuis la Coupe Davis 2002 à Pékin en sortant en finale Mikhail Youzhny sur le score de 7-64, 7-5. Il atteint le dernier carré de Bangkok, éliminé par Andy Roddick redevenu deuxième mondial, au terme d'un match de serveurs (18 aces chacun) et de plus de deux heures de jeu, sur trois tie-breaks (61-7, 7-6, 62-7) (les deux joueurs ont gagné le même nombre de points : 112). À Moscou, Safin perd au deuxième tour contre Radek Štěpánek. Lors du Masters Series de Madrid, Safin remporte le titre en sortant Feliciano López, Andre Agassi et en finale David Nalbandian sur le score de 6-2, 6-4, 6-3. À Saint-Pétersbourg, il s'incline en 1/4 de finale contre Michaël Llodra. Il remporte la semaine suivante le Masters Series de Bercy, qu'il glane pour la troisième fois (record codétenu avec Boris Becker) en sortant Ivan Ljubičić, Jürgen Melzer, le troisième mondial Lleyton Hewitt, Guillermo Cañas et en finale la révélation du tournoi, qui a dû passer par les qualifications, Radek Štěpánek en trois sets (6-3, 7-65, 6-3). Redorant son beau blason, Safin qui réintègre le top 8 joue le Masters de fin d'année et est sorti par le numéro 1 Roger Federer en 1/2 finale au terme de deux sets (3-6, 618-7) avec un tie-break épique (18-20). Il joue deux matchs de Coupe Davis, qu'il perd à chaque fois. Safin finit une année bien remplie, avec trois titres et passe de la 86e place mondiale en janvier à la 4e place mondiale en décembre.

### 2005, la fin d'une époque
En double, Safin participe aux tournois de Dubaï et aux Masters Series d'Indian Wells, Miami et Monte-Carlo où il perd à chaque fois au premier tour. Il atteint le deuxième tour de Rome mais abandonne. Il est aussi finaliste de Halle avec Joachim Johansson, mais perd contre le duo suisse Roger Federer et Yves Allegro en trois sets (5-7, 7-66, 3-6). Safin joue un match de Coupe Davis qu'il remporte. Il finit 264e mondial, après avoir perdu presque 100 places en un an.

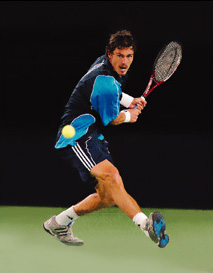
Marat Safin lors de l'Open d'Australie 2005.

En simple, Safin commence comme il avait fini 2004, en remportant son second tournoi du Grand Chelem cinq ans après le premier (un record), l'Open d'Australie, face à l'Australien Lleyton Hewitt en quatre sets (1-6, 6-3, 6-4, 6-4). Auparavant, il avait éliminé Novak Djokovic, Mario Ančić, Dominik Hrbatý et en demi-finale Roger Federer sur le score de 5-7, 6-4, 5-7, 7-6 et 9-7 au cours de presque 5 heures de jeu en sauvant une balle de match dans le tiebreak du quatrième set et de l'un des plus beaux matchs de ces 10 dernières années. Il est d'ailleurs, avec Rafael Nadal, Richard Gasquet et David Nalbandian, l'un des quatre joueurs ayant battu Roger Federer en 2005. Malheureusement, il se blesse et après un mois de repos, joue à Dubaï et perd au premier tour contre Nicolas Kiefer en deux sets. Il atteint le troisième tour des Masters Series de Indian Wells, Miami et Monte-Carlo, perdant contre Taylor Dent, Dominik Hrbatý et Juan Carlos Ferrero, à chaque fois en deux sets. Safin perd dès son entrée en lice au tournoi de Barcelone en avril contre José Acasuso, et enchaîne avec deux défaites au deuxième tour de Rome et Hambourg contre Nicolás Almagro et Juan Carlos Ferrero. À Roland-Garros, Safin atteint le quatrième tour, après avoir sorti le vainqueur de l'épreuve 2003 Juan Carlos Ferrero, il perd contre Tommy Robredo en cinq manches et quatre heures de jeu sur le score de 5-7, 6-1, 1-6, 6-4, 6-8. Il parvient en finale lors du tournoi de Halle mais s'incline contre le numéro 1 Roger Federer en trois sets (4-6, 7-66, 4-6). À Wimbledon, Safin est stoppé dès le troisième tour par Feliciano López en trois sets (4-6, 64-7, 3-6). Il revient deux mois après cette défaite lors du tournoi de Cincinnati où il perd en 1/4 de finale face à Robby Ginepri. Ce tournoi d'août 2005 marque la dernière apparition de Safin cette année-là, remplie de blessures qui lui font perdre son grand niveau, il ne reviendra qu'en mars 2006. Il finit avec deux victoires sur deux en Coupe Davis, et recule de huit places au classement ATP, finissant 12e mondial.

### 2006, retour compliqué
En double, Safin revient en mars 2006 en tant que 279e mondial lors d'Indian Wells, en s'inclinant au premier tour avec comme partenaire Stanislas Wawrinka. Il atteint les demi-finales d’Estoril avec Dmitri Toursounov et à Halle avec Yves Allegro. Safin et Mikhail Youzhny ont atteint les quarts de finale du Masters Series de Cincinnati, et Safin quant à lui est parvenu en 1/4 de finale du tournoi de Bangkok avec Feliciano López. Il gagne son seul match de double de Coupe Davis en finale avec Dmitri Toursounov en battant l’équipe d’Argentine menée par David Nalbandian sur le score de 6-2, 6-3, 6-4. Safin finit 127e mondial, soit 140 places de mieux qu’en janvier. Ses meilleurs matchs resteront ceux de Coupe Davis.

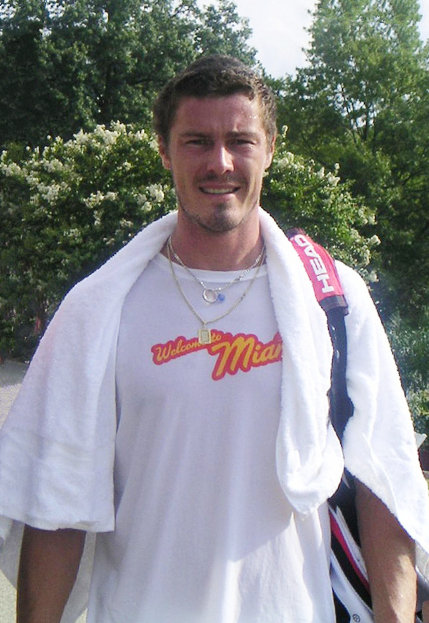
Marat Safin en 2006.

En simple, Safin revient pour le tournoi de Dubaï au début de mars 2006 en tant que 53e mondial (il était 12e au début de 2006) et sort au premier tour le sixième mondial Nikolay Davydenko en trois sets mais chute au deuxième tour face à Olivier Rochus en deux sets. À Indian Wells, Safin sort coup sur coup Carlos Moyà et une nouvelle fois Nikolay Davydenko en trois sets avant de s’incliner au quatrième tour contre Jarkko Nieminen sur le score de 4-6, 3-6. Il est sorti d’entrée à Miami par Tim Henman (3-6, 3-6). À Valence il atteint le dernier carré, battu en trois manches par Nicolás Almagro après avoir sorti Gastón Gaudio. À Monte-Carlo il est stoppé d’entrée par le Français Paul-Henri Mathieu sur le score de 0-6, 5-7. À Estoril, Safin rencontre pour la troisième fois de l’année en simple Nikolay Davydenko et au cours d’un match en trois sets, Davydenko stoppe l’hémorragie en s’imposant 4-6, 6-1, 6-2. Il perd ensuite au deuxième et premier tour de Rome et Hambourg. À Roland-Garros malgré une bonne résistance, Safin s’incline en quatre sets face au neuvième mondial Fernando González (3-6, 6-1, 3-6, 1-6). À Halle, il s’incline au deuxième tour contre Olivier Rochus. À Wimbledon qui ne lui réussit pas, il est battu au deuxième tour par Fernando González lors d’un match de 3 h 22 en cinq sets sur le score de 6-4, 7-64, 4-6, 4-6, 4-6. Safin avait pourtant joué pour le gain du match. Il est sorti au deuxième tour d’Indianapolis (contre Wesley Whitehouse) et de Los Angeles où il est encore une fois battu par Fernando González après qu’il eut sorti Mardy Fish au premier tour. À Washington, Safin atteint les demi-finales, battu par le Français Arnaud Clément en deux tie-breaks, après avoir battu la tête de série numéro 5 James Blake. Il est éliminé d’entrée lors des deux Masters Series de Toronto et Cincinnati par Tommy Robredo et Gaël Monfils.

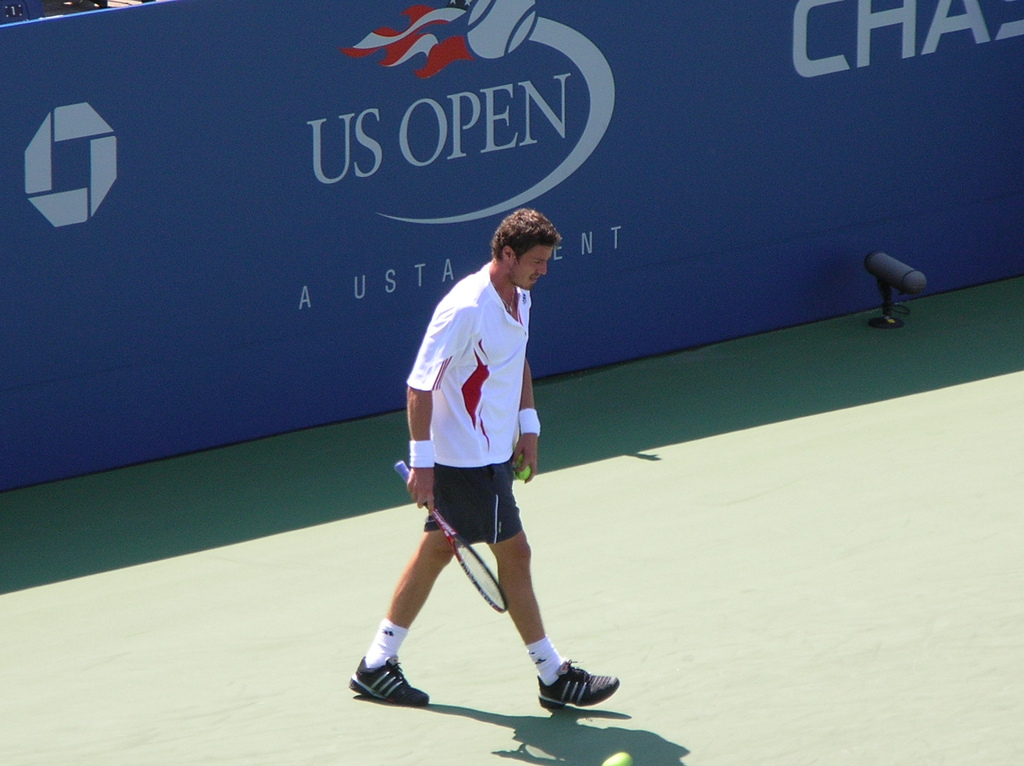
Marat Safin lors de l'US Open 2006.

À l’US Open, Safin sort après un match fou David Nalbandian en 5 sets et 3 h 46 de jeu sur le score de 6-3, 7-5, 2-6, 3-6, 7-66. Il s’incline finalement en huitièmes de finale contre Tommy Haas en 5 sets (6-4, 3-6, 6-2, 2-6, 65-7). Il atteint le dernier carré de Bangkok, battu par James Blake (6-3, 4-6, 63-7). À Metz il perd dès le deuxième tour contre Jürgen Melzer. Sur ses terres à Moscou, il parvient en finale mais perd encore une fois contre Nikolay Davydenko en trois sets (4-6, 7-5, 4-6). Au Masters Series de Madrid, Safin va jusqu’en 1/4 de finale, s’inclinant face à David Nalbandian tête de série numéro 4, en trois sets. À Lyon, il est sorti d’entrée par Richard Gasquet. Il ne réitère pas son parcours de 2004 à Bercy en perdant en 1/4 de finale contre Tommy Haas (61-7, 6-3, 3-6), après avoir sorti Robin Söderling et Richard Gasquet.
En Coupe Davis, Safin permet à la Russie de battre au deuxième tour à Pau la France en gagnant son simple contre Richard Gasquet sur le score de 7-64, 4-6, 6-3, 61-7, 6-1. En 1/2 finale, Safin bat Andy Roddick en trois sets puis s’incline lors d’un match sans enjeu contre James Blake. En finale, Safin bat José Acasuso en quatre sets et s’incline contre David Nalbandian, ce qui permet tout de même à la Russie de remporter à domicile la Coupe Davis, la deuxième pour Marat Safin, sur le score de 3-2.
Il finit à la 26e place mondiale cette année-là, malgré une absence de quatre mois, et ne glane aucun titre, mis à part la Coupe Davis.

### 2007, l'ombre de lui-même

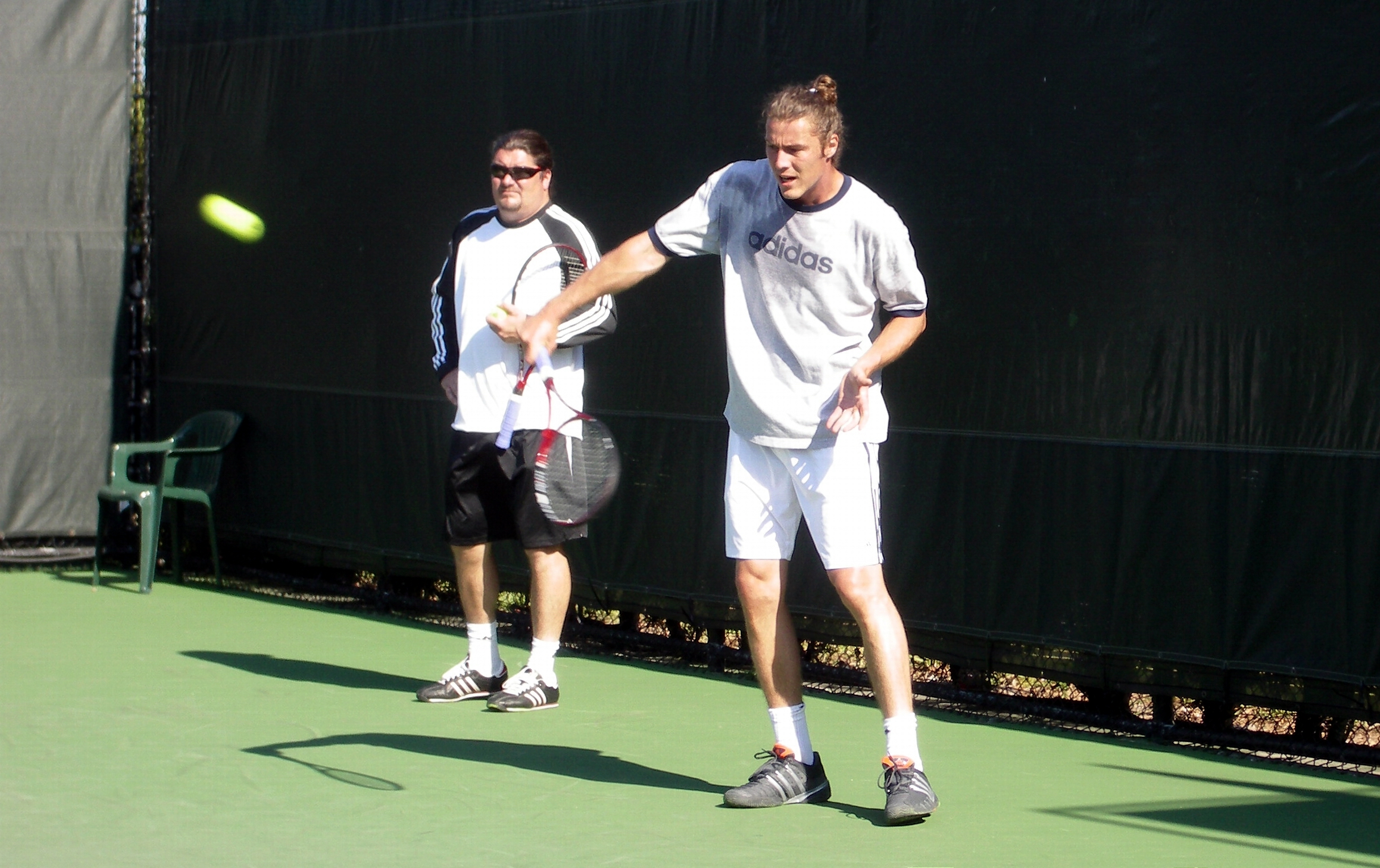
Marat Safin et son entraineur Peter Lundgren à l'entrainement au Masters de Miami.

En double, Safin et Igor Andreev perdent leur match de Coupe Davis contre l'équipe du Chili avec Fernando González et Nicolás Massú en trois sets. Il atteint les 1/4 à San José avec Teimuraz Gabachvili et remporte le tournoi de Moscou avec Dmitri Toursounov contre Tomáš Cibulec et Lovro Zovko sur le score de 6-4, 6-2. Il finit l'année 171e mondial, 100 places de plus que sa meilleure performance et 44 de plus qu'en début d'année.

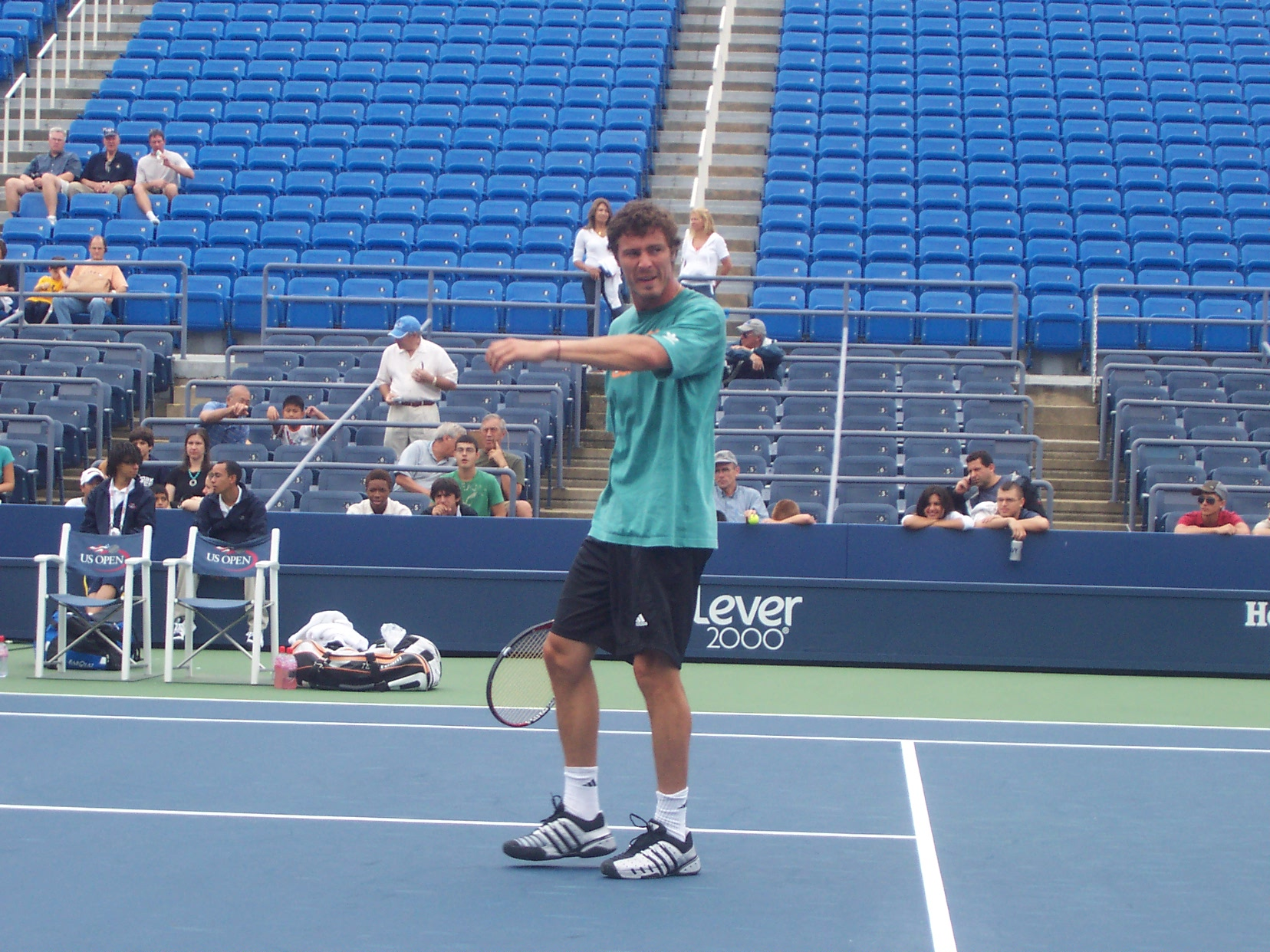
Marat Safin à l'US Open 2007.

En simple, Safin débute par une défaite au troisième tour de l'Open d'Australie contre Andy Roddick au cours d'un match en 4 sets (62-7, 6-2, 4-6, 62-7). Au premier tour de la Coupe Davis, Safin bat Nicolás Massú mais chute encore contre Fernando González. Malgré cela, la Russie se qualifie pour les quarts de finale. À San José, Safin aligne deux victoires mais est défait par Benjamin Becker en 1/4 de finale en deux sets (4-6, 3-6).
À Las Vegas, il réalise une bonne performance en sortant l'Espagnol Fernando Verdasco, et perd contre Lleyton Hewitt en 1/2 finale, après deux sets (5-7, 1-6). Safin poursuit la tournée américaine par deux défaites aux premiers tours des deux Masters Series d'Indian Wells et de Miami contre Nicolas Mahut et Feliciano López. Lors du match de Coupe Davis contre la France, Safin bat Paul-Henri Mathieu en trois sets. À Monte-Carlo, il est sorti au deuxième tour par Kristof Vliegen en trois sets. Il est sorti au premier tour de Barcelone par Simone Bolelli, puis au deuxième tour de Rome et Hambourg respectivement par Nikolay Davydenko et Juan Carlos Ferrero à chaque fois en deux sets. À Roland Garros, Marat bat facilement Fernando Vicente (6-1, 6-3, 6-1) avant de perdre à la surprise générale contre le Serbe Janko Tipsarević en 3 sets au deuxième tour (4-6, 4-6, 5-7). Au tournoi du Queen's, Safin sort Sébastien Grosjean avant de s'incliner en deux tie-breaks contre Ivo Karlović et ses 22 aces (63-7, 64-7). À Wimbledon, après deux bons premiers tours, Safin perd contre Roger Federer sans surprise en trois sets (1-6, 4-6, 64-7). Il atteint les quarts de finale à Los Angeles contre Lee Hyung-taik et à Washington contre Gaël Monfils. Il est sorti lors du Masters Series du Canada au deuxième tour par Rafael Nadal (64-7, 0-6) après avoir battu par abandon Robin Söderling, puis au premier tour de celui de Cincinnati vaincu en deux sets par Nicolas Kiefer alors classé 222e mondial (3-6, 61-7). À l'US Open, après avoir sorti Frank Dancevic, il s'incline contre le Suisse Stanislas Wawrinka en 3 manches (3-6, 3-6, 3-6). À Moscou, il est éliminé dès le deuxième tour par son compatriote Igor Andreev (4-6, 4-6) puis lors de son dernier tournoi ATP de l'année au Masters Series de Madrid, Safin est battu au premier tour par le croate Ivo Karlović (17 aces) sur le score de 3-6, 4-6. Safin finit l'année 2007 sans glaner de titres ATP, et ayant au maximum aligné 3 victoires consécutives dans un tournoi, bien faible pour celui qui avait le talent de rivaliser avec Roger Federer. Marat perd 30 places et termine l'année 2007 en tant que 56e mondial.

### 2008, l'exploit Wimbledon
En double, Safin ne brille pas, étant éliminé dès le premier tour aux tournois de Memphis, Las Vegas, du Queen's, Båstad et de Moscou. Néanmoins, il parvient dans le dernier carré à Los Angeles avec Igor Kunitsyn et en 1/4 de finale à Bangkok avec Mischa Zverev ainsi qu'à Saint-Pétersbourg avec encore une fois le Russe Igor Kunitsyn. Sans jouer de match de double de Coupe Davis, Safin retombe à la 307e place mondiale.

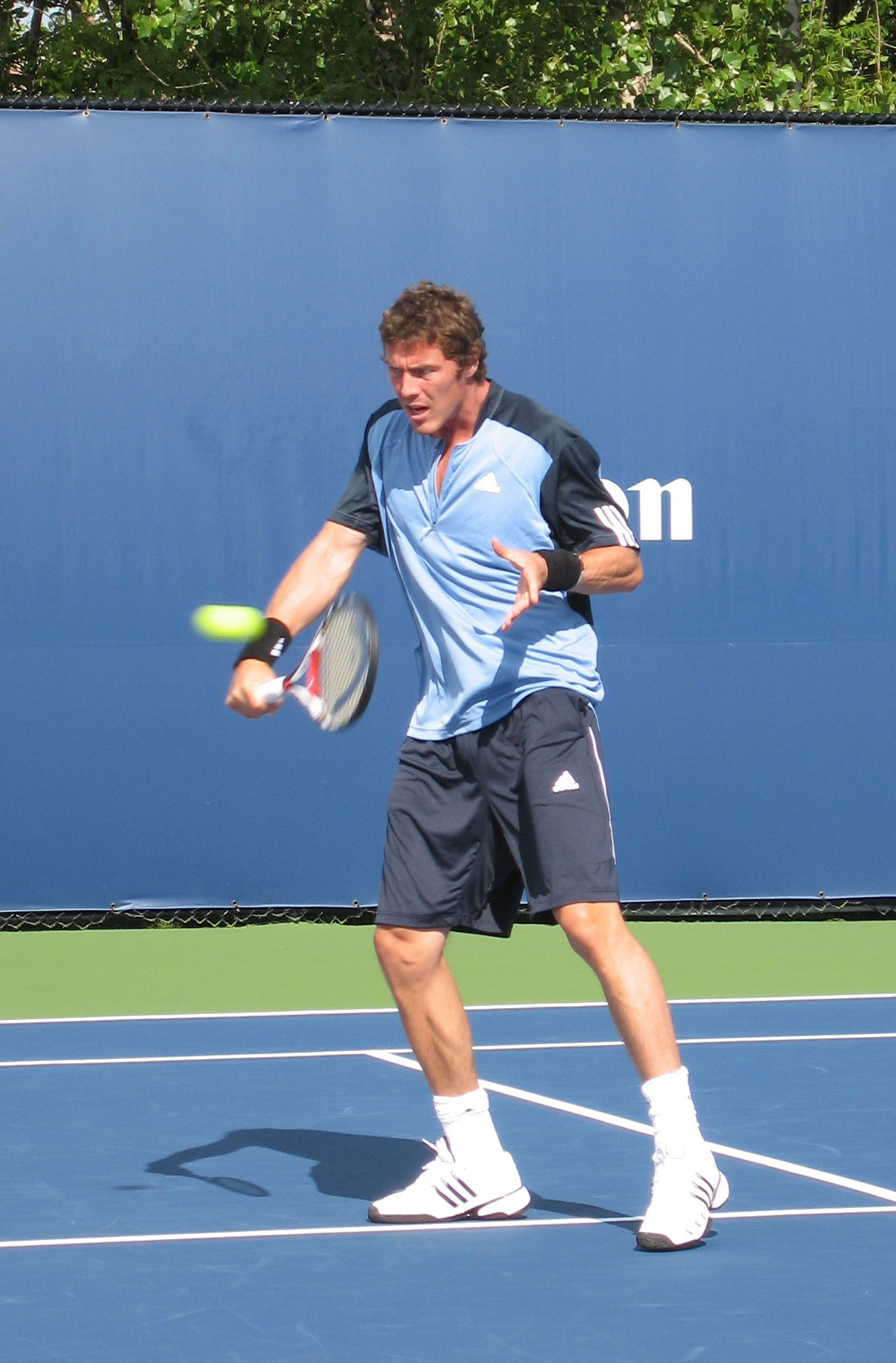
Marat Safin s'entraînant au Masters de Toronto 2008.

En simple, après avoir sorti Ernests Gulbis, il est éliminé au deuxième tour de l'Open d'Australie par Márcos Baghdatís en cinq manches (4-6, 4-6, 6-2, 6-3, 2-6). Il est sorti dès le premier tour de quatre tournois consécutifs : Memphis, Las Vegas, Indian Wells et Miami, par Thomas Johansson, Lleyton Hewitt, Jürgen Melzer et Bobby Reynolds. En Coupe Davis contre la République tchèque, il bat Tomáš Berdych en cinq sets (65-7, 4-6, 6-3, 6-2, 6-4) et perd dans un match sans enjeu contre Lukáš Dlouhý. À Valence comme à Monte-Carlo, Safin est sorti au deuxième tour, contre Robin Haase puis contre la révélation 2007 David Ferrer cinquième mondial. À Munich, il est éliminé encore une fois par Fernando González retombé à la 15e place mondiale, en deux sets (3-6, 5-7). Au Masters Series de Rome il est vaincu d'entrée par Stanislas Wawrinka; après avoir gagné le premier set, Safin sombre complètement et fini battu en trois manches (7-65, 2-6, 1-6). Au Masters Series de Hambourg, Safin doit passer par deux tours de qualifications pour participer au tournoi, qu'il gagne, il va même jusqu'en 1/8 de finale en sortant Marin Čilić et Tomáš Berdych à chaque fois en deux sets avant de s'incliner en trois sets contre Carlos Moyà 12e mondial (2-6, 7-63, 1-6). Il est éliminé au deuxième tour de Roland Garros par Nikolay Davydenko 4e mondial sur le score de 64-7, 2-6, 2-6. Au Queen's il est encore une fois sorti par Fernando González en deux manches lors du deuxième tour, tournoi qui le prépare au Grand Chelem de Wimbledon, où il n'a jamais dépassé les quarts de finale (en 2001). Safin sort au premier tour Fabio Fognini facilement en trois sets, et crée la sensation en battant au deuxième tour Novak Djokovic, troisième mondial auteur d'un match très moyen, en trois sets secs (6-4, 7-63, 6-2). Il continue sur sa lancée en sortant coup sur coup Andreas Seppi (7-65, 3-6, 7-63, 6-4) et le 9e mondial Stanislas Wawrinka (6-4, 6-3, 5-7, 6-1). En 1/4 de finale, il bat Feliciano López 35e mondial, en quatre manches (3-6, 7-5, 7-61, 6-3). Safin atteint alors pour la première fois de sa carrière le dernier carré de Wimbledon.
Le Russe n'avait plus aligné cinq victoires de suite en ATP depuis son triomphe à l'Open d'Australie en 2005. Il est finalement stoppé au stade des demi-finales par le Suisse Roger Federer numéro 1 mondial en trois manches (3-6, 63-7, 4-6). Le tournoi verra consacrer Rafael Nadal. Après cet excellent parcours, Safin ne confirme pas, en chutant au deuxième tour de Båstad contre Potito Starace et au Masters Series du Canada où il perd au deuxième tour contre Stanislas Wawrinka.
Il est éliminé d'entrée à Cincinnati par Dmitri Toursounov, où il commet une faute de pied en service qui assurera le break de son compatriote russe, et Safin laissera filer le match, pourtant accroché (65-7, 4-6). À Los Angeles, il atteint les 1/4 chutant contre Denis Gremelmayr, puis est éliminé d'entrée à Washington par abandon contre Fabio Fognini. Son dernier Grand Chelem de l'année n'est pas brillant, perdant au deuxième tour contre le 15e mondial Tommy Robredo en quatre sets (6-4, 64-7, 4-6, 0-6). À Bangkok il est sorti au premier tour par Philipp Petzschner, et il atteint en fin d'année la finale de Moscou, s'inclinant 66-7, 7-64, 3-6 contre Igor Kunitsyn. Après avoir notamment battu Julien Benneteau et Nikolay Davydenko, il aligne une nouvelle fois quatre victoires de suite. Il finit l'année par un deuxième tour à Saint-Pétersbourg éliminé par Andrey Golubev en deux sets (4-6, 2-6) puis à l'Open de Paris Bercy où Juan Mónaco le bat dès le premier tour (6-0, 7-64). Safin finit l'année sans aucun titre ATP mais avec deux belles performances, une 1/2 finale à Wimbledon et une finale sur ses terres à Moscou, il réintègre le top 30 en tant que 29e mondial.

### 2009, Fin de carrière
Safin annonce qu'il effectue sa dernière saison sur le circuit ATP en 2009.
En double, il joue avec l'Argentin Guillermo Cañas et perd dès le premier tour contre deux Australiens sur le score de 4-6, 1-6. À Dubaï, avec David Ferrer il atteint le dernier carré contre Dmitri Toursounov et Rik De Voest en perdant 7-5, 3-6, 5-10. Il participe avec Paul-Henri Mathieu aux Masters 1000 de Indian Wells et de Miami en perdant à chaque fois au premier tour. À Monte-Carlo, le duo Safin - Igor Andreev est battu par Fernando Verdasco et Feliciano López au premier tour. Safin est sorti au premier tour lors de deux tournois, à Barcelone et à Moscou. À Bangkok et à Los Angeles, Marat atteint les quarts de finale avec respectivement Gilles Simon et Igor Kunitsyn. Son dernier tournoi de sa carrière sera celui de Saint-Pétersbourg où il s'incline au premier tour avec Igor Kunitsyn contre Pablo Cuevas et Horacio Zeballos sur le score de 66-7, 6-2, 8-10. Il jouera deux matchs de Coupe Davis qu'il perdra à chaque fois.
Safin conclut sa carrière en double le 25 octobre 2009 par une défaite, et termine à la place de 234e mondial, il a atteint jusqu'à la 141e place mondiale en août.

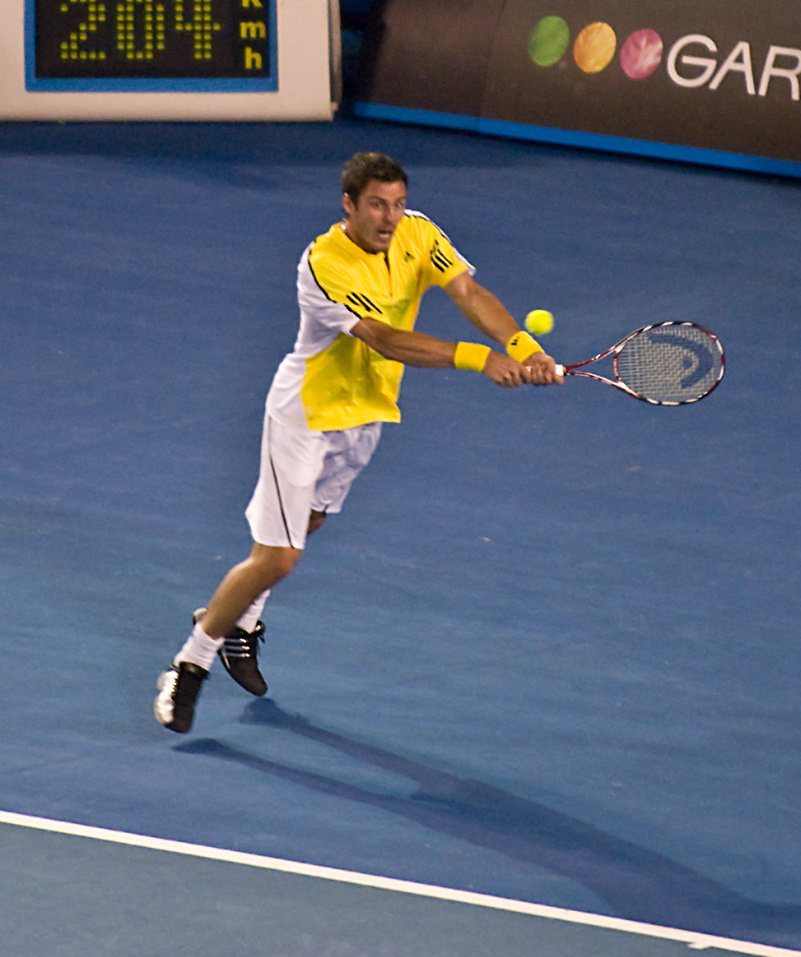
Marat Safin disputant son dernier Open d'Australie en 2009.

En simple, Safin commence l'année classé 29e mondial et débute par l'Open d'Australie, le dernier de sa carrière, qu'il avait gagné 4 ans auparavant. Au premier tour il sort facilement l'Espagnol Iván Navarro en trois sets (6-3, 6-3, 6-4). Il s'impose également en trois manches au deuxième tour, contre un autre Espagnol, Guillermo García-López en 1 h 41. Au troisième tour, il rencontre Roger Federer, futur finaliste, qui le bat malgré un troisième set très accroché (3-6, 2-6, 65-7). Cette confrontation restera la dernière de douze entre le joueur de tennis de la décennie et le champion russe. Leur dernier match dans ce tournoi était en 2005, où Safin s'était imposé en cinq sets en demi-finale, ce qui fut seulement la deuxième victoire de Safin contre le Suisse. Marat joue ensuite à l'Open 13 où il chute d'entrée face au Français Arnaud Clément (6-4, 3-6, 2-6). Il joue la semaine suivante à Dubaï mais perd au premier tour contre un autre Français : Richard Gasquet en trois sets (3-6, 7-5, 3-6). En mars, Safin joue deux Masters 1000, celui d'Indian Wells où il s'incline au troisième tour contre l'Américain John Isner (4-6, 4-6) après avoir battu Nicolás Massú. À Miami il atteint également le troisième tour, perdant contre Gaël Monfils numéro 10 mondial en trois sets (7-5, 5-7, 63-7). De sa carrière, il n'aura jamais atteint le dernier carré d'un de ces deux tournois. En avril, il joue le Masters 1000 de Monte-Carlo à Monaco et bat l'Australien Lleyton Hewitt (6-4, 7-5) avant de devoir s'incliner au deuxième tour, contre Nicolás Lapentti en trois sets (66-7, 6-2, 66-7). Il avait pourtant atteint le dernier carré en 2004. Il déçoit lors de ses trois prochains tournois, où il perd à chaque fois au premier tour, à Barcelone contre Juan Mónaco (4-6, 1-6) (il avait gagné ce tournoi en 2000, et avait atteint la finale en 2003), au Masters 1000 de Rome contre Tommy Robredo 17e mondial en trois manches (6-2, 65-7, 2-6) et enfin au Masters 1000 de Madrid contre Jo-Wilfried Tsonga (4-6, 5-7). Il avait aussi gagné en Espagne en 2004 (à cette époque la surface était de l'indoor). À noter que c'est la quatrième défaite de l'année pour le Russe contre un Français.

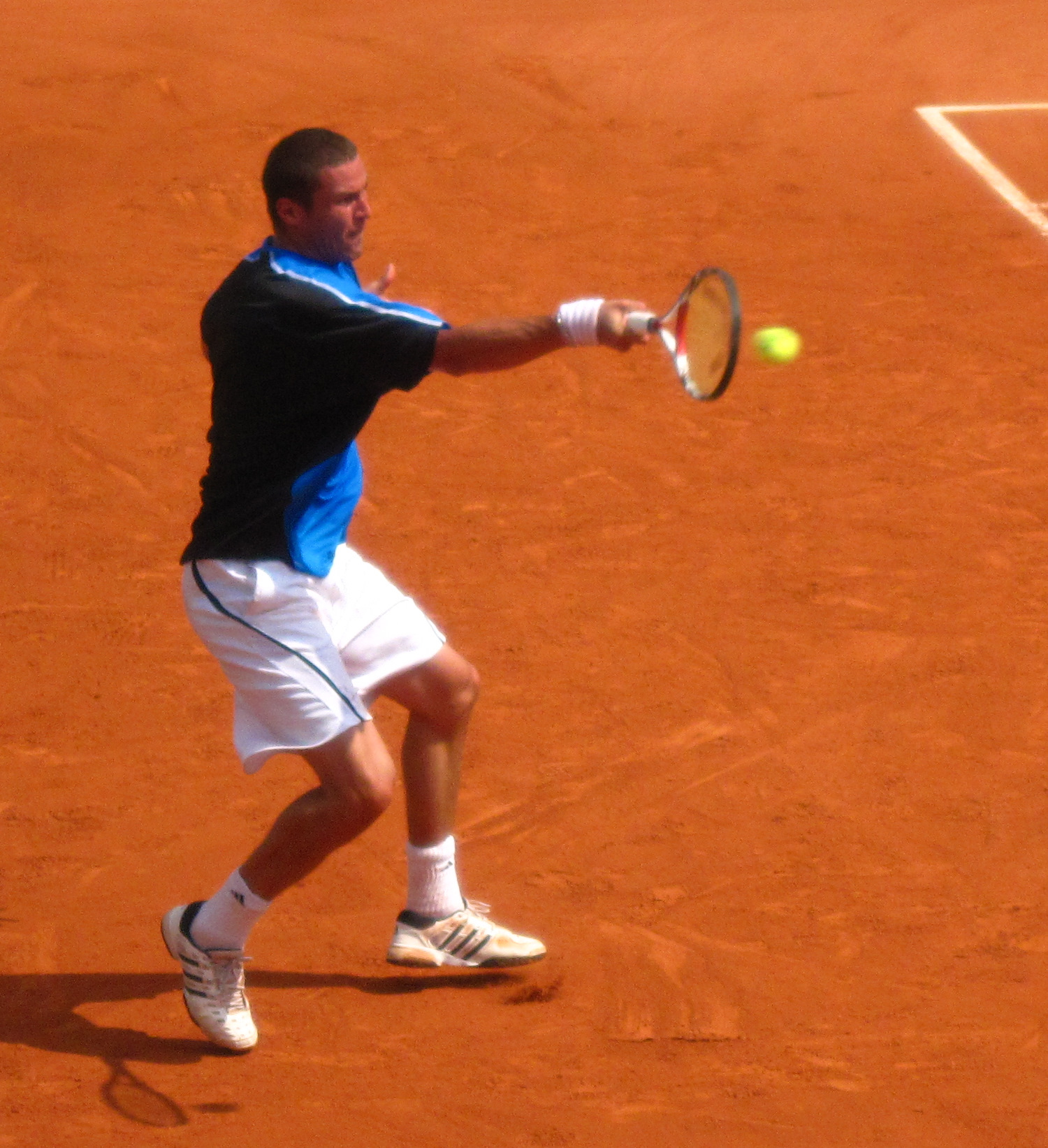
Marat Safin pour son dernier Roland-Garros.

Il fait sa dernière apparition à Roland-Garros où il bat au premier tour Alexandre Sidorenko facilement en trois sets (6-4, 6-4, 6-4). Son deuxième tour le 27 mai 2009 sera marqué par sa dernière apparition sur la terre battue parisienne, où il perd à la surprise générale contre le Français Josselin Ouanna, qualifié grâce à une Wild-card, en cinq manches (62-7, 64-7, 6-4, 6-3, 8-10), et 4 h 34 de jeu. À Wimbledon, il perd dès le premier tour face à un Américain alors inconnu du circuit et sorti des qualifications Jesse Levine en seulement quatre manches (2-6, 6-3, 64-7, 4-6). Safin avait pourtant atteint les 1/2 en 2008 et perd de nombreux points, passant de la 24e à la 60e place mondiale. À Båstad, il perd au premier tour contre Nicolás Almagro (3-6, 66-7). Il atteint les quarts de finale à Los Angeles en battant Robby Ginepri puis Ernests Gulbis, il s'incline ensuite face à Tommy Haas, 22e joueur mondial, en deux sets (63-7, 2-6). En août, Marat joue le Masters 1000 de Montréal, en perdant dès son entrée en lice contre Gaël Monfils, retombé à la 13e place mondiale, en trois sets (2-6, 6-3, 2-6). Il avait également gagné ce tournoi en 2000. La semaine suivante, il joue à Cincinnati, et perd au deuxième tour contre Radek Štěpánek (6-4, 3-6, 1-6). Il avait auparavant sorti Robby Ginepri.

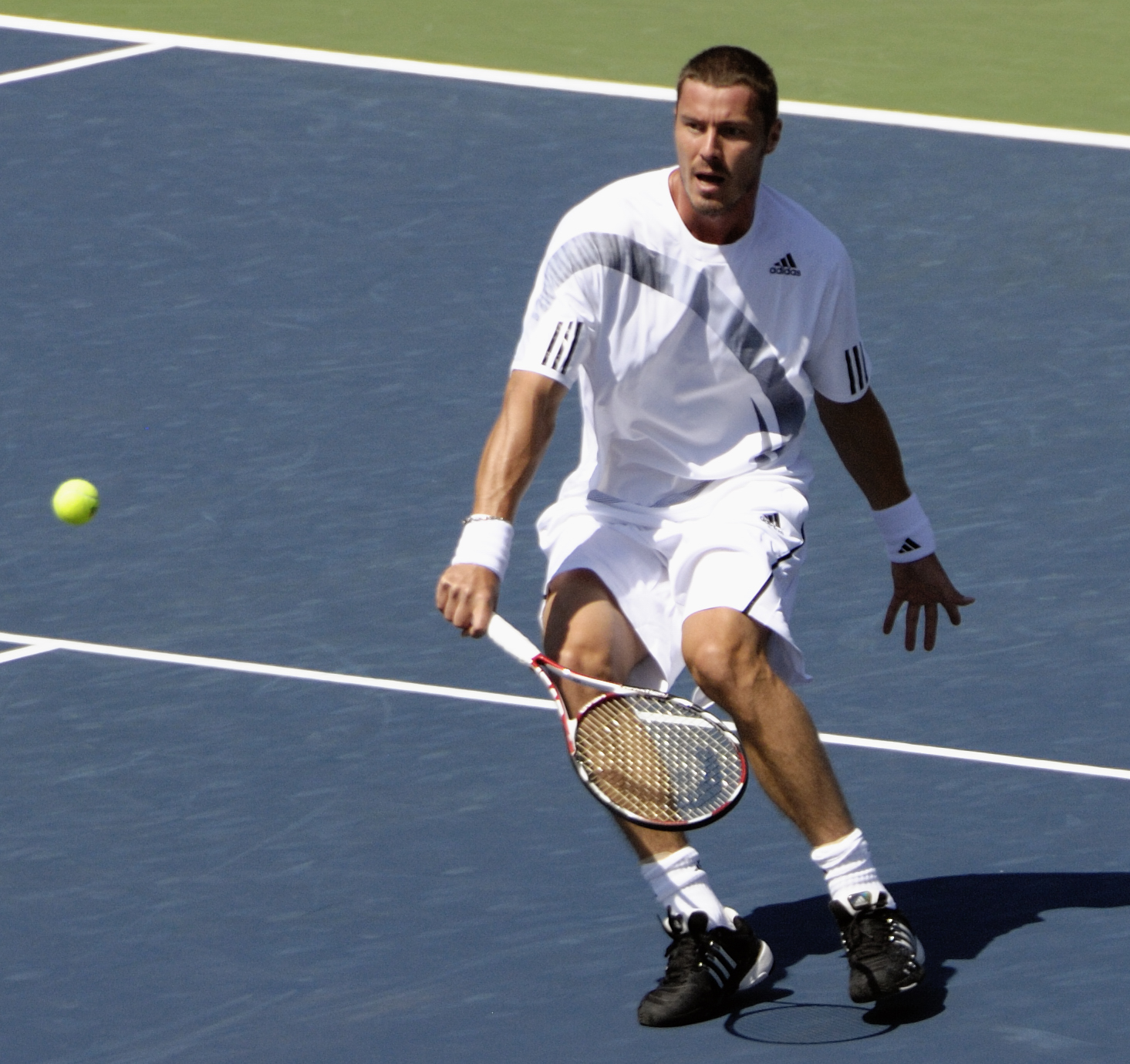
Marat Safin dispute le dernier Grand Chelem de sa carrière à l'US Open 2009.

Safin clôture sa tournée américaine en jouant le dernier Grand Chelem de sa carrière à l'US Open, où il est sorti au premier tour par l'Autrichien 38e mondial Jürgen Melzer en quatre manches (6-1, 4-6, 3-6, 4-6). Il fait alors ses adieux au public américain, qu'il avait fait lever lors de sa victoire dans le même tournoi en 2000. C'est le dernier match en trois sets gagnants du Russe. À Bangkok, il joue deux matchs, en battant d'abord Philipp Petzschner mais en chutant ensuite contre le Suisse Marco Chiudinelli en deux sets (3-6, 64-7). En octobre, Safin joue à Pékin, il parvient jusqu'en 1/4 de finale, en éliminant successivement l'Argentin José Acasuso 51e mondial en deux sets et le Chilien Fernando González 12e mondial sur le score de 6-3, 6-4. Il perd finalement contre Rafael Nadal (3-6, 1-6). La semaine suivante, il joue le premier et le dernier Masters 1000 de Shanghai de sa carrière où il est éliminé au deuxième tour par Tomáš Berdych (6-3, 4-6, 4-6). Il ne serrera pas la main du Tchèque à la fin du match, déclarant en conférence d'après-match que ce dernier avait triché, en usant lors du deuxième set du kiné pour des douleurs aux jambes alors qu'"il courait ensuite comme un lapin". Safin revient en Russie fin octobre pour y jouer les deux derniers tournois professionnels sur ses terres. Le premier est à Moscou où il réalise une bonne performance en sortant son compatriote Nikolay Davydenko numéro 6 mondial sur le score de 4-6, 6-4, 6-2 dès le premier tour, avant de céder face à Evgeny Korolev en deux manches (4-6, 64-7). Le deuxième tournoi est la semaine suivante à Saint-Pétersbourg, où Marat réalise son meilleur parcours de l'année en simple en sortant le Français Richard Gasquet (7-65, 6-4), le Russe Igor Andreev après abandon au deuxième set alors que Marat menait une manche à rien et avait breaké, et le jeune Denis Istomin sur le score de 6-0, 7-64. En demi-finale, il chute cependant contre l'Ukrainien Serhiy Stakhovsky, futur vainqueur, en trois manches (4-6, 6-4, 4-6).

#### Bercy, la fin des grandes compétitions

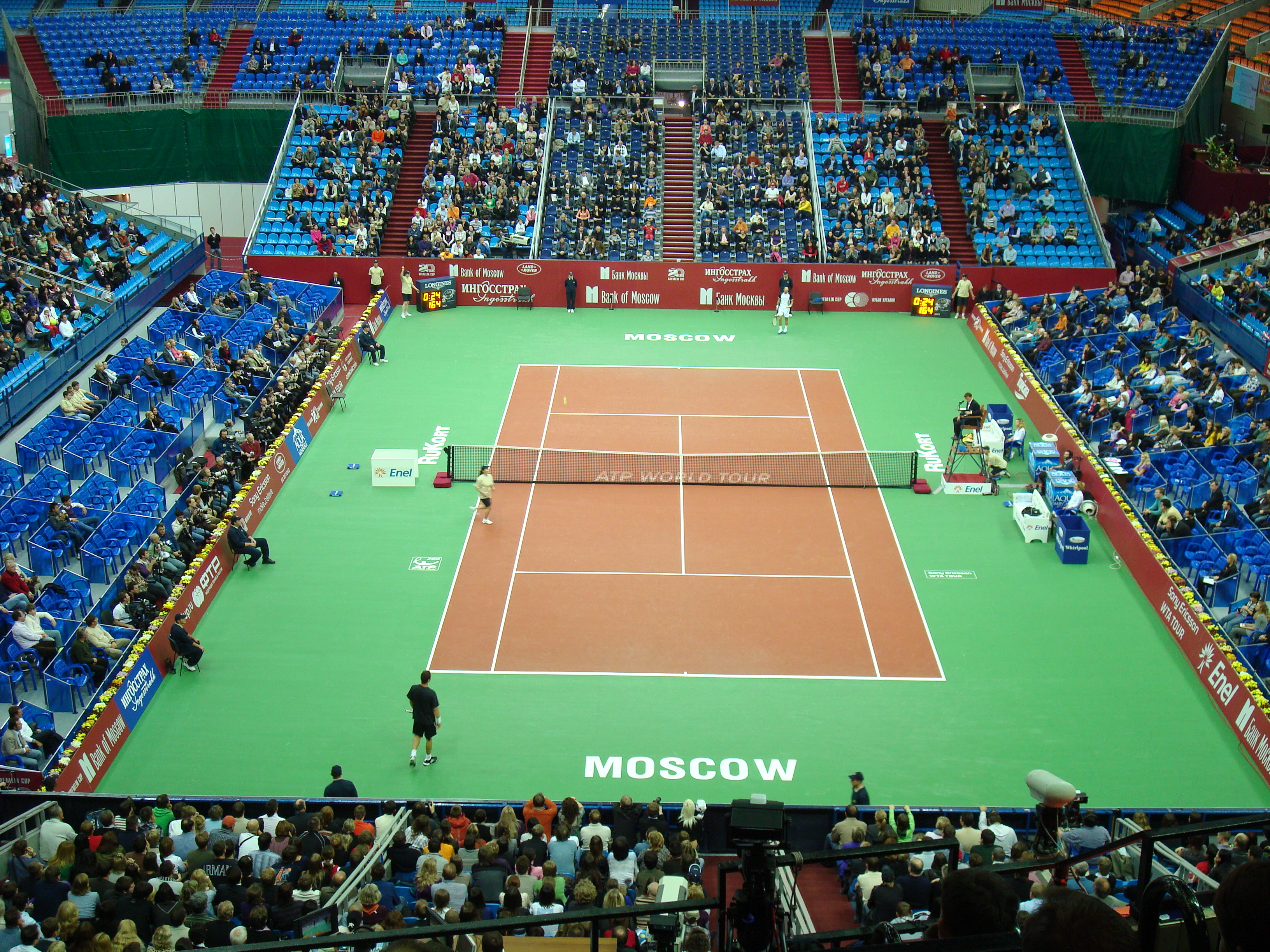
Marat Safin joue à Moscou l'un des derniers tournois de sa carrière.

En novembre, Marat Safin joue le dernier tournoi de sa carrière à l'Open de Paris-Bercy qui l'a déjà vu consacré à trois reprises en 2000, 2002 et 2004. Au premier tour le 9 novembre 2009, il sauve trois balles de match par trois aces face au Français Thierry Ascione, avant de s'imposer en trois sets et presque 2 heures de jeu sur le score de 6-4, 4-6, 7-63. Safin remporte un match qu'il qualifiera de très médiocre avec notamment 24 aces et 41 points gagnants.

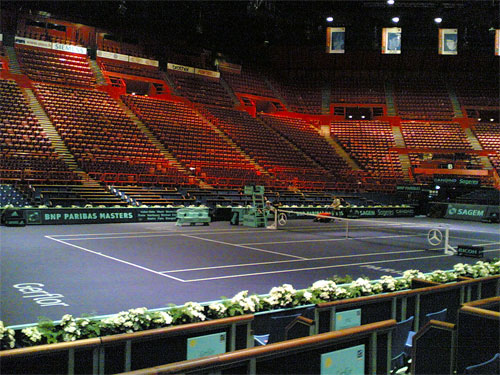
Le court central de Bercy, théâtre du dernier match de Safin.

Il joue le dernier match de sa carrière lors de son deuxième tour le 11 novembre 2009 face au numéro 5 mondial et récent vainqueur de l'US Open 2009 Juan Martín del Potro, qu'il rencontre pour la première fois. Safin réalise un très bon match en tenant tête à l'Argentin, avant de céder en 1 h 56 de jeu en trois manches (4-6, 7-5, 4-6). Il aura lors de ce match fait 15 aces, breaké une fois et sauvé 7 balles de breaks sur 9. Après le match, le Russe a eu droit a une cérémonie spéciale pour la fin de sa carrière qui s'est tenu sur le Court Central de Bercy.
Il a aussi joué un match de Coupe Davis en mars qu'il remporta contre le Roumain Victor Crivoi en trois sets (7-65, 6-4, 6-4). Safin a joué 23 tournois en 2009, ainsi que 41 matchs en simple, pour seulement 19 victoires.
Il finit l'année 2009 ainsi que sa carrière professionnelle par une ultime défaite à Paris-Bercy, en se classant pour la dernière fois 61e joueur mondial, soit 32 places de plus qu'en janvier 2009. Il avait atteint son meilleur classement de l'année le 20 avril 2009 avec la 20e place mondiale, qu'il conservera durant quatre semaines. Il n'avait plus réussi à intégrer le top 20 depuis le 16 janvier 2006. Lors de ses quatre dernières années à l'ATP World Tour, il n'aura remporté aucun trophée en simple.

### Coupe Davis
Marat Safin a participé durant 11 années de 1998 à 2009 à la Coupe Davis (il n'a pas participé à l'édition 2003), voici ses résultats année par année :

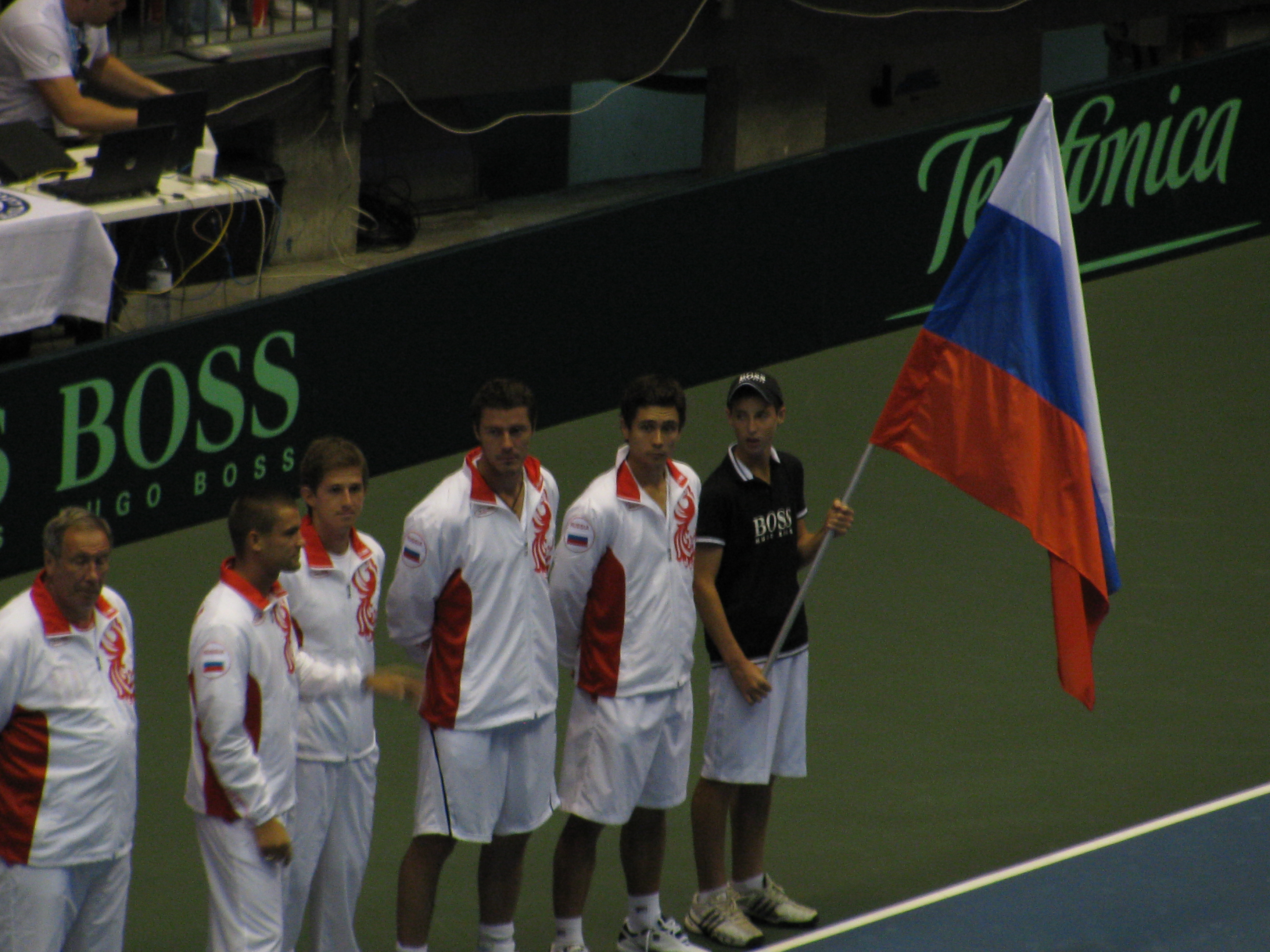
L'équipe de Russie en Coupe Davis. Marat Safin est le troisième en partant de la droite.

- En 1998, Safin joue ses deux premiers matchs en Coupe Davis en qualifications contre le Japon, il gagne son match de simple contre Takao Suzuki (7-64, 6-2, 6-3) et son match de double avec Kafelnikov contre le duo Motomora - Suzuki (7-5, 6-3, 4-6, 6-2). La Russie bat le Japon 3-1 au Japon.

Au premier tour, la Russie est opposé aux États-Unis, Safin joue trois matchs, pour trois défaites, en simple contre Andre Agassi (3-6, 3-6, 3-6) et Jim Courier (6-0, 4-6, 6-4, 1-6, 4-6) et en double contre le duo Martin - Reneberg avec comme partenaire Kafelnikov.
Les États-Unis battent 3-2 la Russie aux États-Unis.
- En 1999, la Russie est opposé à l'Allemagne, Safin joue deux matchs en simple, une défaite contre Tommy Haas (7-64, 4-6, 3-6, 6-2, 7-9) et une victoire contre Nicolas Kiefer dans le match décisif (7-69, 6-4, 6-4).

La Russie bat l'Allemagne 3-2 en Allemagne.
Au deuxième tour, la Russie est opposé à la Slovaquie, Safin joue deux matchs, il gagne contre Karol Kučera (2-6, 6-4, 6-2, 6-4) et Dominik Hrbatý (6-3, 4-6, 7-5, 63-7, 6-4).
La Russie bat la Slovaquie 3-2 en Russie.
En 1/2 finale, la Russie affronte l'Australie, Safin joue deux matchs en simple pour deux défaites, contre Lleyton Hewitt (60-7, 2-6, 6-4, 3-6) et contre Wayne Arthurs (3-6, 2-6) dans un match sans enjeu.
L'Australie l'emporte 4-1 à domicile.
- En 2000, la Russie est opposé au premier tour à la Belgique, Safin gagne ses deux matchs contre Christophe Rochus (7-5, 3-6, 6-2, 6-4) et contre les frères Rochus avec Tcherkassov (4-6, 7-62, 1-6, 6-1, 6-3).

La Russie gagne 4-1 à domicile.
Au deuxième tour, la Russie affronte l'Espagne, Safin joue trois matchs, il perd contre Àlex Corretja (4-6, 3-6, 7-5, 1-6) et contre Juan Carlos Ferrero (0-6, 3-6), mais gagne son double avec Kafelnikov contre le duo Corretja - Balcells (7-64, 2-6, 7-63, 6-4).
L'Espagne l'emporte 4-1 à domicile.

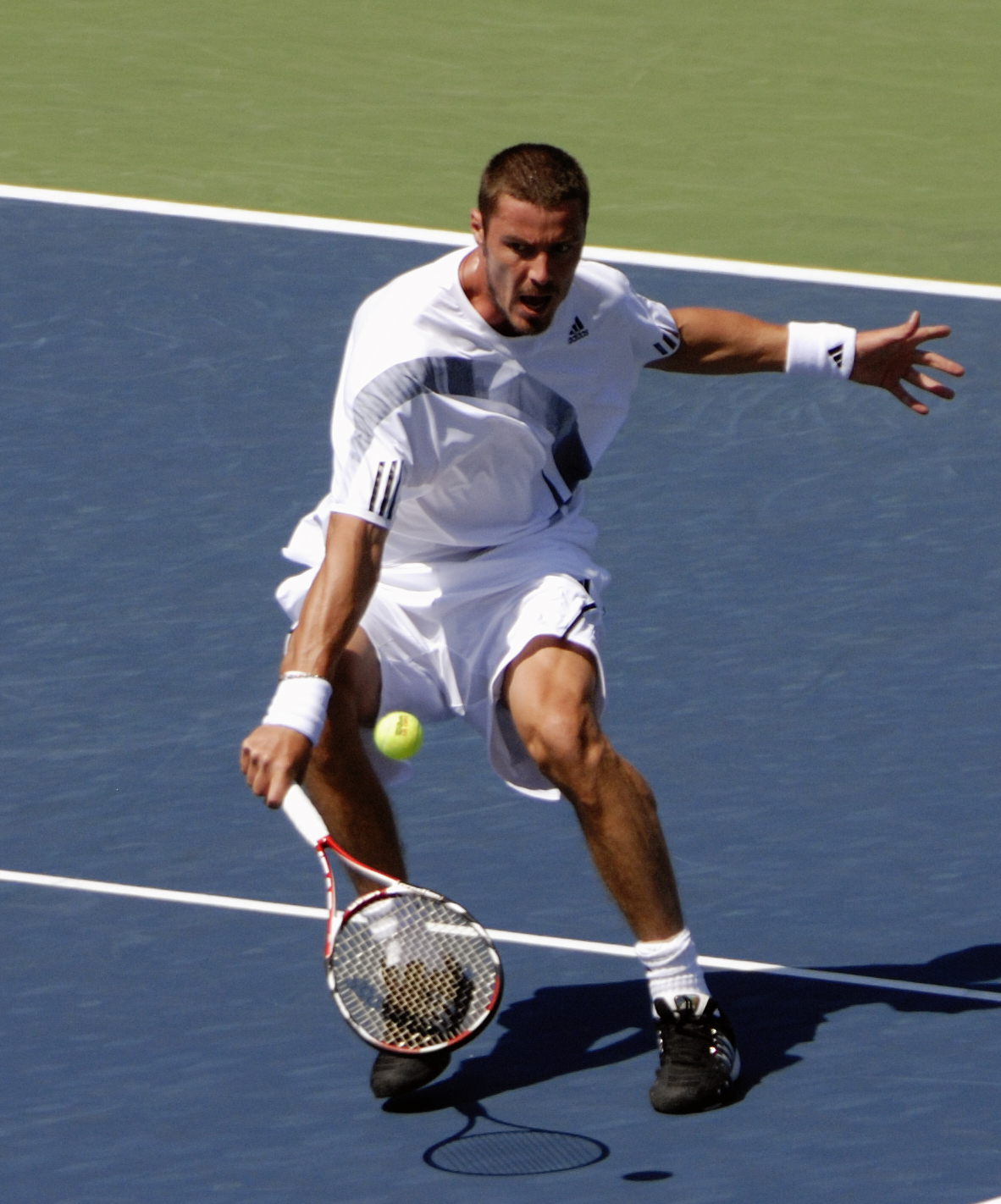
Ici pour sa dernière année professionnelle.

- En 2001, la Russie est opposée au premier tour à la Slovaquie, Safin joue trois matchs, il perd contre Karol Kučera (6-3, 6-4, 3-6, 5-7, 2-6) et contre Dominik Hrbatý (3-6, 1-6, 4-6), mais bat avec Kafelnikov le duo Kroslak - Hrbaty (6-4, 6-4, 2-6, 7-67).

La Russie l'emporte à l'extérieur 3-2.
- En 2002, la Russie joue contre la Suisse au premier tour, Safin joue trois matchs, il perd contre Roger Federer (5-7, 1-6, 2-6) et gagne contre Michel Kratochvil (6-1, 7-66, 6-4) et contre le duo Roger Federer - Rosset avec Kafelnikov (6-2, 7-66, 60-7, 6-2).

La Russie l'emporte 3-2 à domicile.
Au deuxième tour, la Russie bat à domicile la Suède 4-1 avec deux victoires de Safin en deux matchs, contre Thomas Johansson (6-4, 6-4, 6-4) et contre le duo Bjorkman - Johansson avec Kafelnikov (3-6, 7-66, 62-7, 7-5, 6-3).
En 1/2 finale, la Russie bat à domicile l'Argentine 3-2 avec deux victoires de Safin contre David Nalbandian (7-63, 65-7, 6-0, 6-3) et contre Juan Ignacio Chela (61-7, 7-5, 7-5, 6-1). Il perd avec Kafelnikov contre le duo Nalbandian - Arnold Ker (4-6, 4-6, 7-5, 6-3, 17-19). En finale, la Russie est opposée à la France sur la terre battue de Bercy. Safin gagne ses deux simples contre Paul-Henri Mathieu (6-4, 3-6, 6-1, 6-4) et Sébastien Grosjean (6-3, 6-2, 7-611), mais perd avec Kafelnikov contre le duo Nicolas Escudé - Fabrice Santoro (3-6, 6-3, 7-5, 3-6, 4-6). La Russie remporte tout de même la Coupe Davis par 3 à 2.
- En 2003, Safin, blessé, ne participe pas au tournoi.

- En 2004, la Russie joue son barrage contre la Thaïlande, et l'emporte à domicile 5-0 avec deux victoires de Safin contre Danai Udomchoke (6-4, 6-1, 6-2) et contre les frères Ratiwatana avec Youzhny (6-2, 6-1, 6-4). Au premier tour, la Biélorussie sort la Russie 3-2 à domicile, Safin perd contre Max Mirnyi (63-7, 65-7, 6-1, 6-4, 9-11) et bat avec Youzhny le duo Mirnyi - Shvec (6-4, 7-5, 7-64).

- En 2005, la Russie bat au premier tour le Chili 4-1, avec trois victoires de Safin contre Adrian Garcia (6-1, 3-6, 6-3, 7-64), Fernando González (7-64, 7-65, 1-6, 63-7, 6-4) et contre le duo Garcia - Gonzalez avec Youzhny (6-3, 6-4, 6-3).

- En 2006, la Russie bat la France 4-1 à Pau, avec une victoire de Safin contre Richard Gasquet (7-64, 4-6, 6-3, 61-7, 6-1). La Russie bat les États-Unis 3-2 en 1/2 finale avec une victoire de Safin contre Andy Roddick (6-4, 6-3, 7-65) et une défaite contre James Blake (5-7, 64-7). En finale, la Russie est opposée à l'Argentine, Safin perd son premier match contre David Nalbandian (4-6, 4-6, 4-6), mais gagne son double avec Dmitri Toursounov contre le duo Nalbandian - Calleri (6-2, 6-3, 6-4). Il donnera même le tournoi grâce à sa victoire décisive au dernier match contre José Acasuso (6-3, 3-6, 6-3, 7-65). La Russie remporte la Coupe Davis 3-2 en finale à domicile. C'est la deuxième fois que Safin soulève ce trophée.

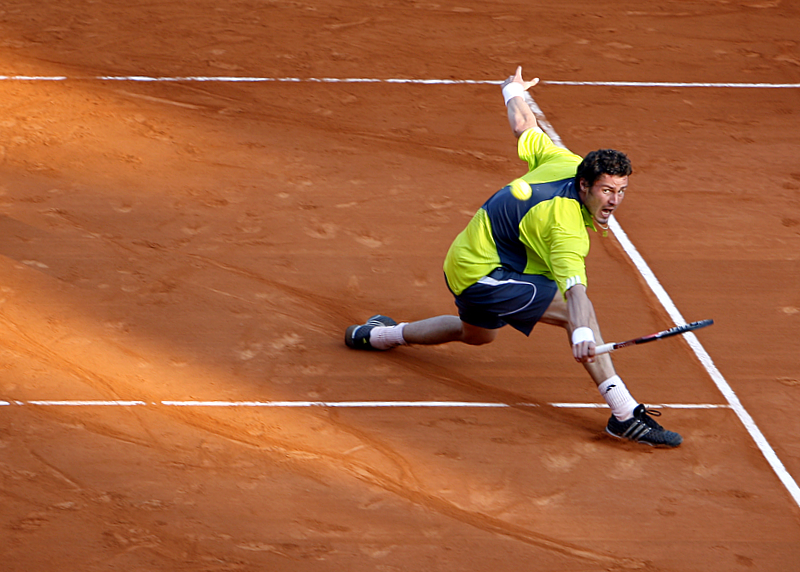
Marat Safin sur terre-battue.

- En 2007, la Russie bat au premier tour le Chili 3-2 au Chili, avec notamment une victoire de Safin contre Nicolás Massú (6-3, 6-2, 6-2) et deux défaites contre Fernando González (3-6, 5-7, 4-6) et contre le duo Gonzalez - Massu avec comme partenaire Igor Andreev (63-7, 3-6, 4-6).

Au deuxième tour, la Russie bat la France 3-2 à domicile, ce sera le dernier match de Coupe Davis de l'année pour Safin qui bat Paul-Henri Mathieu (7-63, 6-3, 6-2) et offre le point décisif à sa nation.
- En 2008, la Russie bat en 1/4 de finale la République tchèque, Safin bat Tomáš Berdych (65-7, 4-6, 6-3, 6-2, 6-4) et perd dans un match sans enjeu contre Lukáš Dlouhý (3-6, 3-6). La Russie l'emporte 3-2 à domicile.

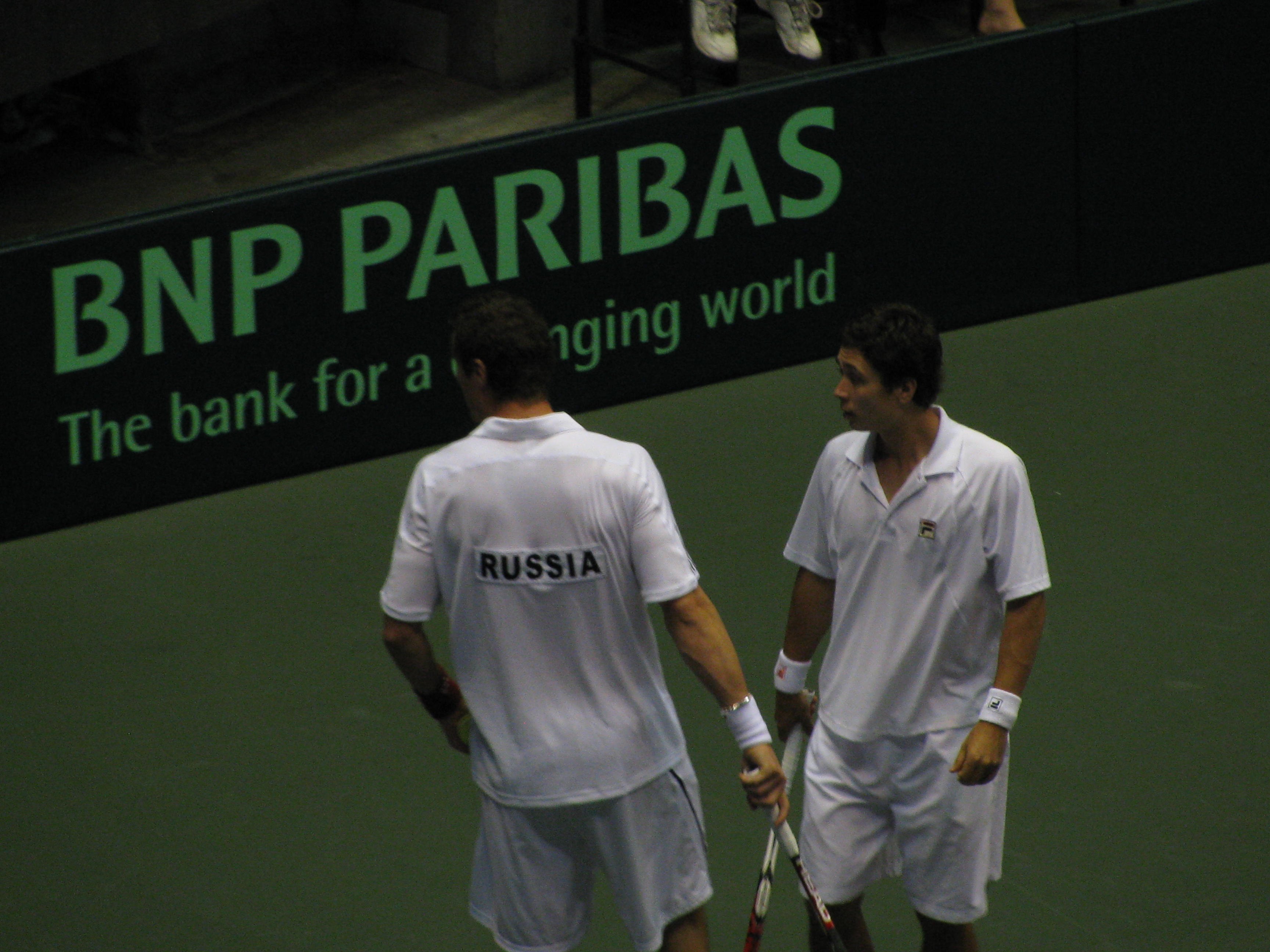
Marat Safin joue le dernier match de Coupe Davis de sa carrière en double avec Igor Kunitsyn.

- En 2009, Safin joue sa dernière Coupe Davis en tant que joueur. Au premier tour, il bat Victor Crivoi (7-65, 6-4, 6-4) le 6 mars 2009 et perd son double contre le duo Copil - Tecau avec comme partenaire Toursounov (6-4, 7-62, 64-7, 65-7, 4-6). La Russie bat la Roumanie 4-1 en Roumanie.

En 1/4 de finale, Safin joue et perd son dernier match de Coupe Davis le 11 juillet 2009 en double contre le duo Erlich - Ram avec comme partenaire Kunitsyn sur le score de 3-6, 4-6, 7-63, 6-4, 4-6. La Russie s'inclinera finalement par 4 points à 1 contre Israël.
Safin a, dans sa carrière, joué 52 matchs de Coupe Davis, pour 31 victoires et 21 défaites.
Sur terre battue, il a remporté 15 matchs (11 en simple) pour 8 défaites (6 en simple).
Sur dur, il a gagné 13 matchs (9 en simple) pour 5 défaites (3 en simple).
Sur gazon, il n'a joué que deux matchs, pour deux défaites (toutes en simple).
Sur surface synthétique, Safin a remporté 3 matchs (un en simple) pour 6 défaites (4 en simple).
En simple, Safin a un bilan de 21 victoires pour 15 défaites, et en double un bilan de 10 victoires pour 6 défaites.

### 2010 à 2011, Senior Tour et exhibitions
Après n'avoir plus joué depuis son dernier match professionnel en novembre 2009, Safin revient sur les courts lors du Senior Tour qui voit chaque année s'affronter d'anciennes gloires du tennis mondial telles que Pete Sampras ou John McEnroe. Il participe aux Champions Series qui se déroulent du 12 au 14 mars 2010 à Rio de Janeiro, où il s'incline pour son retour dès le premier tour face à Wayne Ferreira en deux manches (6-7, 4-6).
Il revient en exhibition à l'occasion du premier Caesars Tennis Classic, il perd contre Andy Roddick le 10 avril 2010 sur le score de 4-6, puis bat Pete Sampras sur le même score. Le 7 novembre il participe au Grand Cayman Tennis Legends durant lequel il s'incline face à Stefan Edberg (65-7, 6-2, 8-10) au super tie-break.
Ayant raccroché la raquette, le russe n'est que très peu présent lors des rendez-vous du Senior Tour, préférant participer à des matchs d'exhibitions.
Pour son dernier rendez-vous de l'année du 16 au 19 décembre, il répond présent lors d'un tournoi exhibition, la "Copa Peugeot Argentina de Tenis 2010" avec Juan Ignacio Chela, David Nalbandian, James Blake, Mardy Fish et Juan Mónaco.
Il est placé dans le groupe B avec Juan Ignacio Chela et David Nalbandian, les affrontant le vendredi 17 décembre et samedi 18 décembre dans des matchs au meilleur des 3 sets, pour une place en finale face au premier du groupe A (James Blake, Mardy Fish et Juan Mónaco).
Il perd son premier match en 3 manches face à Chela (7-65, 1-6, 1-6) puis son deuxième match face à Nalbandian (4-6, 5-7) et termine dernier du groupe, ne jouant pas la finale qui consacrera Nalbandian (6-3, 7-65) face à Monaco dans un match 100 % argentin.
Le 29 décembre, il participe et remporte la médaille de bronze du tournoi-exhibition de Punta del Este, en Uruguay, réunissant trois joueurs actifs, David Nalbandian, Gastón Gaudio et Thomaz Bellucci, et Safin inactif depuis plus d'un an. En demi-finale, il est battu par Nalbandian qu'il avait déjà rencontré quelques jours auparavant sur un score moins serré cette fois-ci (2-6, 5-7). Le russe joue ensuite face à l'autre perdant argentin, qu'il domine (7-5, 6-1), obtenant la troisième place d'un tournoi qui verra consacrer Nalbandian face à Bellucci (7-64, 7-62).
En 2011, quelques jours après le nouvel an, Marat Safin dispute deux matchs exhibitions à Taipei le jeudi 6 janvier et à Kaohsiung le samedi 8 janvier 2011 face à l'ancien numéro 1 mondial Andre Agassi en trois manches gagnantes.
Il dispute également un double avec Andre Agassi, Mikhail Youzhny et Jimmy Wang, jeune joueur de tennis taiwanais.
L'évènement organisé par le "lobby Integration Sports" vise à élever le niveau du tennis taiwanais.
Il n'a depuis pas fait d'exhibitions médiatisées en 2011.

## Style de jeu

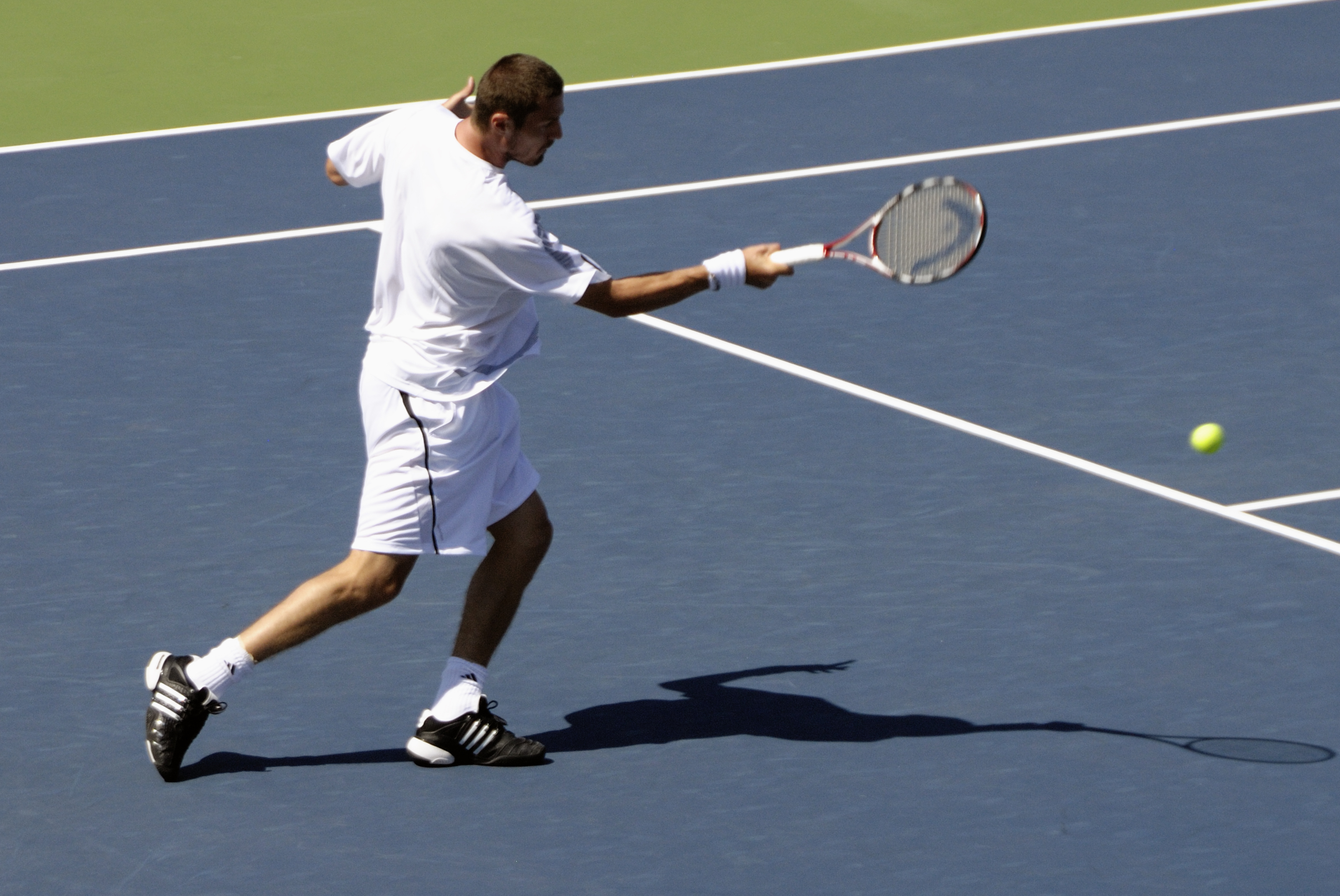
Marat Safin effectuant un coup droit.

Marat Safin est considéré comme l'un des joueurs les plus talentueux sur le circuit et il dégage également un grand charisme ce qui en a fait le "chouchou" du public. Il est aussi réputé pour ses sautes d'humeur et ses nombreux cassages de raquettes dans la lignée d'un John McEnroe des années 1980.

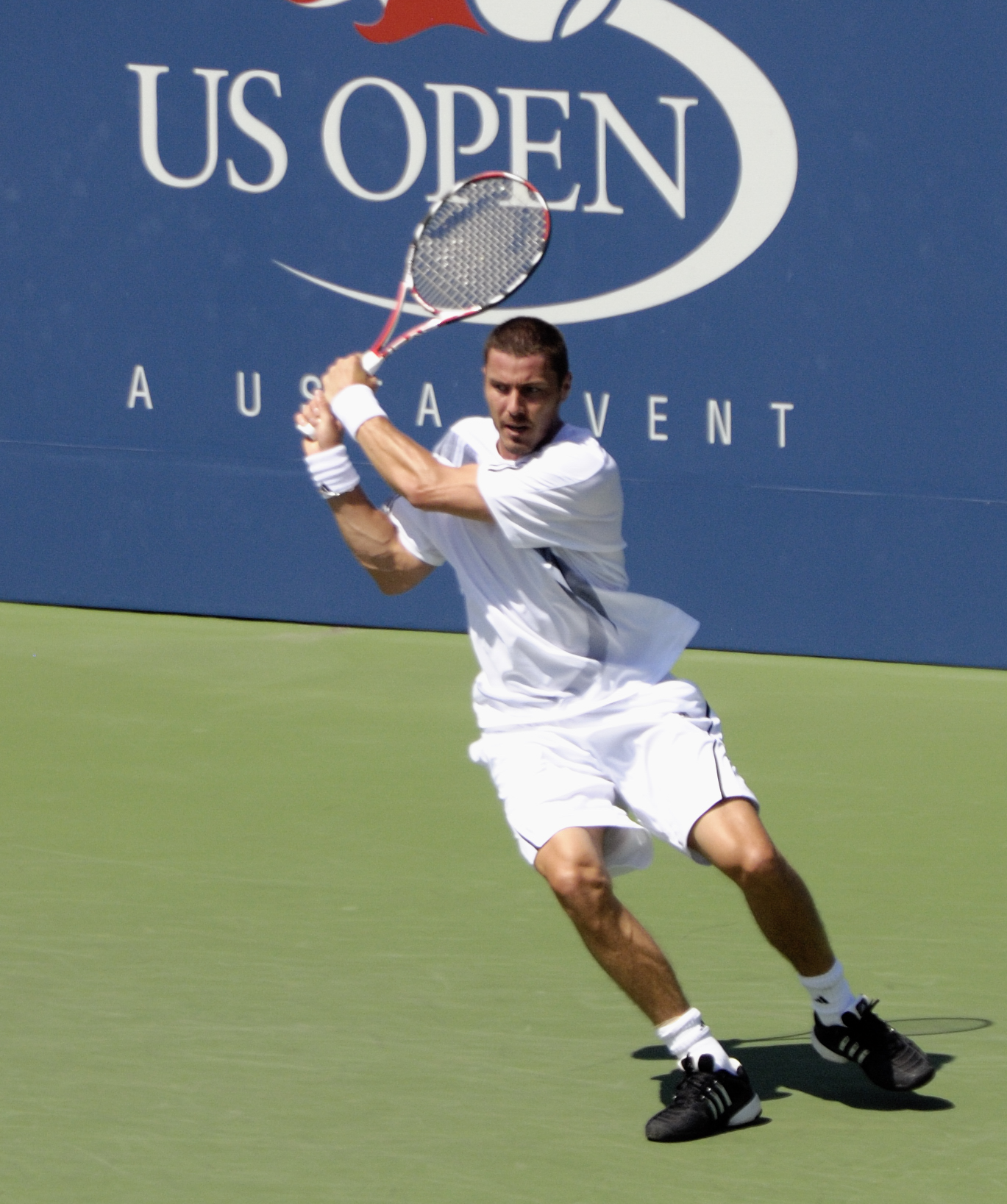
Marat Safin renvoyant la balle en revers.

Toujours considéré comme l'un des joueurs voire le joueur qui pouvait stopper Roger Federer, Safin ne l'a presque jamais prouvé. Malgré son grand talent, sa carrière est en forme de montagnes russes : jamais constante. Marat a vécu quelques années et moments glorieux (de 2000 à 2002 et durant l'Open d'Australie 2005 notamment sa demi-finale contre Roger Federer) mais a aussi dû passer par de grands calvaires, comme ses saisons 2003 et 2005 où les blessures l'ont tenu à l'écart des terrains durant plusieurs mois, ainsi que l'année 2007 où Safin a montré un niveau de jeu bien en dessous de ses capacités. Il passera d'ailleurs les quatre dernières années de sa carrière sans remporter le moindre titre en simple, et en alignant une fois cinq victoires de suite.

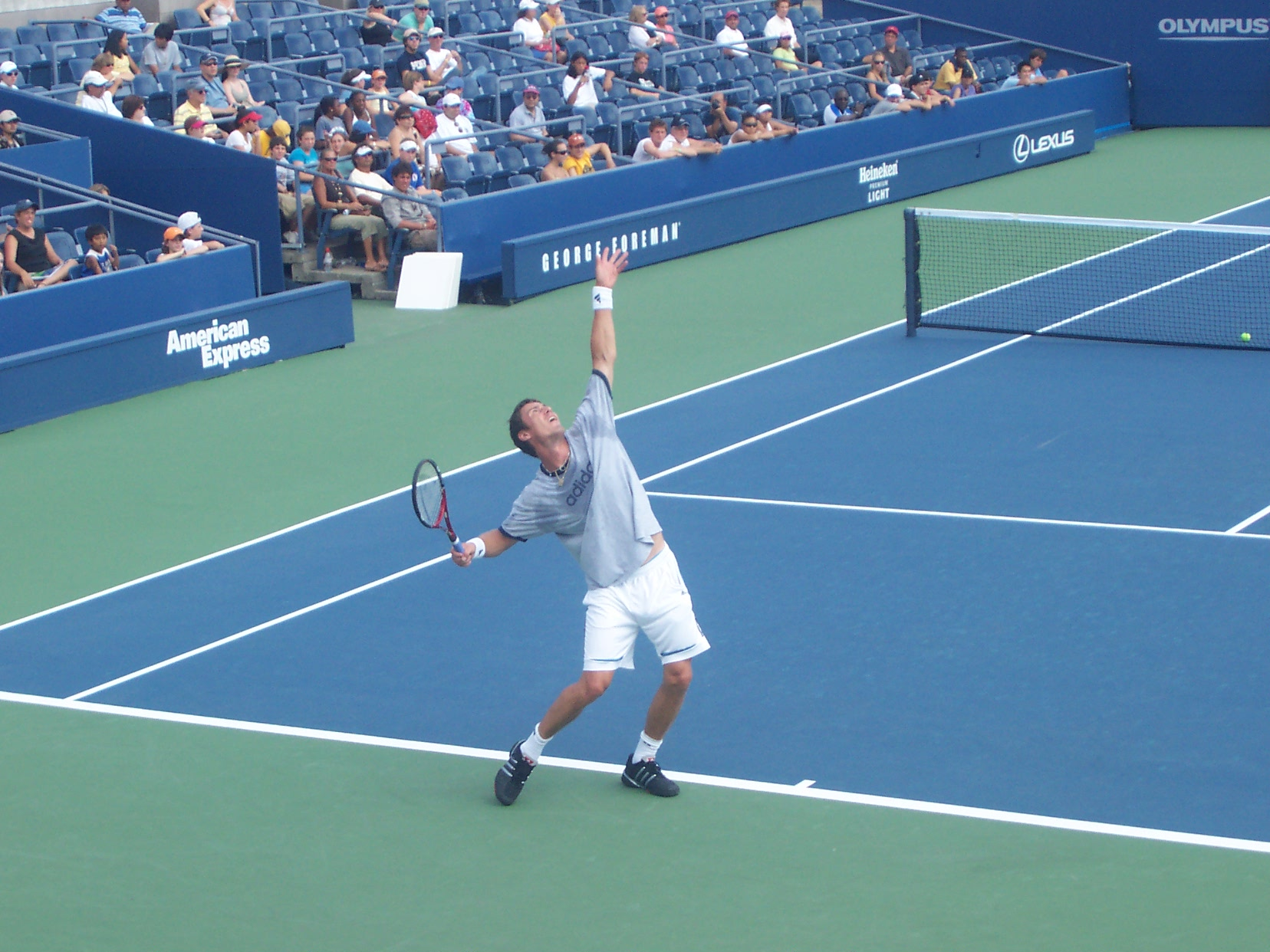
Marat Safin au service.

Safin possède un jeu polyvalent : un service très puissant et bien placé (il est capable de mettre des aces à plus de 225 km/h), un jeu de fond de court basé sur la force avec un coup droit solide, et notamment son revers à deux mains et son revers sauté qui fut très réputé et qui lui permettait de monter à la volée facilement pour finir les points aidé par son gabarit. Son revers était souvent considéré comme le meilleur du circuit avec ceux de David Nalbandian et de Lleyton Hewitt. C'était également un excellent volleyeur avec notamment une volée haute de revers impressionnante. Malgré sa haute taille, Safin avait un bon jeu de jambes, et résistait bien aux longs échanges qu'on lui imposait.

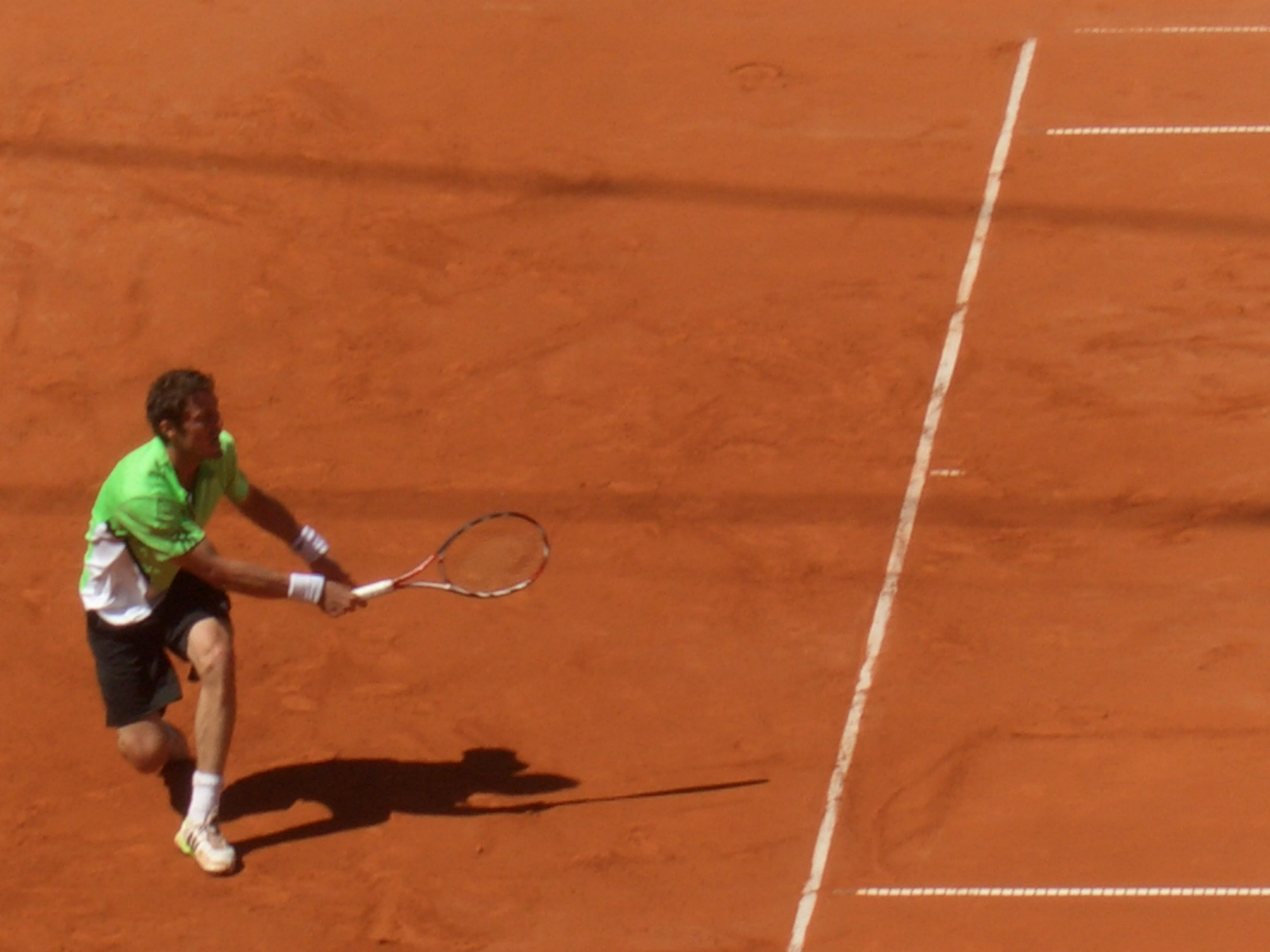
Marat Safin au retour de service sur la terre-battue de Hambourg.

Formé sur la terre battue d'Espagne il a décrit le gazon comme la surface où il était le moins performant, malgré une demi-finale à Tournoi de Wimbledon 2008. Il a d'ailleurs rejeté sa performance dans le même tournoi en 2001 estimant que la chance l'avait amené jusque-là.
Safin n'a jamais retrouvé son niveau d'antan après sa blessure au genou gauche en 2005 qui a constamment handicapé son jeu lors de la suite de sa carrière. Il fut d'ailleurs aussi touché au poignet gauche en 2003, ce qui l'a rendu inactif sur les courts durant plus de 7 mois.

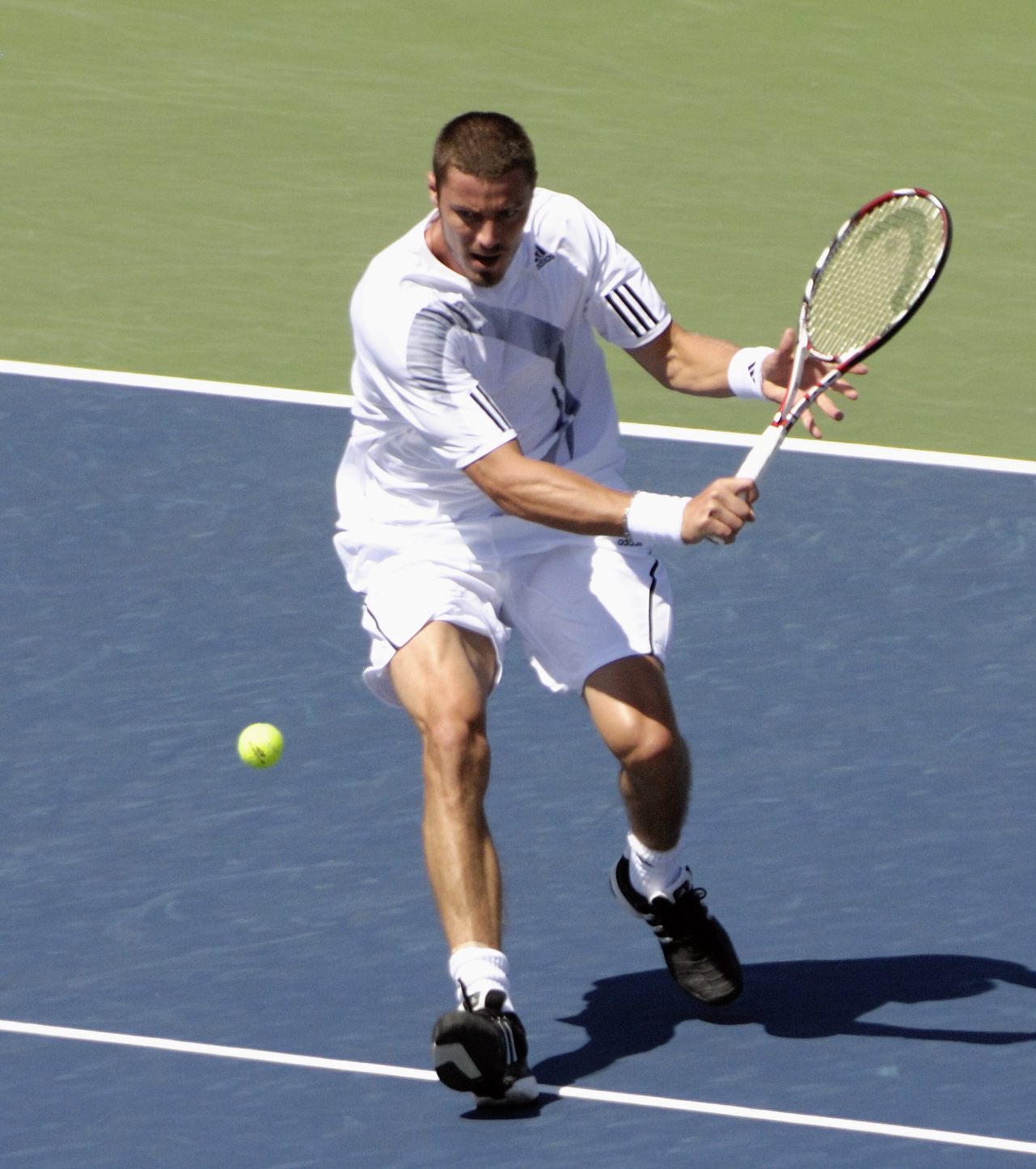
Marat Safin lors d'une volée de revers.

En 2009, il faisait partie des cinq joueurs encore en activité ayant atteint au moins les demi-finales de chaque tournoi du Grand Chelem, avec Roger Federer, Rafael Nadal, Novak Djokovic et David Nalbandian.
Il est également l'un des rares joueurs à avoir un bilan positif face à Pete Sampras (4/3). Son bilan contre Roger Federer est lui moins convaincant, Marat ne l'ayant battu qu'à deux reprises contre dix victoires pour le Suisse.

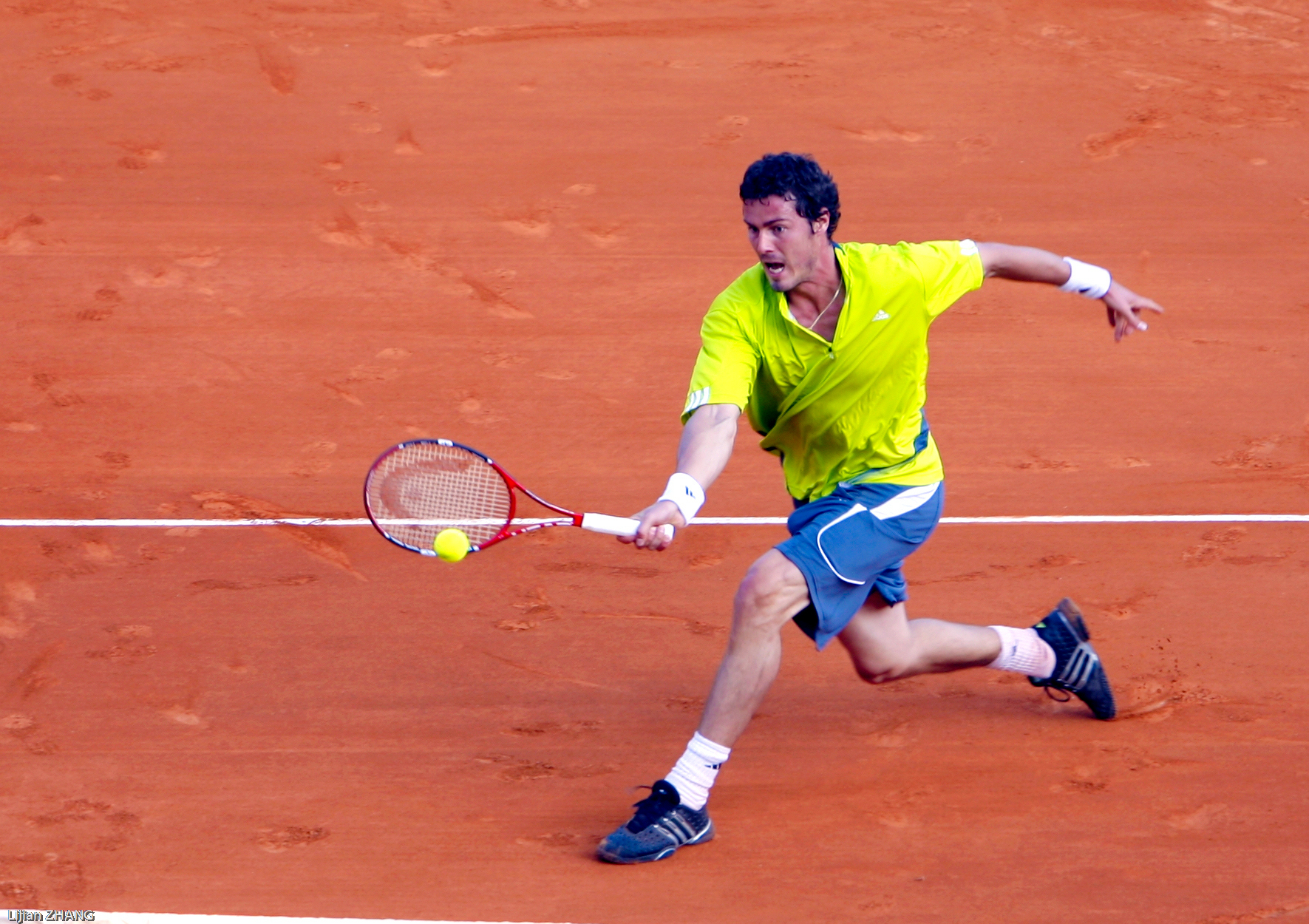
Marat Safin à la volée de coup droit.

Durant sa carrière, il a connu beaucoup de blessures qui ont constamment fait régresser son niveau de jeu.
Son principal défaut fut son mental, fragile, Safin pouvant dominer un match et s'énerver facilement après un point perdu, lui faisant perdre sa concentration et lâcher le match, abandonnant parfois mentalement dans des rencontres, comme au début de l'année 2000 quand il reçut un avertissement pour manque de combativité.
Safin fut sponsorisé par Adidas de ses débuts en 1996 à sa fin de carrière en 2009, et utilisait comme raquette une Head Microgel Prestige Mid 600 cm².

## Confrontations avec ses principaux adversaires
Au cours de sa carrière, Marat Safin a rencontré de nombreux adversaires dont certains de manière très fréquente (Au minimum 7 confrontations, entre parenthèses le meilleur classement du joueur).
- Contre Lleyton Hewitt (ATP 1) :

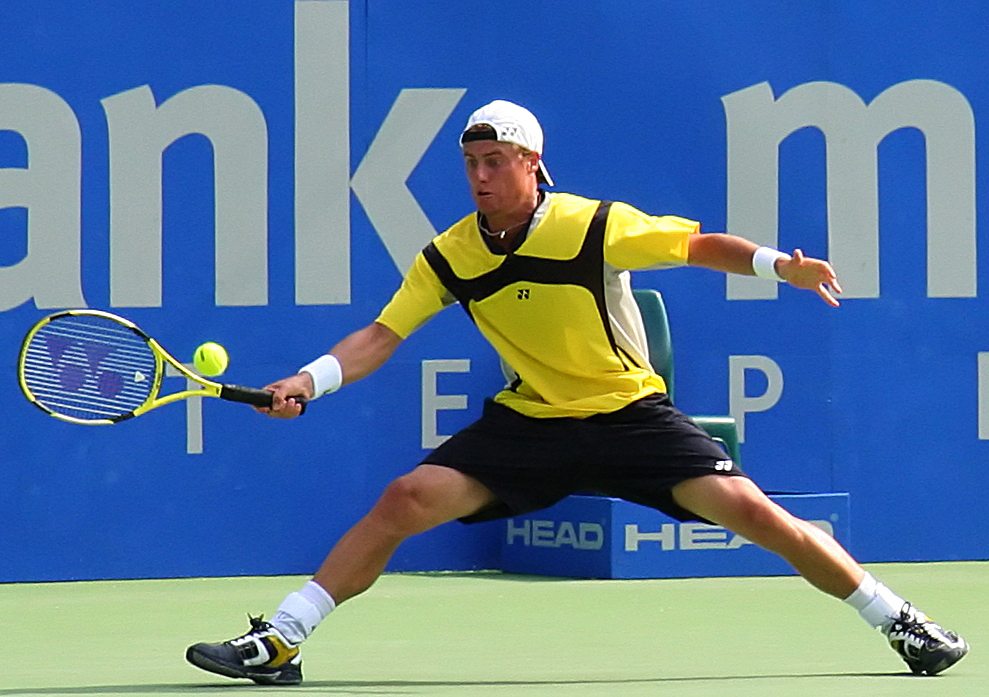
Lleyton Hewitt est le joueur qui a affronté le plus de fois Marat Safin, pour un bilan neutre.

  - 7 victoires et 7 défaites (50 % de victoires).
  - Première confrontation : victoire de Lleyton Hewitt 7-6, 6-2, 4-6, 6-3 à la Coupe Davis en 1999.
  - Dernière confrontation : victoire de Marat Safin 6-4, 7-5 au Masters de Monte-Carlo en 2009.
- Contre Juan Carlos Ferrero (ATP 1) :
  - 6 victoires et 6 défaites (50 % de victoires).
  - Première confrontation : victoire de Juan Carlos Ferrero 6-0, 6-3 à la Coupe Davis en 2000.
  - Dernière confrontation : victoire de Marat Safin 6-3, 5-7, 6-4 à Valence en 2008.

- Contre Roger Federer (ATP 1) :

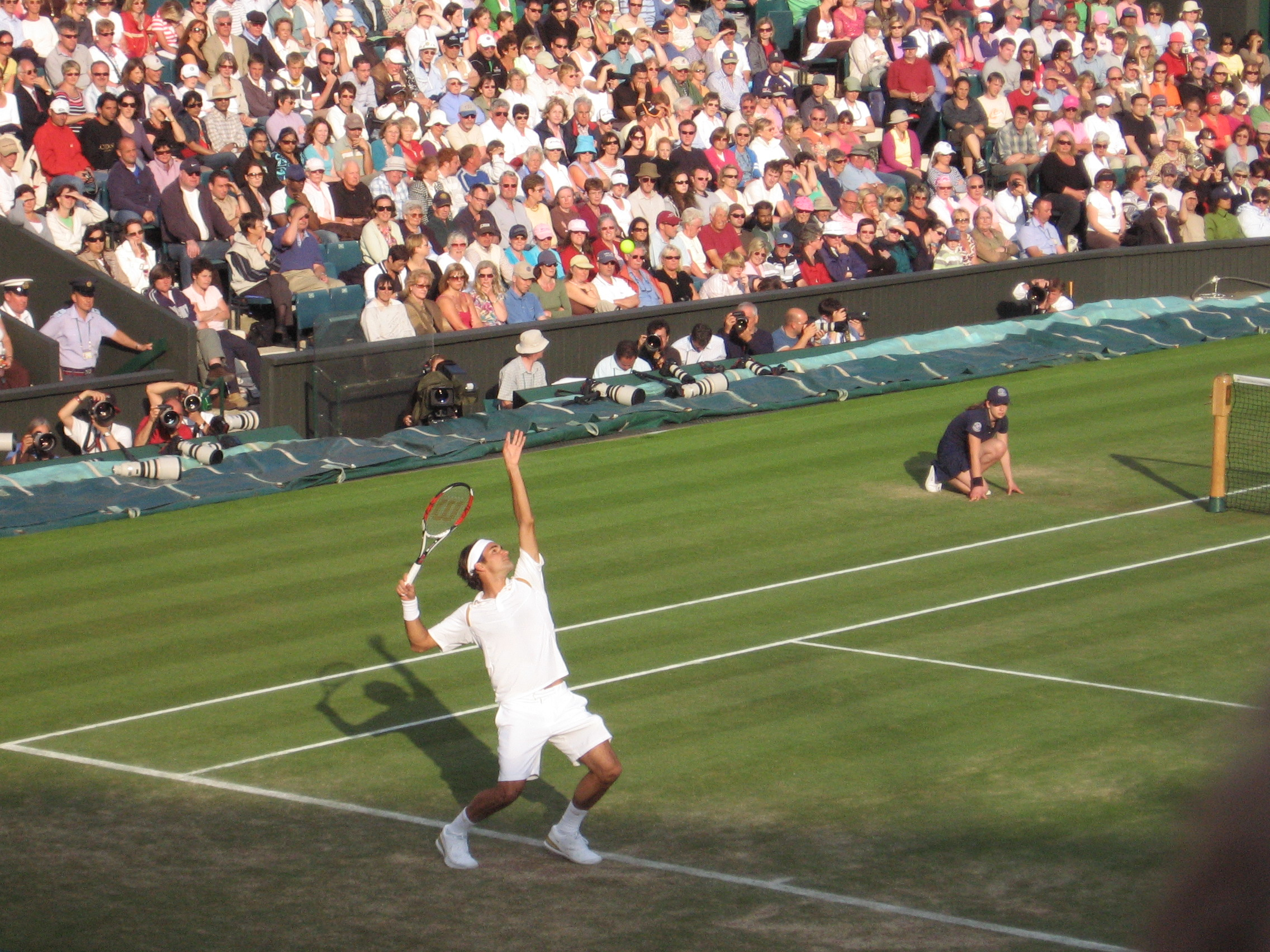
Federer n'a subi que deux défaites face à Safin.

  - 2 victoires et 10 défaites (17 % de victoires).
  - Première confrontation : victoire de Roger Federer 4-6, 6-4, 7-65 au Masters de Rome en 2001.
  - Dernière confrontation : victoire de Roger Federer 6-3, 6-2, 7-65 à l'Open d'Australie en 2009.
- Contre Pete Sampras (ATP 1) :
  - 4 victoires et 3 défaites (57 % de victoires).
  - Première confrontation : victoire de Pete Sampras 6-4, 6-3, 6-2 à l'US Open en 1998.
  - Dernière confrontation : victoire de Marat Safin 6-2, 6-4, 65-7, 7-68 à l'Open d'Australie en 2002.

- Contre Andy Roddick (ATP 1) :

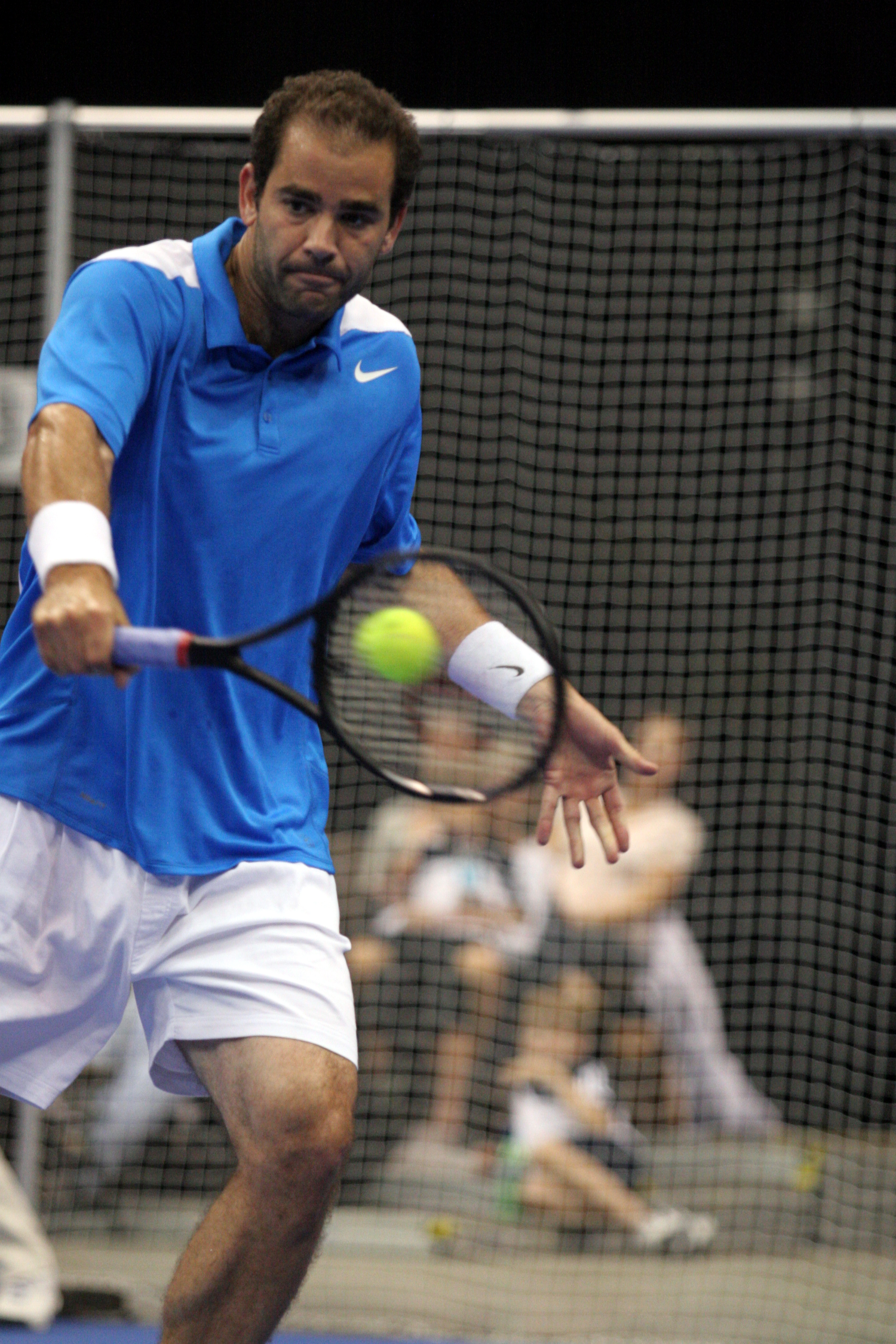
Safin, un des rares joueurs à avoir un bilan positif contre Pete Sampras.

  - 3 victoires et 4 défaites (43 % de victoires).
  - Première confrontation : victoire de Marat Safin 6-3, 6-4 à Los Angeles en 2001.
  - Dernière confrontation : victoire de Andy Roddick 7-62, 2-6, 6-4, 7-62 à l'Open d'Australie en 2007.
- Contre Carlos Moyà (ATP 1) :
  - 3 victoires pour 4 défaites (43 % de victoires).
  - Première confrontation : victoire de Marat Safin 3-6, 6-4, 7-63 à Majorque en 2000.
  - Dernière confrontation : victoire de Carlos Moya 6-2, 63-7, 6-1 à Hambourg en 2008.
- Contre Gustavo Kuerten (ATP 1) :
  - 3 victoires et 4 défaites (43 % de victoires).
  - Première confrontation : victoire de Marat Safin 3-6, 7-65, 3-6, 6-1, 6-4 à Roland-Garros en 1998.
  - Dernière confrontation : victoire de Gustavo Kuerten 7-5, 4-6, 7-63 à l'Open de Lyon en 2002.
- Contre Tommy Haas (ATP 2) :
  - 2 victoires et 5 défaites (29 % de victoires).
  - Première confrontation : victoire de Tommy Haas 64-7, 6-4, 6-3, 2-6, 9-7 à la Coupe Davis en 1999.
  - Dernière confrontation : victoire de Tommy Haas 7-63, 6-2 à Los Angeles en 2009.
- Contre David Nalbandian (ATP 3) :
  - 6 victoires pour 3 défaites (67 % de victoires).
  - Première confrontation : victoire de Marat Safin 6-1, 65-7, 6-2 à Monte-Carlo en 2002.
  - Dernière confrontation : victoire de David Nalbandian 6-4, 6-4, 6-4 à la Coupe Davis en 2006.

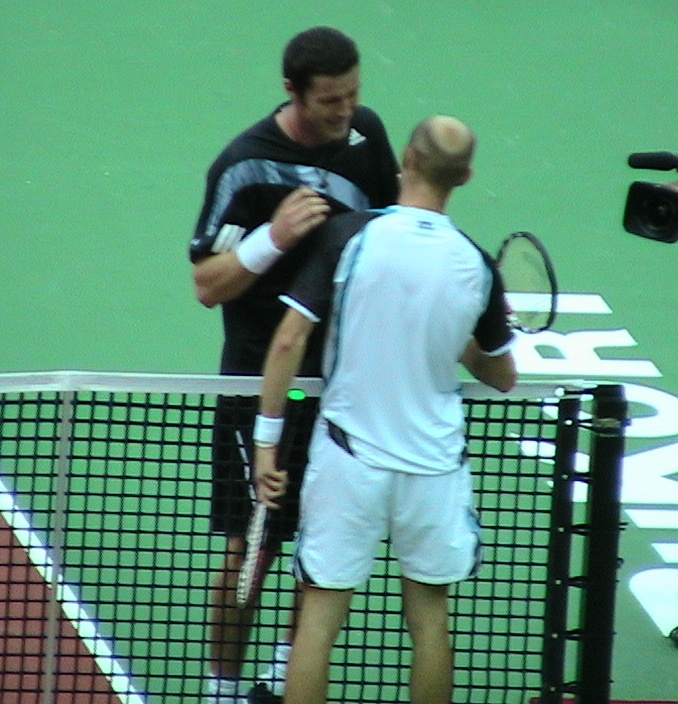
Safin et Davydenko à la Coupe du Kremlin 2009.

- Contre Nikolay Davydenko (ATP 3) :
  - 4 victoires et 4 défaites (50 % de victoires).
  - Première confrontation : victoire de Marat Safin 4-6, 6-2, 6-2 à l'Open de Dubaï en 2006.
  - Dernière confrontation : victoire de Marat Safin 4-6, 6-4, 6-2 à Moscou en 2009.
- Contre Sébastien Grosjean (ATP 4) :
  - 7 victoires et 2 défaites (78 % de victoires).
  - Première confrontation : victoire de Sébastien Grosjean 6-4, 4-6, 7-65 à l'Open de Vienne en 1999.
  - Dernière confrontation : victoire de Marat Safin 3-6, 6-4, 6-4 au Queen's en 2007.
- Contre Jonas Björkman (ATP 4) :
  - 4 victoires et 4 défaites (50 % de victoires).
  - Première confrontation : victoire de Marat Safin 6-4, 6-4 à Copenhague en 2000.
  - Dernière confrontation : victoire de Jonas Björkman 6-2, 63-7, 7-64 à Halle en 2004.
- Contre Nicolas Kiefer (ATP 4) :
  - 3 victoires et 4 défaites (43 % de victoires).
  - Première confrontation : victoire de Marat Safin 7-69, 6-4, 6-4 à la Coupe Davis en 1999.
  - Dernière confrontation : victoire de Nicolas Kiefer 6-3, 7-61 au Masters de Cincinnati en 2007.

- Contre Tommy Robredo (ATP 5) :

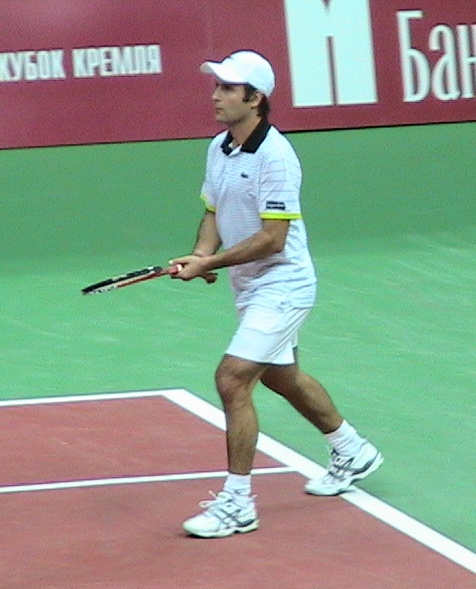
Santoro, bête noire de Safin.

  - 4 victoires et 6 défaites (40 % de victoires).
  - Première confrontation : victoire de Tommy Robredo 1-6, 6-4, 6-4 à Barcelone en 1999.
  - Dernière confrontation : victoire de Tommy Robredo 2-6, 7-65, 6-2 au Masters de Rome en 2009.
- Contre Fernando González (ATP 5) :
  - 3 victoires et 6 défaites (33 % de victoires).
  - Première confrontation : victoire de Marat Safin 6-3, 6-3 au Masters de Miami en 2002.
  - Dernière confrontation : victoire de Marat Safin 6-3, 6-4 à l'Open de Chine en 2009.
- Contre Fabrice Santoro (ATP 17) :
  - 2 victoires et 7 défaites (22 % de victoires).
  - Première confrontation : victoire de Fabrice Santoro 6-0, 6-4 au Legg Mason Tennis Classic en 1999.
  - Dernière confrontation : victoire de Marat Safin 3-6, 7-67, 3-2 RET à l'Open de Halle en 2005.

## Victoires sur des membres du top 10
Dans sa carrière professionnelle tennistique, qui a duré 13 ans, Safin a rencontré beaucoup de joueurs du top 10 mondial, et en a battu un certain nombre, que ce soit en simple ou en double, ci-dessous ses victoires (entre parenthèses le pays) :
-En simple (49 victoires) :
- Numéros 1 mondiaux :
  - Lleyton Hewitt (AUS)
    - 7-64, 6-0, 6-4

  - Lleyton Hewitt (AUS)
    - 6-3, 6-1

  - Andy Roddick (USA)
    - 2-6, 6-3, 7-5, 6-7, 6-4

  - Roger Federer (SUI)

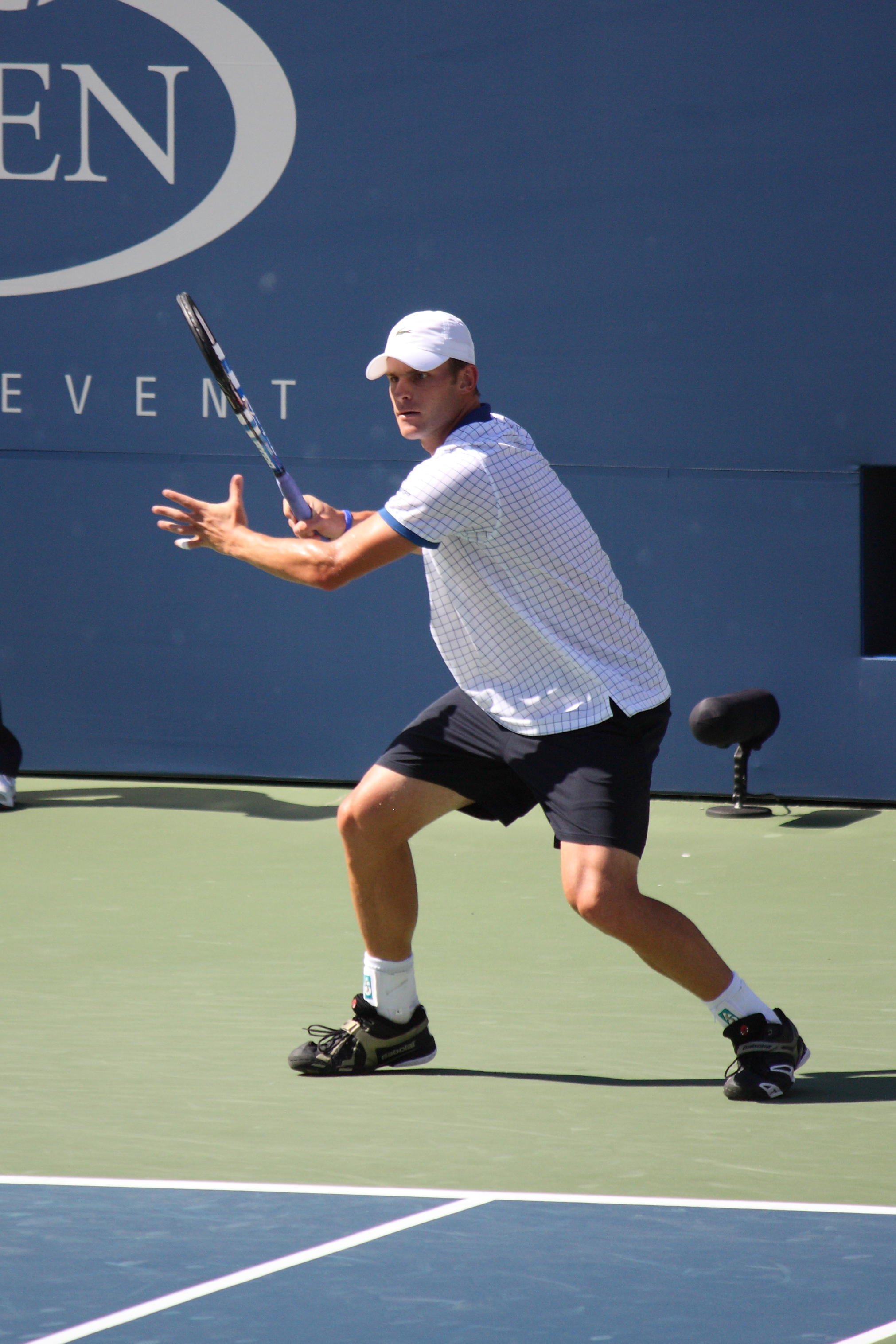
Safin a vaincu Roddick, numéro 1 de l'époque.

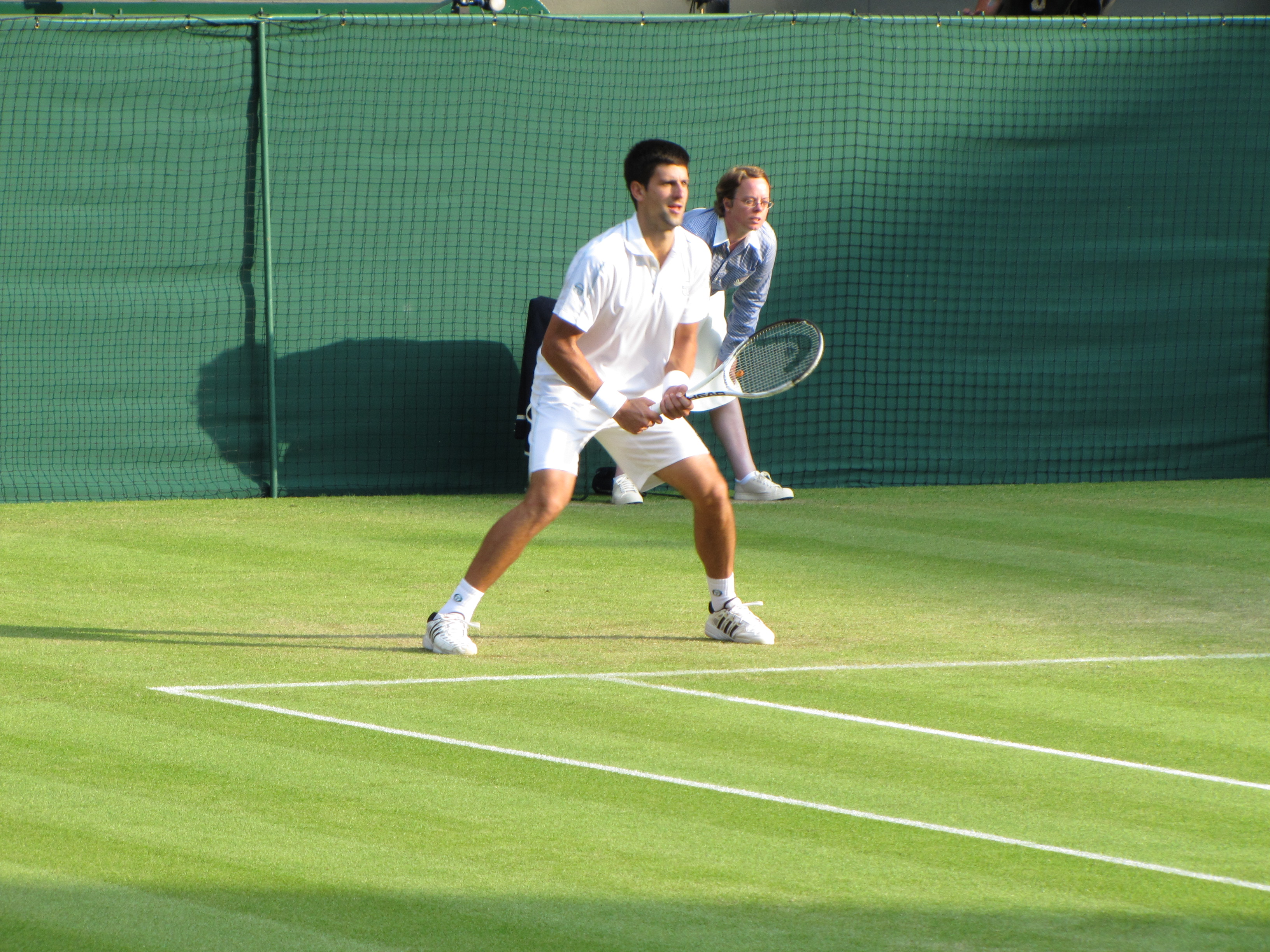
Djokovic n'a jamais battu Safin de sa carrière.

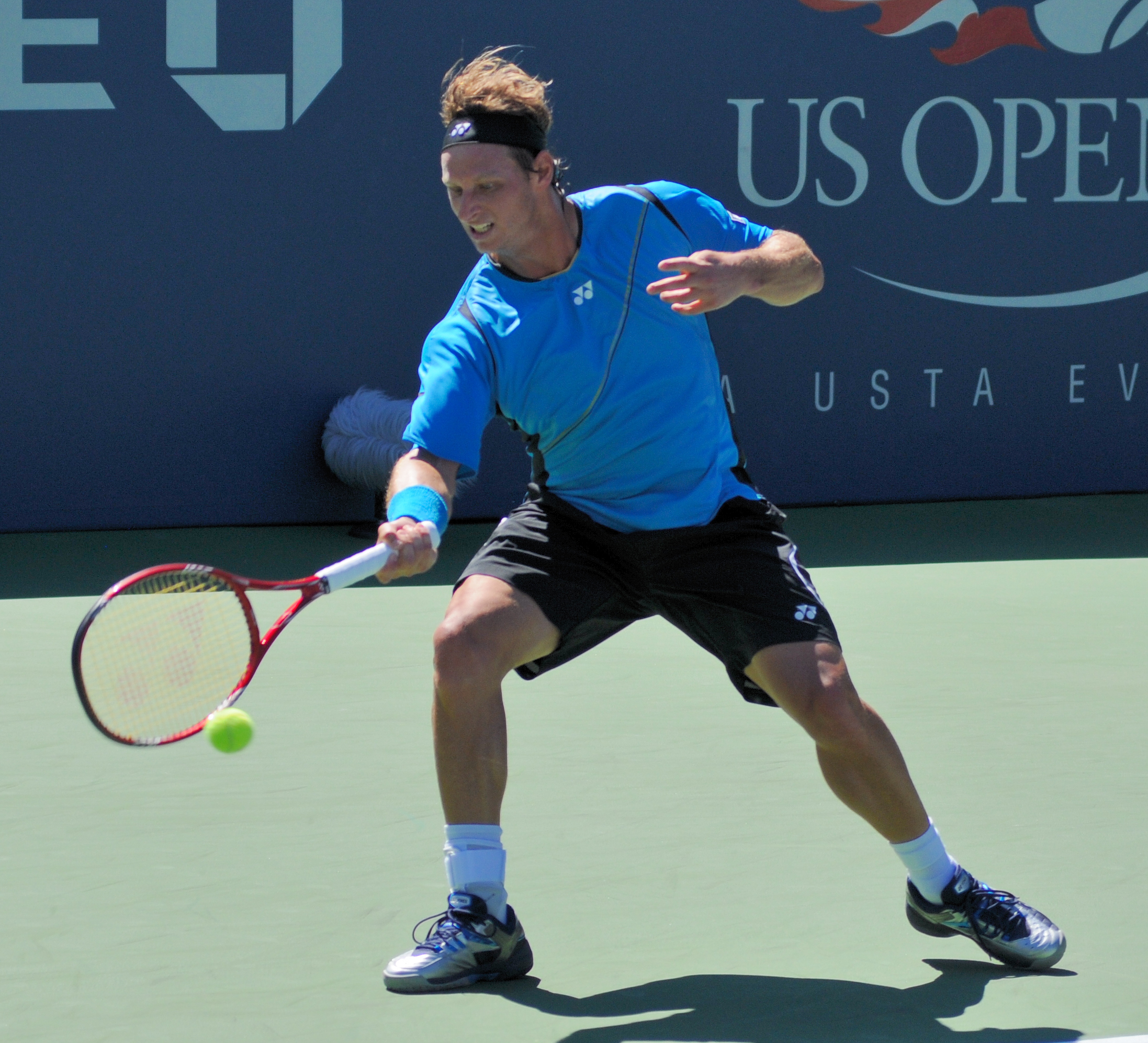
Nalbandian, battu lors de l'US Open de tennis 2006.

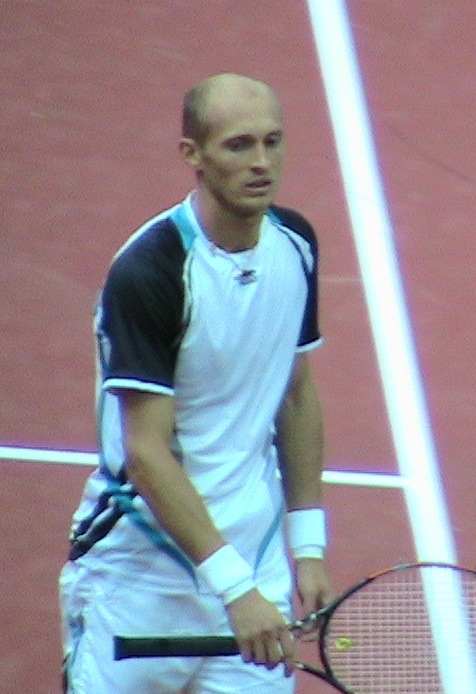
Davydenko s'est incliné à 4 reprises en étant membre du top 10 face à Safin.

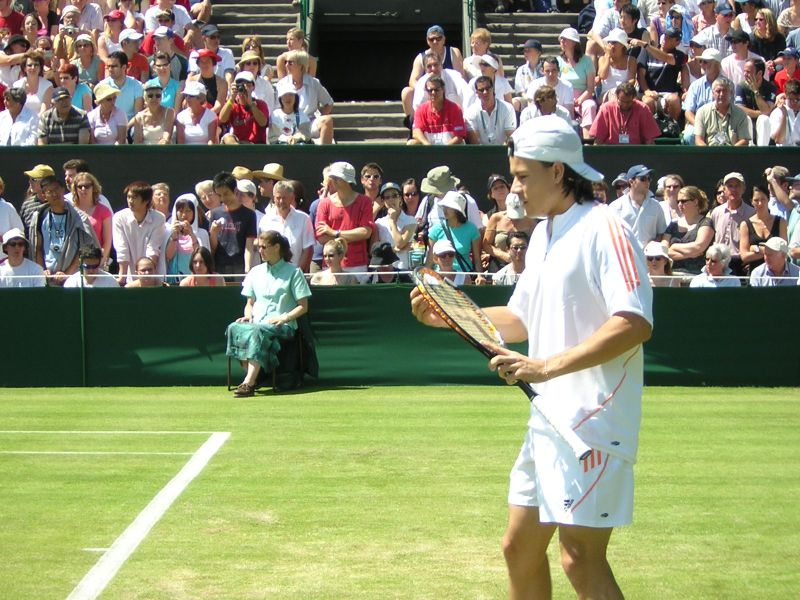
Guillermo Coria.

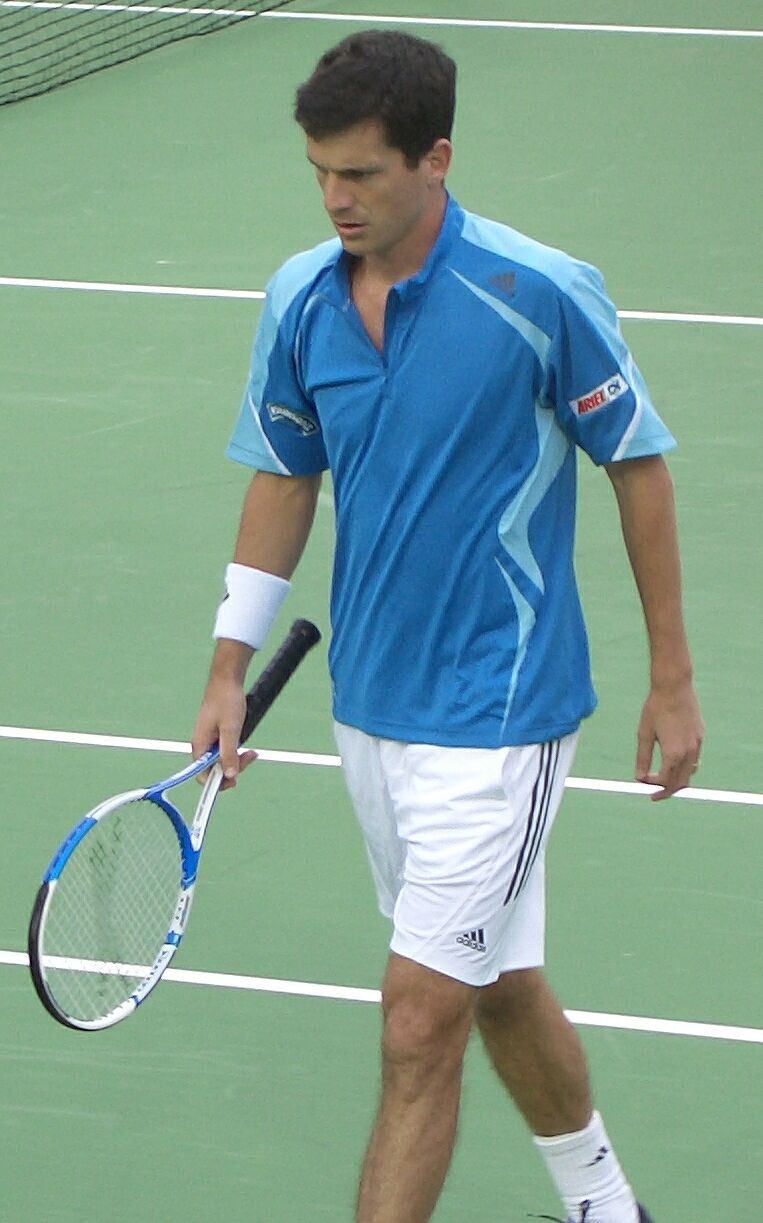
Tim Henman a perdu face au Russe lors du Masters 2004 de Houston.

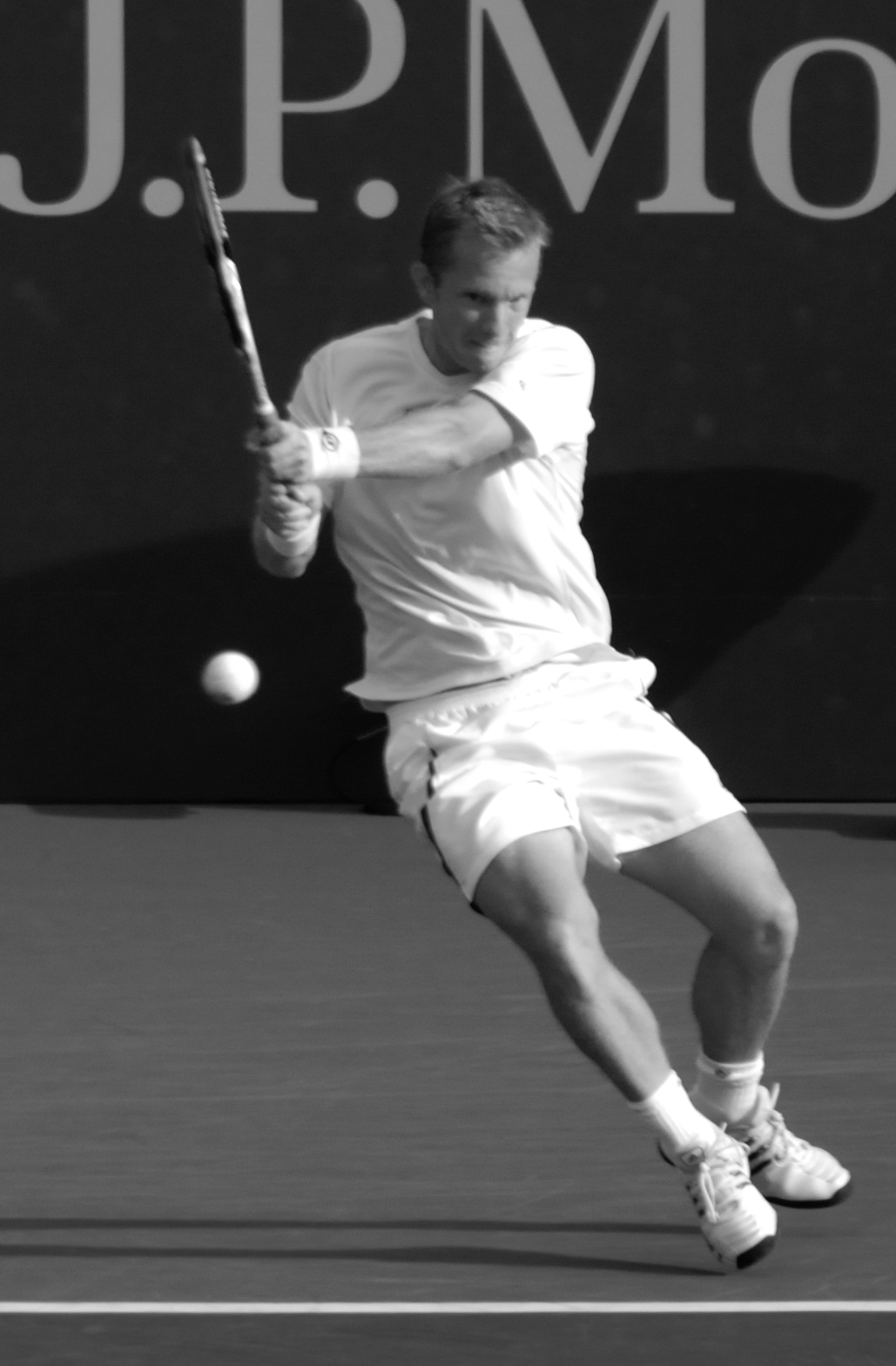
Thomas Johansson.

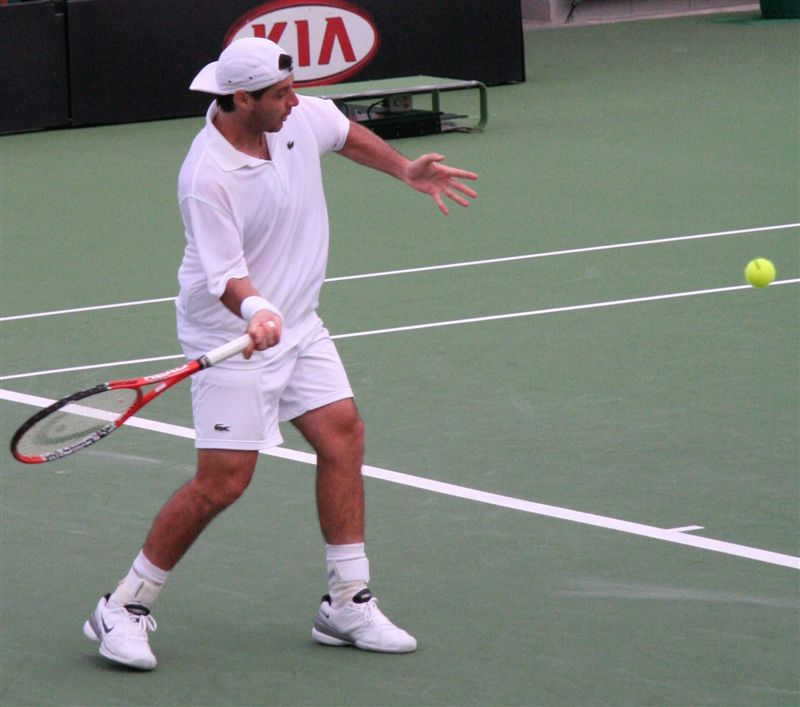
Sébastien Grosjean fut battu à l'US Open 2000 par Safin au cours d'un match épique.

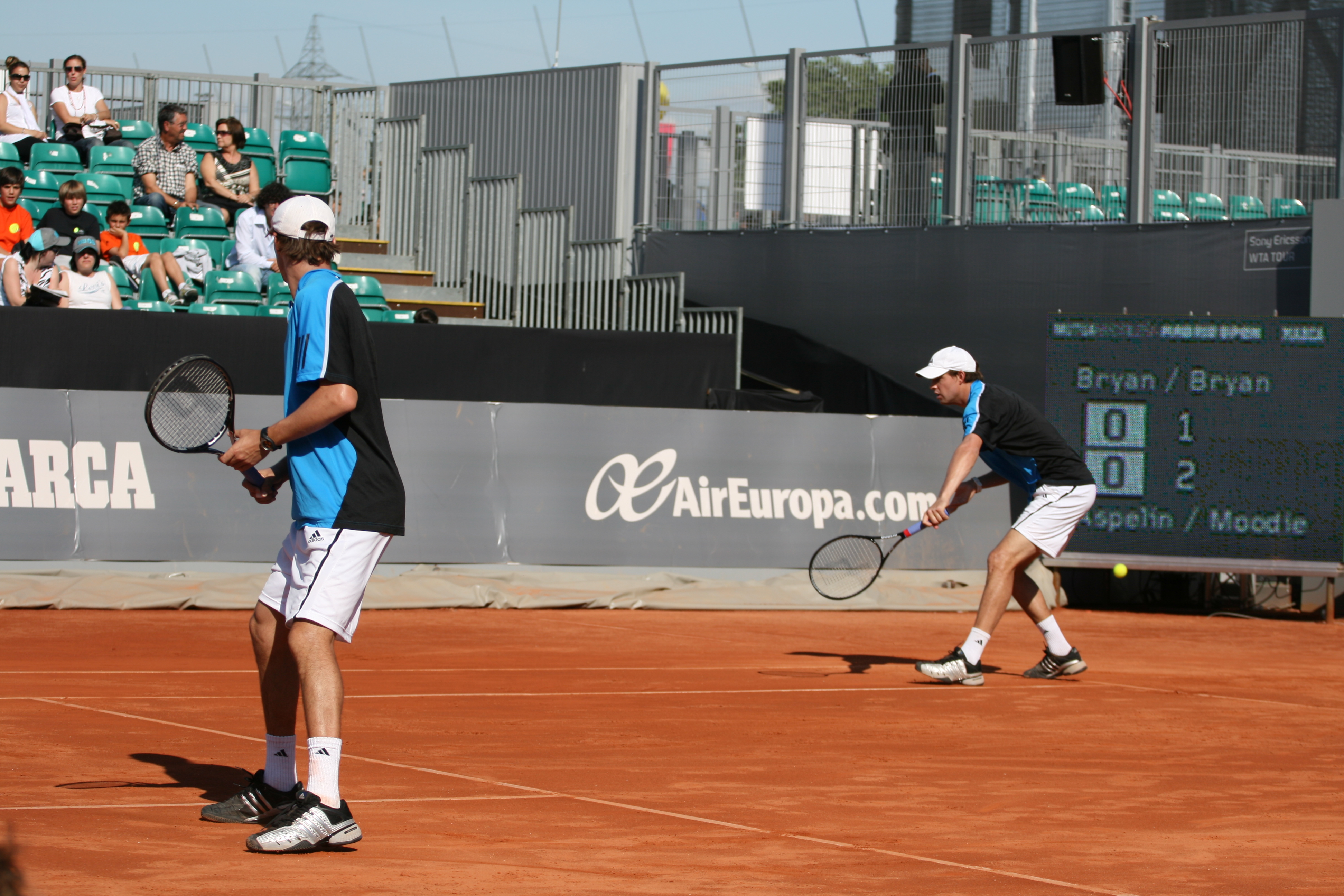
Les frères Bryan.

    - 5-7, 6-4, 5-7, 7-66, 9-7 (Dernière victoire de Safin sur un numéro 1, Open d'Australie 2005)
- Numéro 2 mondial :
  - Pete Sampras (USA)
    - 6-4, 3-6, 7-610
- Numéros 3 mondiaux :
  - Juan Carlos Ferrero (ESP)
    - 6-4, 6-3

  - Lleyton Hewitt (AUS)
    - 6-4, 7-62

  - Lleyton Hewitt (AUS)
    - 1-6, 6-3, 6-4, 6-4

  - Novak Djokovic (SRB)
    - 6-4, 7-63, 6-2 (Dernière victoire de Safin sur un top 3, Tournoi de Wimbledon 2008)
- Numéros 4 mondiaux :
  - Alex Corretja (ESP)
    - 7-5, 3-6, 6-3

  - Magnus Norman (SWE)
    - 2-6, 7-64, 6-3

  - Pete Sampras (USA)
    - 6-4, 6-3, 6-3

  - Andre Agassi (USA)
    - 7-66, 7-66, 5-7, 1-6, 6-3

  - David Nalbandian (ARG)
    - 6-3, 7-5, 2-6, 3-6, 7-66
- Numéros 5 mondiaux :
  - Petr Korda (CZE)
    - 6-4, 6-2

  - Gustavo Kuerten (BRA)
    - 7-64, 3-6, 7-64

  - Cedric Pioline (FRA)
    - 7-64, 4-6, 6-3

  - Pete Sampras (USA)
    - 7-6, 7-5

  - Nikolay Davydenko (RUS)
    - 4-6, 6-2, 6-2

  - Nikolay Davydenko (RUS)
    - 7-65, 3-6, 6-4

  - James Blake (USA)
    - 7-66, 7-65

  - Nikolay Davydenko (RUS)
    - 7-65, 4-6, 6-4
- Numéros 6 mondiaux :
  - Cedric Pioline (FRA)
    - 6-4, 1-6, 6-3, 7-5

  - Yevgeny Kafelnikov (RUS)
    - 6-2, 6-2

  - Lleyton Hewitt (AUS)
    - 6-4, 6-4

  - Yevgeny Kafelnikov (RUS)
    - 64-7, 6-2, 6-4

  - Guillermo Coria (ARG)
    - 6-1, 6-4

  - Andy Roddick (USA)
    - 6-4, 6-3, 7-65

  - Nikolay Davydenko (RUS)
    - 4-6, 6-4, 6-2 (Dernière victoire de Safin sur un top 10, Coupe du Kremlin 2009)
- Numéros 7 mondiaux :
  - Alex Corretja (ESP)
    - 66-7, 7-5, 6-3

  - Andre Agassi (USA)
    - 6-3, 7-64

  - Tim Henman (GBR)
    - 6-2, 7-62
- Numéros 8 mondiaux :
  - Gustavo Kuerten (BRA)
    - 3-6, 7-65, 3-6, 6-1, 6-4

  - Nicolas Lapentti (ECU)
    - 7-63, 7-5

  - Alex Corretja (ESP)
    - 7-65, 6-3

  - Guillermo Canas (ARG)
    - 6-3, 4-6, 6-2
- Numéros 9 mondiaux :
  - Greg Rusedski (GBR)
    - 6-4, 7-611

  - Tim Henman (GBR)
    - 6-4, 2-6, 6-3

  - Tommy Haas (GER)
    - 65-7, 7-64, 3-6, 6-0, 6-2

  - Thomas Johansson (SWE)
    - 6-4, 6-4, 6-4

  - Gaston Gaudio (ARG)
    - 6-4, 6-4

  - Marcos Baghdatis (CYP)
    - 6-4, 6-3

  - Tomas Berdych (CZE)
    - 65-7, 4-6, 6-3, 6-2, 6-4

  - Stanislas Wawrinka (SUI)
    - 6-4, 6-3, 5-7, 6-1
- Numéros 10 mondiaux :
  - Pete Sampras (USA)
    - 6-2, 6-4, 65-7, 7-68

  - Sebastien Grosjean (FRA)
    - 6-3, 6-2, 6-2

  - Carlos Moya (ESP)
    - 7-5, 7-64

  - Sebastien Grosjean (FRA)
    - 7-66, 7-5

  - David Nalbandian (ARG)
    - 6-2, 6-4, 6-3

-En double (11 victoires) :
- top 3 :
  - Sandon Stolle (AUS) 3e mondial
  - Max Mirnyi (BLR) 3e mondial
- top 7 :
  - Bob Bryan (USA) 6e mondial
  - Mike Bryan (USA) 6e mondial
  - Kevin Ullyett (ZIM) 7e mondial
- top 10 :
  - Paul Hanley (AUS) 8e mondial
  - Kevin Ullyett (ZIM) 8e mondial
  - Ievgueni Kafelnikov (RUS) 9e mondial
  - Jonathan Erlich (ISR) 9e mondial
  - Andy Ram (ISR) 9e mondial
  - Sébastien Lareau (CAN) 10e mondial

Note : Classement du joueur au moment de la rencontre.

## Confrontations face aux numéros un mondiaux
Marat Safin a débuté en 1997 et a terminé en 2009 sa carrière professionnelle, entre ces 13 années le tennis a connu 14 numéros 1 mondiaux, donc 13 en excluant lui-même, voici ses résultats (il est à noter que Safin a battu 11 des 13 numéros 1 mondiaux) :
- Contre Pete Sampras :

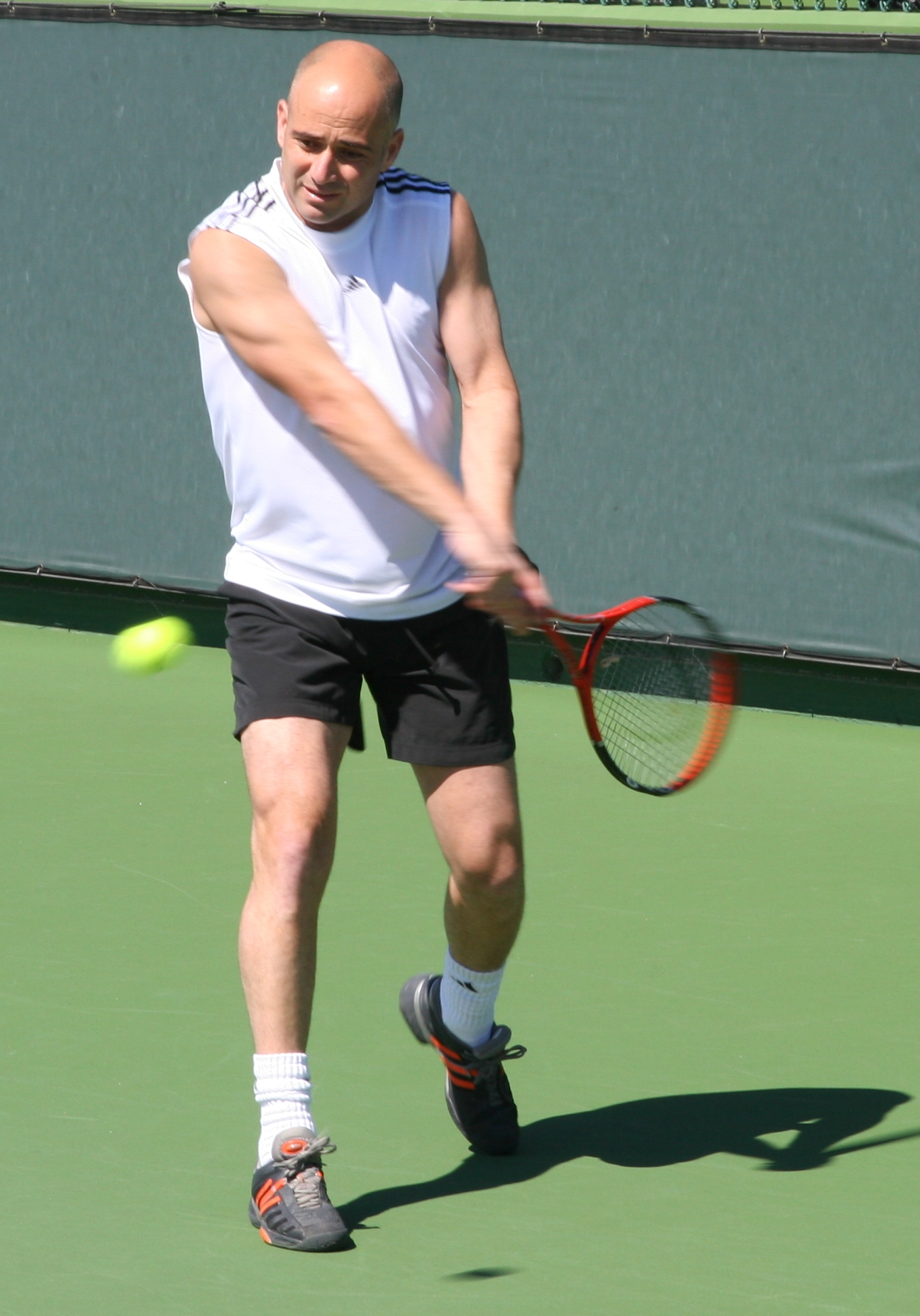
Andre Agassi, numéro un mondial durant 101 semaines.

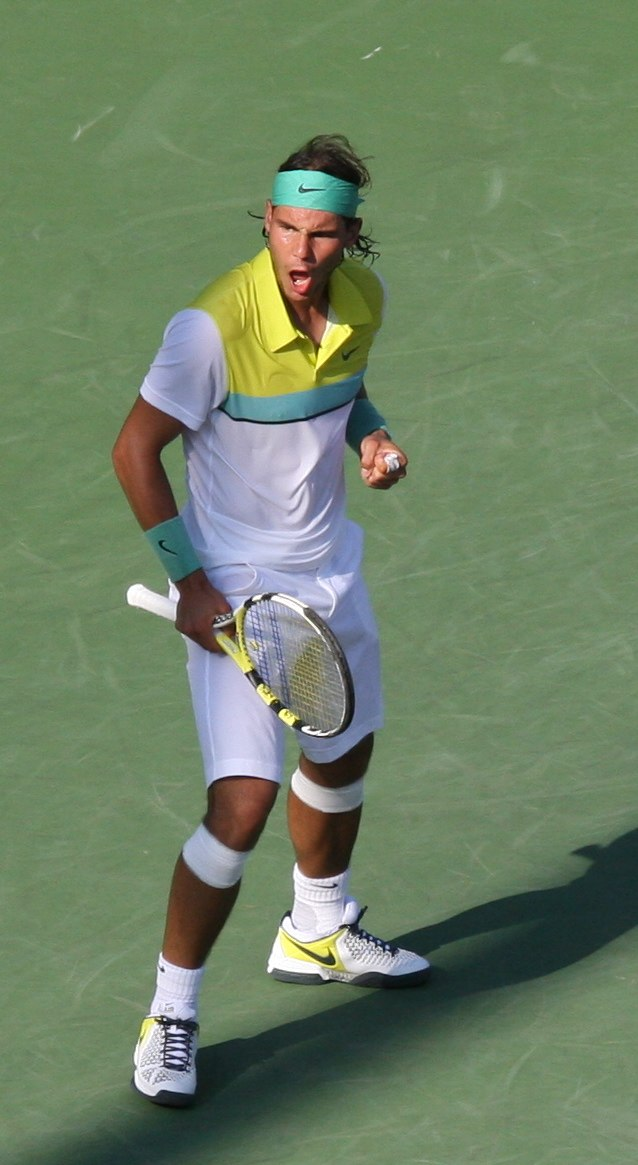
Safin n'a jamais battu Rafael Nadal.

  - 4 victoires et 3 défaites (57 % de victoires).
- Contre Andre Agassi :
  - 3 victoires et 3 défaites (50 % de victoires).
  - Première confrontation : victoire de Andre Agassi 6-3, 6-3, 6-3 à la Coupe Davis en 1998.
  - Dernière confrontation : victoire de Marat Safin 6-3, 7-64 au Masters de Madrid en 2004.
- Contre Thomas Muster :
  - 1 victoire pour 0 défaite (100 % de victoires).
  - Seule confrontation : victoire de Marat Safin 6-4, 6-4, 1-6, 6-3 à l'US Open en 1998.
- Contre Marcelo Ríos :
  - 3 victoires et 1 défaite (75 % de victoires).
  - Première confrontation : victoire de Marat Safin 6-1, 6-4 au Masters de Rome en 2000.
  - Dernière confrontation : victoire de Marat Safin 3-6, 6-3, 7-63 au Masters du Canada en 2002.
- Contre Carlos Moyà :
  - 3 victoires pour 4 défaites (43 % de victoires).
- Contre Ievgueni Kafelnikov :
  - 2 victoires pour 2 défaites (50 % de victoires).
  - Première confrontation : victoire de Yevgeny Kafelnikov 6-1, 6-2 au Masters de Rome en 1999.
  - Dernière confrontation : victoire de Yevgeny Kafelnikov 4-6, 7-65, 6-4 à Rotterdam en 2003.
- Contre Patrick Rafter :
  - 0 victoire et 1 défaite (0 % de victoire).
  - Seule confrontation : victoire de Patrick Rafter 6-3, 5-7, 7-67 à Indianapolis en 2001.
- Contre Gustavo Kuerten :
  - 3 victoires et 4 défaites (43 % de victoires).
- Contre Lleyton Hewitt :
  - 7 victoires et 7 défaites (50 % de victoires).
- Contre Juan Carlos Ferrero :
  - 6 victoires et 6 défaites (50 % de victoires).
- Contre Andy Roddick :
  - 3 victoires et 4 défaites (43 % de victoires).
- Contre Roger Federer :
  - 2 victoires et 10 défaites (17 % de victoires).
- Contre Rafael Nadal :
  - 0 victoire et 2 défaites (0 % de victoire).
  - Première confrontation : victoire de Rafael Nadal 7-64, 6-0 au Masters du Canada en 2007.
  - Dernière confrontation : victoire de Rafael Nadal 6-3, 6-1 à Pékin en 2009.

## Meilleur classement par année
- Simple :
  - 1996 : 434e mondial le 18/11/1996.
  - 1997 : 194e mondial le 10/11/1997.
  - 1998 : 48e mondial le 02/11/1998.
  - 1999 : 23e mondial le 05/04/1999.
  - 2000 : 1er mondial le 20/11/2000.
  - 2001 : 1er mondial le 29/01/2001.
  - 2002 : 2e mondial le 20/05/2002.
  - 2003 : 3e mondial le 06/01/2003.
  - 2004 : 4e mondial le 08/11/2004.
  - 2005 : 3e mondial le 18/04/2005.
  - 2006 : 11e mondial le 16/01/2006.
  - 2007 : 22e mondial le 09/07/2007.
  - 2008 : 29e mondial le 03/11/2008.
  - 2009 : 20e mondial le 20/04/2009.
    - Premier classement : 585e mondial le 09.09.1996.
    - Dernier classement : 61e mondial le 30.11.2009.

- Double :
  - 1996 : 1077e mondial le 02/12/1996.
  - 1997 : 404e mondial le 03/11/1997.
  - 1998 : 337e mondial le 16/02/1998.
  - 1999 : 106e mondial le 15/11/1999.
  - 2000 : 91e mondial le 06/11/2000.
  - 2001 : 73e mondial le 16/07/2001.
  - 2002 : 71e mondial le 22/04/2002.
  - 2003 : 107e mondial le 06/01/2003.
  - 2004 : 164e mondial le 15/11/2004.
  - 2005 : 157e mondial le 11/07/2005.
  - 2006 : 121e mondial le 06/11/2006.
  - 2007 : 110e mondial le 30/04/2007.
  - 2008 : 162e mondial le 06/10/2008.
  - 2009 : 141e mondial le 03/08/2009.

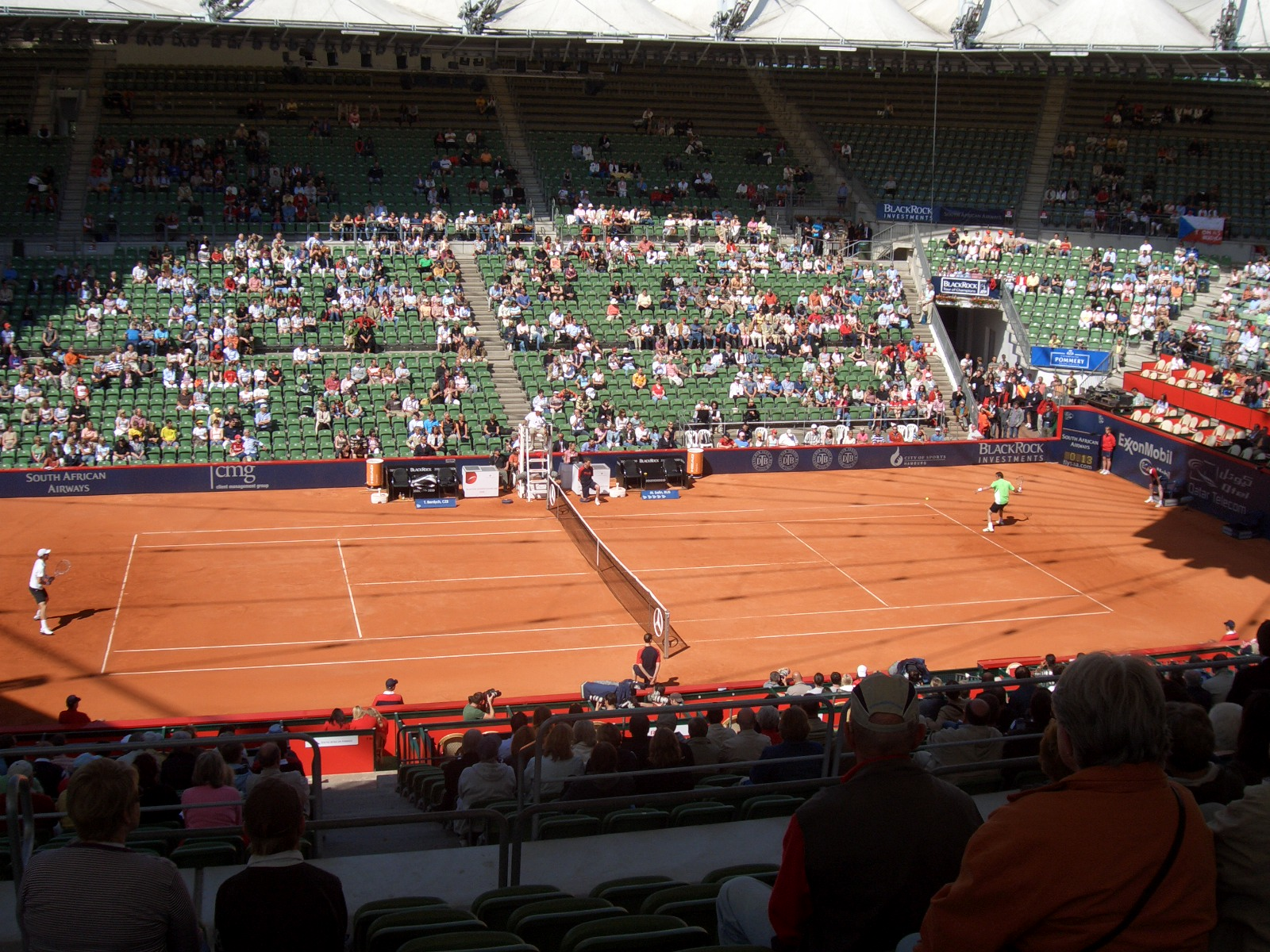
Safin face à Tomáš Berdych à Hambourg.

    - Premier classement : 1077e mondial le 02.12.1996.
    - Dernier classement : 234e mondial le 30.11.2009.

## Matchs en Cinq Manches

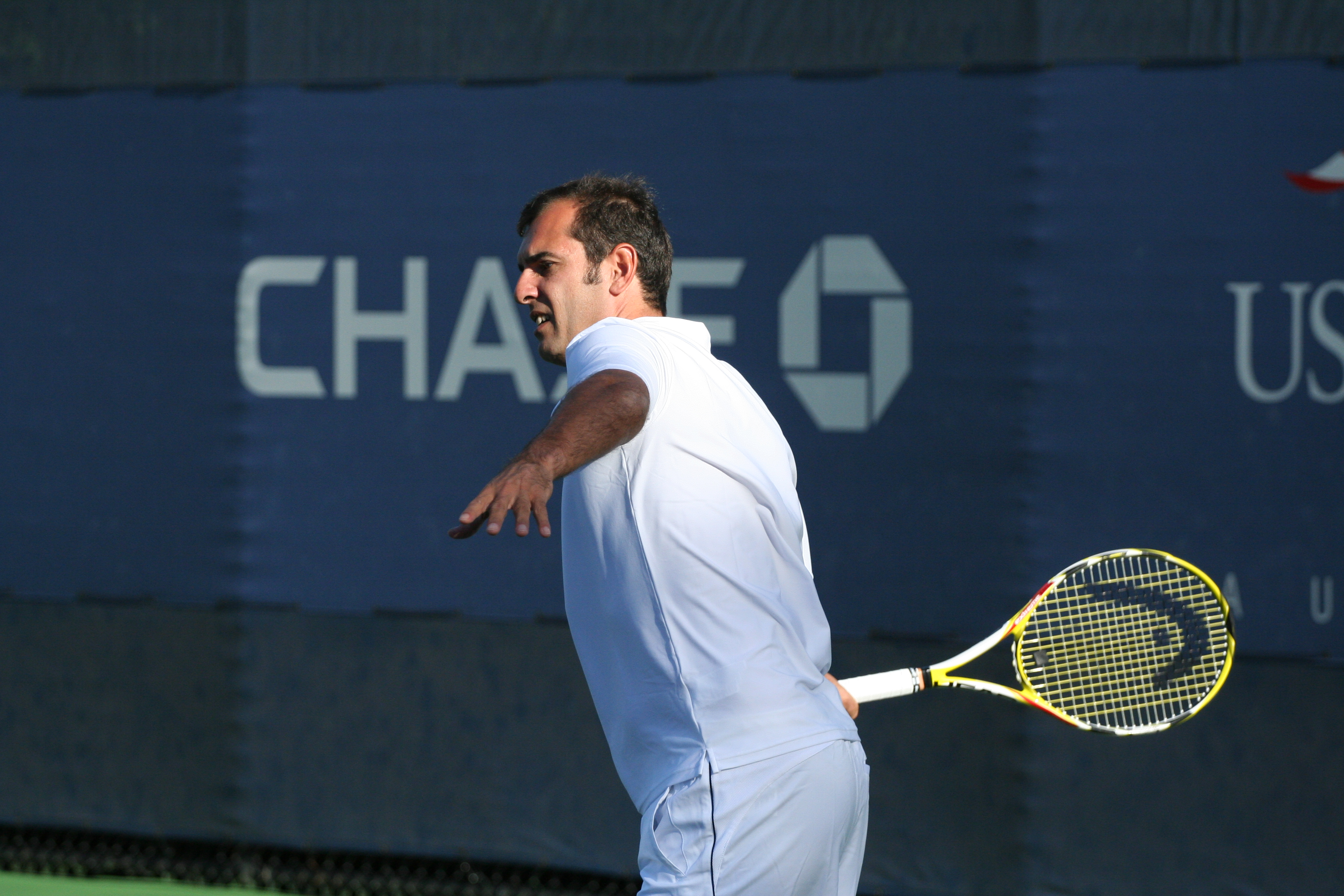
Cédric Pioline a mis fin au parcours surprise de Safin à Roland-Garros 1998.

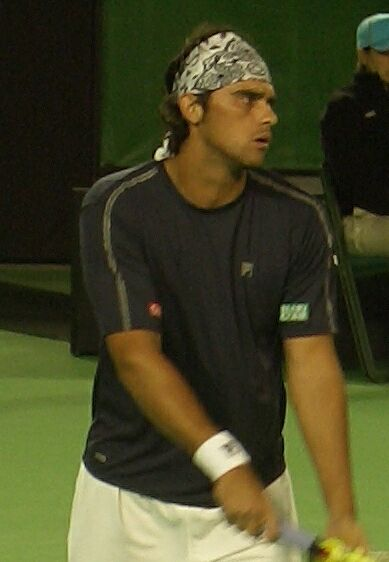
Safin a battu en finale du Masters de Paris-Bercy 2000 Mark Philippoussis au terme de cinq manches et d'un tie-break final où il a sauvé des balles de tournois, match durant lequel il s'est ouvert l'arcade sourcilière.

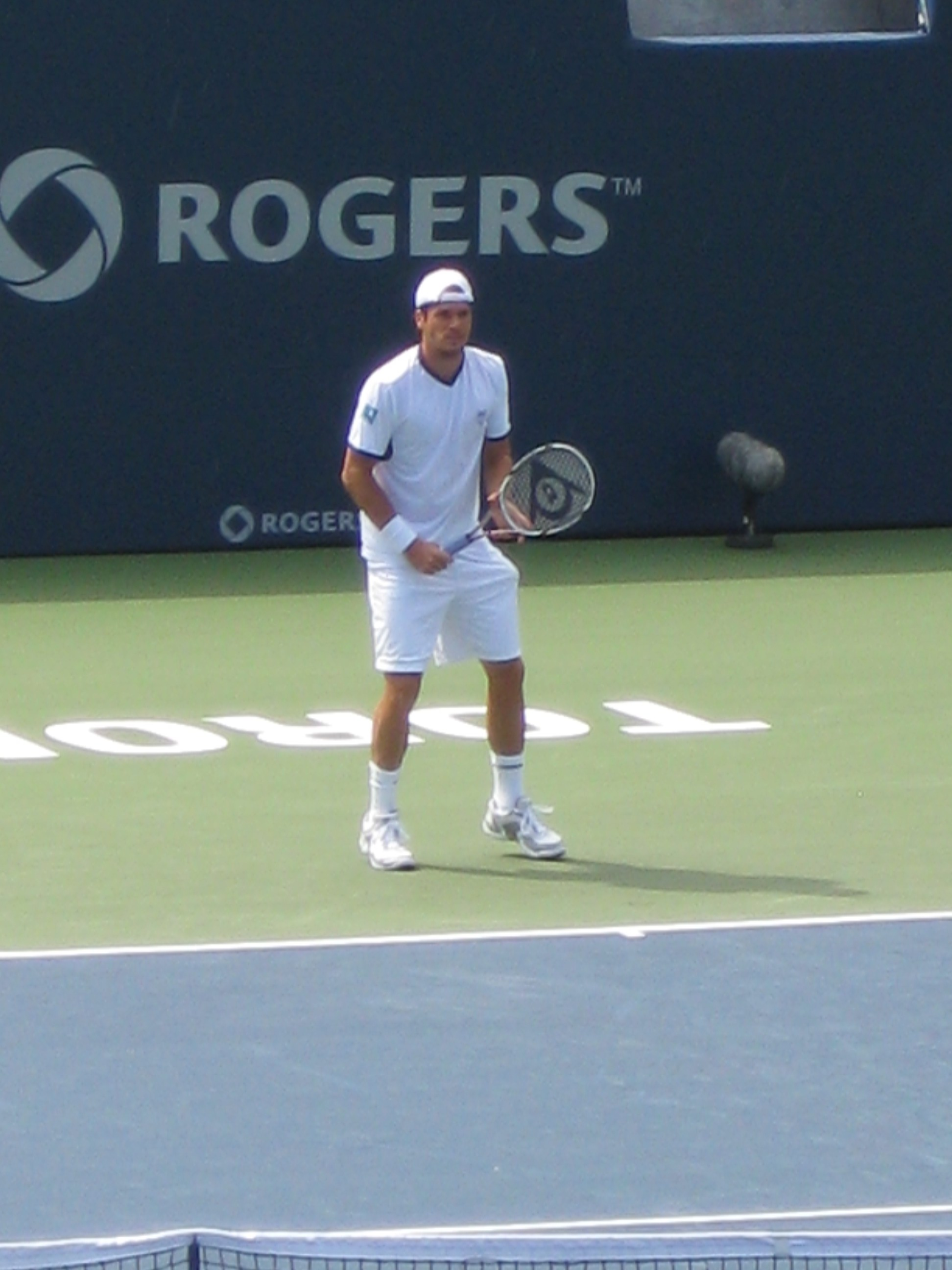
Tommy Haas, vaincu par un 9-7 au dernier set par Marat Safin.

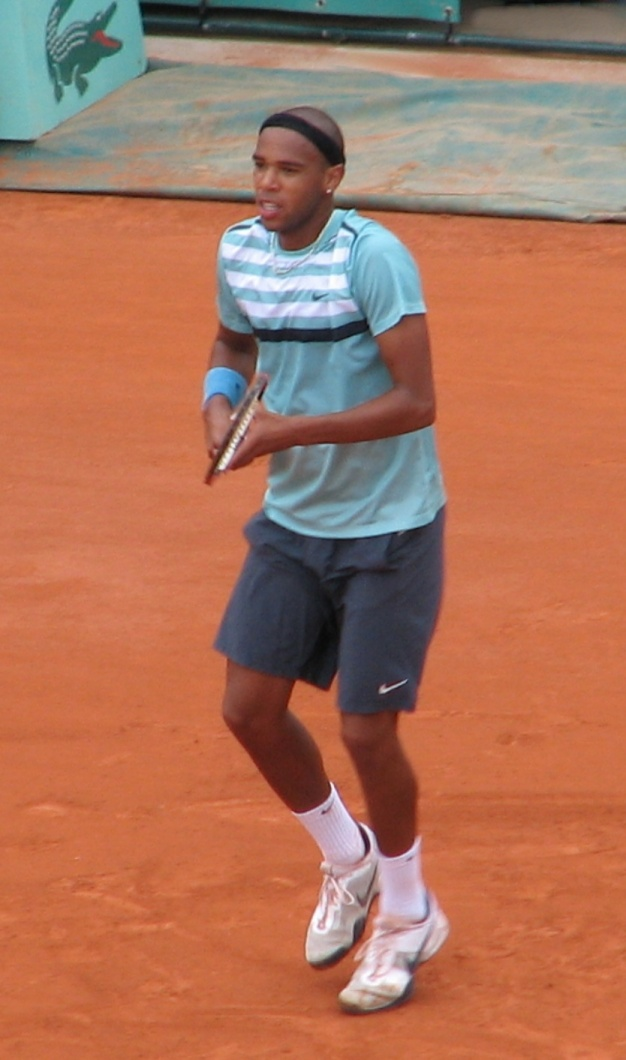
Josselin Ouanna a mis fin à la carrière sur la terre-battue parisienne de Safin.

- En simple (41 matchs : 28 victoires/13 défaites) :
  - 1998
    - Jim Courier (USA) : 6-0, 4-6, 6-4, 1-6, 4-6.
    - Andre Agassi (USA) : 5-7, 7-5, 6-2, 3-6, 6-2.
    - Gustavo Kuerten (BRA) : 3-6, 7-65, 3-6, 6-1, 6-4.
    - Cedric Pioline (FRA) : 5-7, 6-4, 7-65, 4-6, 4-6.

  - 1999
    - Gustavo Kuerten (BRA) : 6-3, 5-7, 4-6, 6-3, 6-4.
    - Tommy Haas (GER) : 7-64, 4-6, 3-6, 6-2, 7-9.
    - Dominik Hrbaty (SVK) : 6-3, 4-6, 7-5, 63-7, 6-4.
    - Jan Kroslak (SVK) : 6-2, 4-6, 6-3, 3-6, 6-2.
    - Mikael Tillstrom (SWE) : 6-2, 5-7, 6-4, 2-6, 6-4.
    - Jiri Novak (CZE) : 2-6, 7-5, 4-6, 6-3, 2-6.

  - 2000
    - Gustavo Kuerten (BRA) : 4-6, 7-5, 4-6, 7-5, 63-7.
    - Andrew Ilie (AUS) : 7-5, 4-6, 5-7, 6-3, 5-0 Retrait.
    - Gianluca Pozzi (ITA) : 6-3, 3-6, 6-3, 3-6, 6-4.
    - Sebastien Grosjean (FRA) : 6-4, 7-63, 1-6, 3-6, 7-65.
    - Mark Philippoussis (AUS) : 3-6, 7-67, 6-4, 3-6, 7-68.

  - 2001
    - Karol Kucera (SVK) : 6-3, 6-4, 3-6, 5-7, 2-6.
    - Alex Calatrava (ESP) : 6-3, 3-6, 6-3, 64-7, 6-3.
    - Fabrice Santoro (FRA) : 4-6, 4-6, 6-4, 6-0, 1-6.
    - David Prinosil (GER) : 7-61, 6-3, 5-7, 1-6, 6-3.

  - 2002
    - Tommy Haas (GER) : 65-7, 7-64, 3-6, 6-0, 6-2.
    - Olivier Rochus (BEL) : 4-6, 6-2, 3-6, 6-3, 6-3.
    - Nicolas Kiefer (GER) : 6-3, 4-6, 4-6, 6-4, 7-64.

  - 2004
    - Todd Martin (USA) : 7-5, 1-6, 4-6, 6-0, 7-5.
    - Andy Roddick (USA) : 2-6, 6-3, 7-5, 6-7, 6-4.
    - Andre Agassi (USA) : 7-66, 7-66, 5-7, 1-6, 6-3.
    - Max Mirnyi (BLR) : 63-7, 65-7, 6-1, 6-4, 9-11.
    - Felix Mantilla (ESP) : 6-4, 2-6, 6-2, 64-7, 11-9.
    - Potito Starace (ITA) : 64-7, 6-4, 3-6, 7-5, 7-5.

  - 2005
    - Roger Federer (SUI) : 5-7, 6-4, 5-7, 7-66, 9-7.
    - Fernando Gonzalez (CHI) : 7-64, 7-65, 1-6, 63-7, 6-4.
    - Tommy Robredo (ESP) : 5-7, 6-1, 1-6, 6-4, 6-8.

  - 2006
    - Richard Gasquet (FRA) : 7-64, 4-6, 6-3, 61-7, 6-1.
    - Fernando Gonzalez (CHI) : 6-4, 7-64, 4-6, 4-6, 4-6.
    - David Nalbandian (ARG) : 6-3, 7-5, 2-6, 3-6, 7-66.
    - Tommy Haas (GER) : 6-4, 3-6, 6-2, 2-6, 65-7.

  - 2007
    - Benjamin Becker (GER) : 5-7, 7-62, 3-6, 6-3, 6-4.
    - Dudi Sela (ISR) : 6-3, 5-7, 4-6, 7-64, 6-0.

  - 2008
    - Marcos Baghdatis (CYP) : 4-6, 4-6, 6-2, 6-3, 2-6.
    - Tomas Berdych (CZE) : 65-7, 4-6, 6-3, 6-2, 6-4.
    - Vincent Spadea (USA) : 3-6, 6-2, 6-3, 4-6, 6-4.

  - 2009
    - Josselin Ouanna (FRA) : 62-7, 64-7, 6-4, 6-3, 8-10.
- Safin n'a disputé que sept matchs en 5 manches où il a gagné les deux premières manches, pour 5 victoires et 2 défaites.
- Safin n'a disputé que cinq matchs en 5 manches où il a perdu les deux premières manches, pour 1 victoire et 4 défaites.
- En double (8 matchs : 4 victoires/4 défaites) :
  - 2000
    - Avec Andrei Cherkasov
      - Contre Christophe Rochus (BEL) et Olivier Rochus (BEL) : 4-6, 7-62, 1-6, 6-1, 6-3.

  - 2001
    - Avec Marc Rosset
      - Contre Brandon Hawk (USA) et Grant Silcock (AUS) : 7-64, 63-7, 3-6, 6-3, 10-8.
      - Contre Wayne Arthurs (AUS) et Ben Ellwood (AUS) : 3-6, 6-3, 3-6, 6-3, 6-4.

  - 2002
    - Avec Yevgeny Kafelnikov
      - Contre Jonas Bjorkman (SWE) et Thomas Johansson (SWE) : 3-6, 7-66, 62-7, 7-5, 6-3.
      - Contre Lucas Arnold Ker (ARG) et David Nalbandian (ARG) : 4-6, 4-6, 7-5, 6-3, 17-19.
      - Contre Nicolas Escude (FRA) et Fabrice Santoro (FRA) : 3-6, 6-3, 7-5, 3-6, 4-6.

  - 2009
    - Avec Dmitri Toursounov
      - Contre Adrian Cruciat (ROU) et Horia Tecau (ROU) : 6-4, 7-62, 64-7, 65-7, 4-6.

    - Avec Igor Kunitsyn
      - Contre Jonathan Erlich (ISR) et Andy Ram (ISR) : 3-6, 4-6, 7-63, 6-4, 4-6.
- Safin n'a disputé qu'un match en 5 manches où il a gagné les deux premières manches, pour 1 défaite.
- Safin n'a disputé que deux matchs en 5 manches où il a perdu les deux premières manches, pour 2 défaites.

## Palmarès

### En simple messieurs
| 15 titres en simple | 2 G. Chelem | 2 G. Chelem | 2 G. Chelem | 2 G. Chelem | 0 Masters  | 0 Masters  | 0 Masters   | 0 Masters   | 5 Masters 1000 | 5 Masters 1000 | 5 Masters 1000 | 5 Masters 1000 | 1 ATP 500          | 1 ATP 500          | 1 ATP 500          | 1 ATP 500          | 7 ATP 250          | 7 ATP 250          | 7 ATP 250      | 7 ATP 250      | 0 JO           | 0 JO           | 0 JO           | 0 JO           |
| 15 titres en simple | 10 sur dur  | 10 sur dur  | 10 sur dur  | 10 sur dur  | 10 sur dur | 10 sur dur | 0 sur gazon | 0 sur gazon | 0 sur gazon    | 0 sur gazon    | 0 sur gazon    | 0 sur gazon    | 2 sur terre battue | 2 sur terre battue | 2 sur terre battue | 2 sur terre battue | 2 sur terre battue | 2 sur terre battue | 3 sur moquette | 3 sur moquette | 3 sur moquette | 3 sur moquette | 3 sur moquette | 3 sur moquette |

## Parcours dans les tournois duGrand Chelem

### En simple
| Année | Open d'Australie | Open d'Australie | Internationaux de France | Internationaux de France | Wimbledon       | Wimbledon     | US Open         | US Open     |
| ----- | ---------------- | ---------------- | ------------------------ | ------------------------ | --------------- | ------------- | --------------- | ----------- |
| 1998  | —                | —                | 1/8 de finale            | C. Pioline               | 1er tour (1/64) | A. Medvedev   | 1/8 de finale   | P. Sampras  |
| 1999  | 3e tour (1/16)   | K. Kučera        | 1/8 de finale            | D. Hrbatý                | —               | —             | 2e tour (1/32)  | J. Novák    |
| 2000  | 1er tour (1/64)  | G. Stafford      | 1/4 de finale            | M. Norman                | 2e tour (1/32)  | M. Damm       | Victoire        | P. Sampras  |
| 2001  | 1/8 de finale    | D. Hrbatý        | 3e tour (1/16)           | F. Santoro               | 1/4 de finale   | G. Ivanišević | 1/2 finale      | P. Sampras  |
| 2002  | Finale           | T. Johansson     | 1/2 finale               | J. C. Ferrero            | 2e tour (1/32)  | O. Rochus     | 2e tour (1/32)  | G. Kuerten  |
| 2003  | 3e tour (1/16)   | Forfait          | —                        | —                        | —               | —             | —               | —           |
| 2004  | Finale           | R. Federer       | 1/8 de finale            | D. Nalbandian            | 1er tour (1/64) | D. Toursounov | 1er tour (1/64) | T. Enqvist  |
| 2005  | Victoire         | L. Hewitt        | 1/8 de finale            | T. Robredo               | 3e tour (1/16)  | F. López      | —               | —           |
| 2006  | —                | —                | 1er tour (1/64)          | F. González              | 2e tour (1/32)  | F. González   | 1/8 de finale   | T. Haas     |
| 2007  | 3e tour (1/16)   | A. Roddick       | 2e tour (1/32)           | J. Tipsarević            | 3e tour (1/16)  | R. Federer    | 2e tour (1/32)  | S. Wawrinka |
| 2008  | 2e tour (1/32)   | M. Baghdatís     | 2e tour (1/32)           | N. Davydenko             | 1/2 finale      | R. Federer    | 2e tour (1/32)  | T. Robredo  |
| 2009  | 3e tour (1/16)   | R. Federer       | 2e tour (1/32)           | J. Ouanna                | 1er tour (1/64) | J. Levine     | 1er tour (1/64) | J. Melzer   |

N.B. : à droite du résultat se trouve le nom de l'ultime adversaire.

### En double
| Année | Open d'Australie                                                               | Open d'Australie | Internationaux de France                                                             | Internationaux de France                                                        | Wimbledon | Wimbledon | US Open | US Open |
| ----- | ------------------------------------------------------------------------------ | ---------------- | ------------------------------------------------------------------------------------ | ------------------------------------------------------------------------------- | --------- | --------- | ------- | ------- |
| 2000  | 1er tour (1/32) N. Đorđević \|\| style="text-align:left;" \| B. Coupe D. Vemić | —                | —                                                                                    | —                                                                               | —         | —         | —       |         |
| 2001  | —                                                                              | —                | 1er tour (1/32) N. Kiefer \|\| style="text-align:left;" \| K. Braasch J. Knippschild | 1/8 de finale M. Rosset \|\| style="text-align:left;" \| M. Mirnyi V. Voltchkov | —         | —         |         |         |
| 2002  | —                                                                              | —                | —                                                                                    | —                                                                               | —         | —         | —       | —       |
| 2003  | —                                                                              | —                | —                                                                                    | —                                                                               | —         | —         | —       | —       |
| 2004  | —                                                                              | —                | —                                                                                    | —                                                                               | —         | —         | —       | —       |
| 2005  | —                                                                              | —                | —                                                                                    | —                                                                               | —         | —         | —       | —       |
| 2006  | —                                                                              | —                | —                                                                                    | —                                                                               | —         | —         | —       | —       |
| 2007  | —                                                                              | —                | —                                                                                    | —                                                                               | —         | —         | —       | —       |
| 2008  | —                                                                              | —                | —                                                                                    | —                                                                               | —         | —         | —       | —       |
| 2009  | 1er tour (1/32) G. Cañas \|\| style="text-align:left;" \| A. Feeney R. Smeets  | —                | —                                                                                    | —                                                                               | —         | —         | —       |         |

N.B. : le nom du ou de la partenaire se trouve sous le résultat ; le nom des ultimes adversaires se trouve à droite.

### Vainqueur (2)
| Année | Tournoi          | Adversaire en finale | Score              |
| 2000  | US Open          | Pete Sampras         | 6-4, 6-3, 6-3      |
| 2005  | Open d'Australie | Lleyton Hewitt       | 1-6, 6-3, 6-4, 6-4 |

### Finaliste (2)
| Année | Tournoi              | Adversaire en finale | Score               |
| 2002  | Open d'Australie     | Thomas Johansson     | 6-3, 4-6, 4-6, 64-7 |
| 2004  | Open d'Australie (2) | Roger Federer        | 63-7, 4-6, 2-6      |

## Résultats au Masters et enMasters 1000
| Tournoi     | 1999 | 2000                    | 2001 | 2002                       | 2003 | 2004                     | 2005 | 2006 | 2007 | 2008 | 2009 |
| ----------- | ---- | ----------------------- | ---- | -------------------------- | ---- | ------------------------ | ---- | ---- | ---- | ---- | ---- |
| Masters Cup | -    | 1/2 finale Andre Agassi | A    | Round Robin Lleyton Hewitt | -    | 1/2 finale Roger Federer | -    | -    | -    | -    | -    |

- Légende :
  - - : Pas de participation au tournoi cette année.
  - A : Safin, pourtant huitième mondial, doit laisser sa place cette année-là à Goran Ivanišević, treizième mondial mais vainqueur d'un Grand Chelem, à savoir Wimbledon selon les règles du tournoi, puisque Safin n'a lui pas gagné de Grand Chelem cette année-là.

| Année | Indian Wells                   | Miami                     | Monte-Carlo                 | Rome                   | Hambourg puis Madrid    | Canada                 | Cincinnati               | Stuttgart puis Madrid puis Shanghai | Paris                        |
| ----- | ------------------------------ | ------------------------- | --------------------------- | ---------------------- | ----------------------- | ---------------------- | ------------------------ | ----------------------------------- | ---------------------------- |
| 1999  | 1/8 de finale M. Philippoussis | 1/8 de finale R. Krajicek | 1er tour T. Haas            | 2e tour I. Kafelnikov  | 2e tour A. Voinea       | —                      | 1er tour M. Chang        | 2e tour M. Norman                   | Finale A. Agassi             |
| 2000  | 2e tour N. Escudé              | 2e tour A. Vinciguerra    | 1er tour G. Gaudio          | 2e tour F. Mantilla    | Finale G. Kuerten       | Victoire H. Levy       | 1/8 de finale F. Santoro | 1/8 de finale G. Rusedski           | Victoire M. Philippoussis    |
| 2001  | 1er tour T. Johansson          | 2e tour J. Balcells       | 1er tour A. Di Pasquale     | 2e tour R. Federer     | 2e tour G. Gaudio       | 1er tour N. Escudé     | 1er tour G. Cañas        | 2e tour M. Ríos                     | 1/8 de finale A. Vinciguerra |
| 2002  | 1/8 de finale T. Henman        | 1/4 de finale L. Hewitt   | 1/4 de finale C. Moyà       | 2e tour X. Malisse     | Finale R. Federer       | 1/4 de finale G. Cañas | 1er tour G. Rusedski     | 2e tour A. Calleri                  | Victoire L. Hewitt           |
| 2003  | 1/8 de finale R. Ginepri       | 2e tour D. Sanguinetti    | —                           | —                      | —                       | —                      | —                        | 1er tour J. Björkman                | —                            |
| 2004  | 3e tour A. Roddick             | 2e tour V. Spadea         | 1/2 finale G. Coria         | 1/8 de finale N. Massú | 1/8 de finale J. Melzer | 1er tour N. Kiefer     | 1/4 de finale L. Hewitt  | Victoire D. Nalbandian              | Victoire R. Štěpánek         |
| 2005  | 3e tour T. Dent                | 3e tour D. Hrbatý         | 1/8 de finale J. C. Ferrero | 2e tour N. Almagro     | 2e tour J. C. Ferrero   | —                      | 1/4 de finale R. Ginepri | —                                   | —                            |
| 2006  | 1/8 de finale J. Nieminen      | 1er tour T. Henman        | 1er tour P.-H. Mathieu      | 2e tour R. Ramírez     | 1er tour F. Saretta     | 1er tour T. Robredo    | 1er tour G. Monfils      | 1/4 de finale D. Nalbandian         | 1/4 de finale T. Haas        |
| 2007  | 2e tour N. Mahut               | 2e tour F. López          | 2e tour K. Vliegen          | 2e tour N. Davydenko   | 2e tour J. C. Ferrero   | 2e tour R. Nadal       | 1er tour N. Kiefer       | 1er tour I. Karlović                | —                            |
| 2008  | 1er tour J. Melzer             | 1er tour B. Reynolds      | 2e tour D. Ferrer           | 1er tour S. Wawrinka   | 1/8 de finale C. Moyà   | 2e tour S. Wawrinka    | 1er tour D. Toursounov   | —                                   | 1er tour J. Mónaco           |
| 2009  | 3e tour J. Isner               | 3e tour G. Monfils        | 2e tour N. Lapentti         | 1er tour T. Robredo    | 1er tour J.-W. Tsonga   | 1er tour G. Monfils    | 2e tour R. Štěpánek      | 2e tour T. Berdych                  | 2e tour J. M. del Potro      |

N.B. : sous le résultat se trouve le nom de l’ultime adversaire.

## Autres
- 689 matchs professionnels en simple : 422 victoires/267 défaites.
- 216 matchs professionnels en double : 96 victoires/120 défaites.
- Réside à Moscou en Russie.
- Pratique également du football, du golf et du hockey sur glace.
- Supporter du Spartak Moscou.
- Il possède quatre tatouages, un soleil sur la nuque, un motif chinois représentant le signe du singe dans le zodiaque chinois, situé sur l'épaule gauche, un code barre avec sa date de naissance et au-dessus un œil sur l'épaule droite.

## Classement ATP en fin de saison

### En simple
| Année | 1996 | 1997 | 1998 | 1999 | 2000 | 2001 | 2002 | 2003 | 2004 | 2005 | 2006 | 2007 | 2008 | 2009 |
| Rang  | 445  | 194  | 48   | 25   | 2    | 11   | 3    | 77   | 4    | 13   | 26   | 56   | 29   | 61   |

Source : (en) Classements de Marat Safin sur le site officiel de la Fédération internationale de tennis

## Carrière politique
Candidat dans la région de Nijni Novgorod, il est élu député à la Douma, la chambre basse du Parlement russe en septembre 2011 représentant le parti au pouvoir Russie unie. Il démissionne en mai 2017.